# 永裕陵
永裕陵是宋神宗赵顼的陵墓，位于河南省巩义市芝田镇八陵村，为宋陵八陵陵区的两座帝陵之一（另一座为永泰陵）。永裕陵于元丰八年（1083年）三月宋神宗驾崩后修造。同年十月，宋神宗入葬永裕陵。

## 历史

宋神宗赵顼画像

赵顼原名赵仲鍼，为宋英宗赵曙的长子，母亲为宣仁圣烈皇后高氏。赵顼于治平三年（1066年）十二月被册封为皇太子，并于治平四年（1067年）正月英宗驾崩后继位。赵顼在位18年，于元丰八年三月五日驾崩，享年38岁，庙号宋神宗。
宋神宗驾崩后，皇太子赵煦继位，即宋哲宗。赵煦年幼，由太皇太后高氏临朝称制。神宗驾崩次日（三月六日），命入内副都知石得一都大管勾山陵事。七日，命宰相王珪为山陵使，礼部尚书韩忠彦为礼仪使，兵部侍郎许将为卤簿使，御史中丞黄履为仪仗使，龙图阁待制、权知开封府蔡京为桥道顿递使，开始山陵修造和丧礼准备。同年五月六日，王珪上陵名“永裕陵”。数日后王珪病故，尚书左仆射蔡确接替其出任山陵使。
北宋皇帝奉行七月葬期，神宗的灵柩于同年十月一日出殡，二十一日入葬永裕陵。

## 布局
永裕陵陵区南北长约2,200米，东西宽约500米，布局与宋陵中其他帝陵大致相同，由上宫、下宫、祔葬皇后陵和陪葬墓组成:209。

### 上宫
永裕陵上宫主要地面建筑的基址皆存，陵园地势南高北低，分六阶，从最南端的鹊台至乳台下低两阶，从乳台至南神门又下低两阶，由南神门至北门外石狮再下低两阶，每阶落差约1-2米:209。
陵园的最南端为鹊台，分东、西两座，均存夯土基址，平面大体呈正方形。两座鹊台基址间距40.3米，东鹊台基址边长约7-9.2米，高4.9米；西鹊台基址边长约7.8-8.7米，高3.4米:209。
鹊台以北约140米处为乳台，亦分东、西两座，现均存夯土基址，平面呈长方形。两座乳台基址间距42米，其中东乳台基址东西长8.7米，南北宽4.5米，高4.3米；西乳台基址东西长13.5米，南北宽6.3米，高4.4米:209。
乳台以北约135米处为宫城的南神门。宫城为陵园的核心区域，最中央为陵台。现存陵台呈方形覆斗状，高15米，底部边长48米，顶部边长18米。陵台下为地宫，陵台四周为神墙，四面神墙正中均开有神门，神墙的四角均置角阙。四面神门的阙台和四个角阙现均存夯土基址，根据这些建筑基址的位置实测，宫城平面为边长240米的正方形:209。

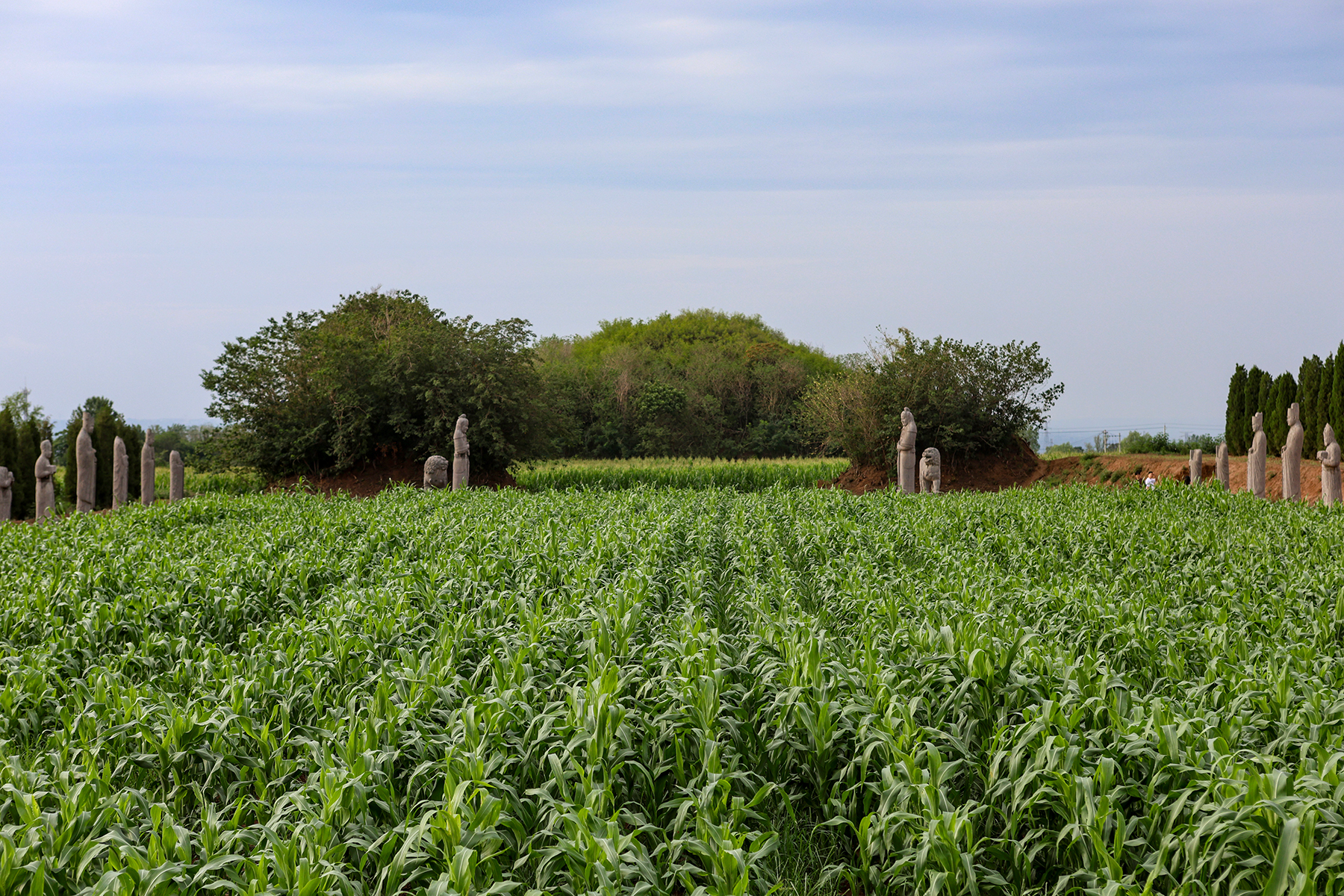
神道、南神门阙台基址与陵台
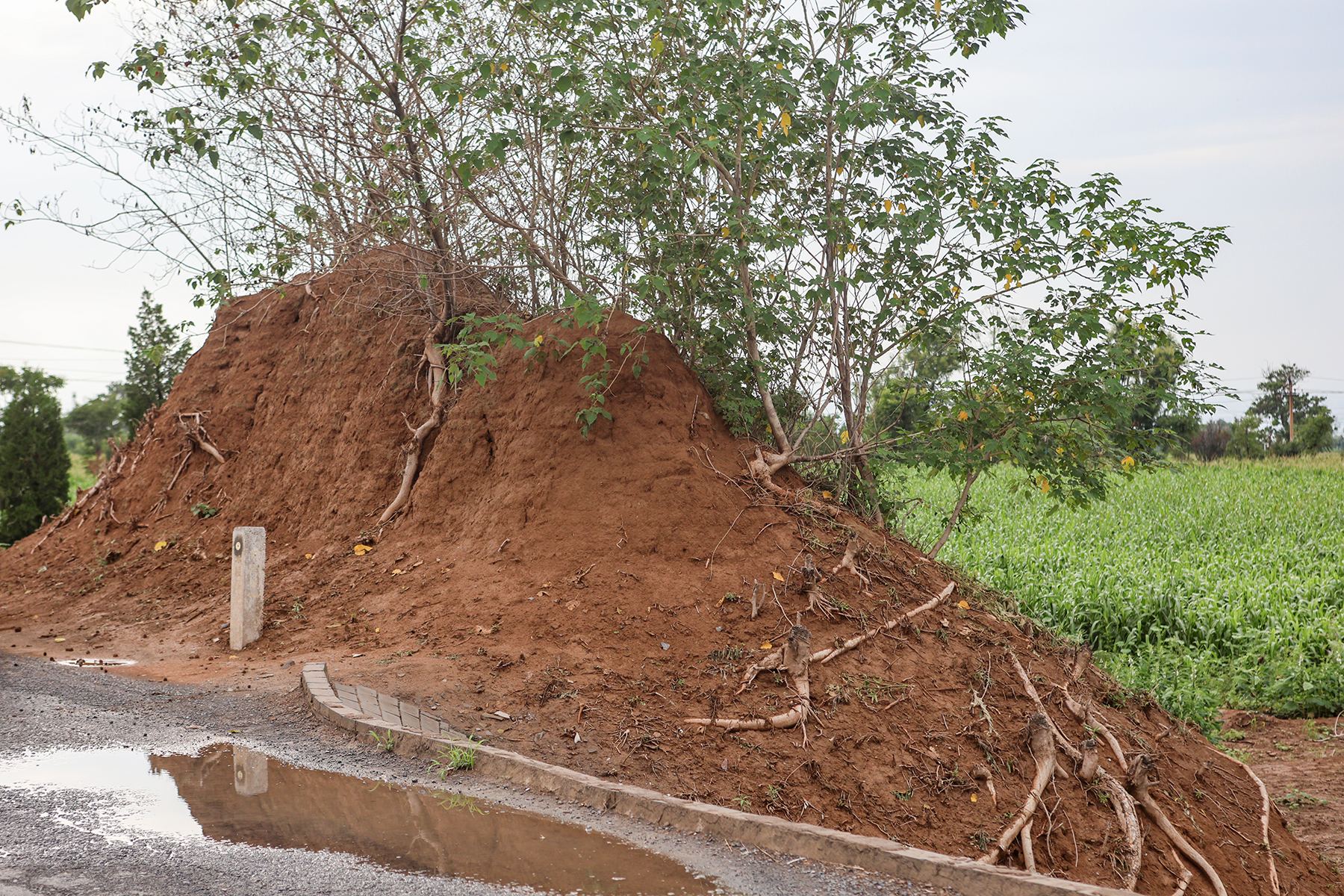
西乳台基址
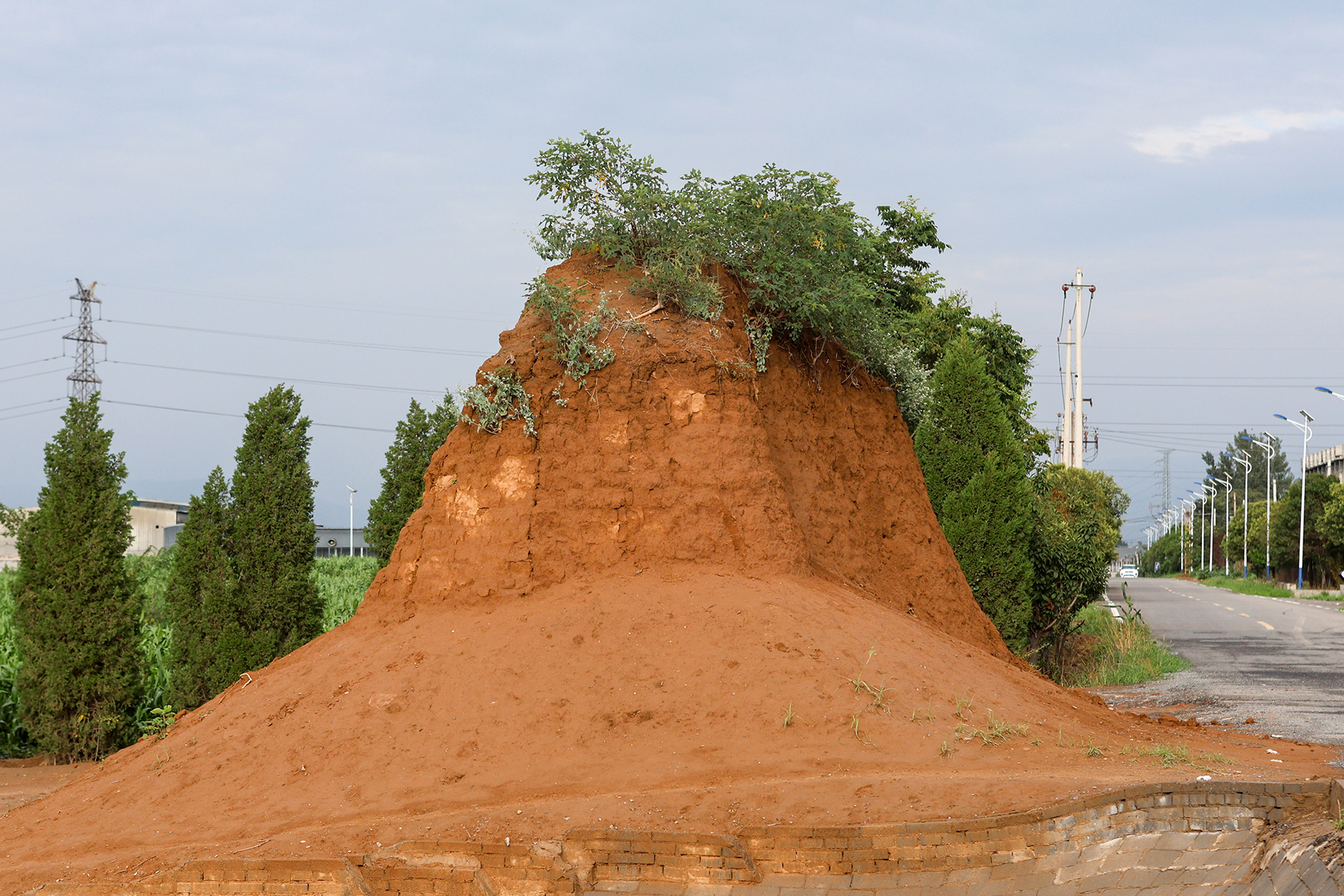
东乳台基址
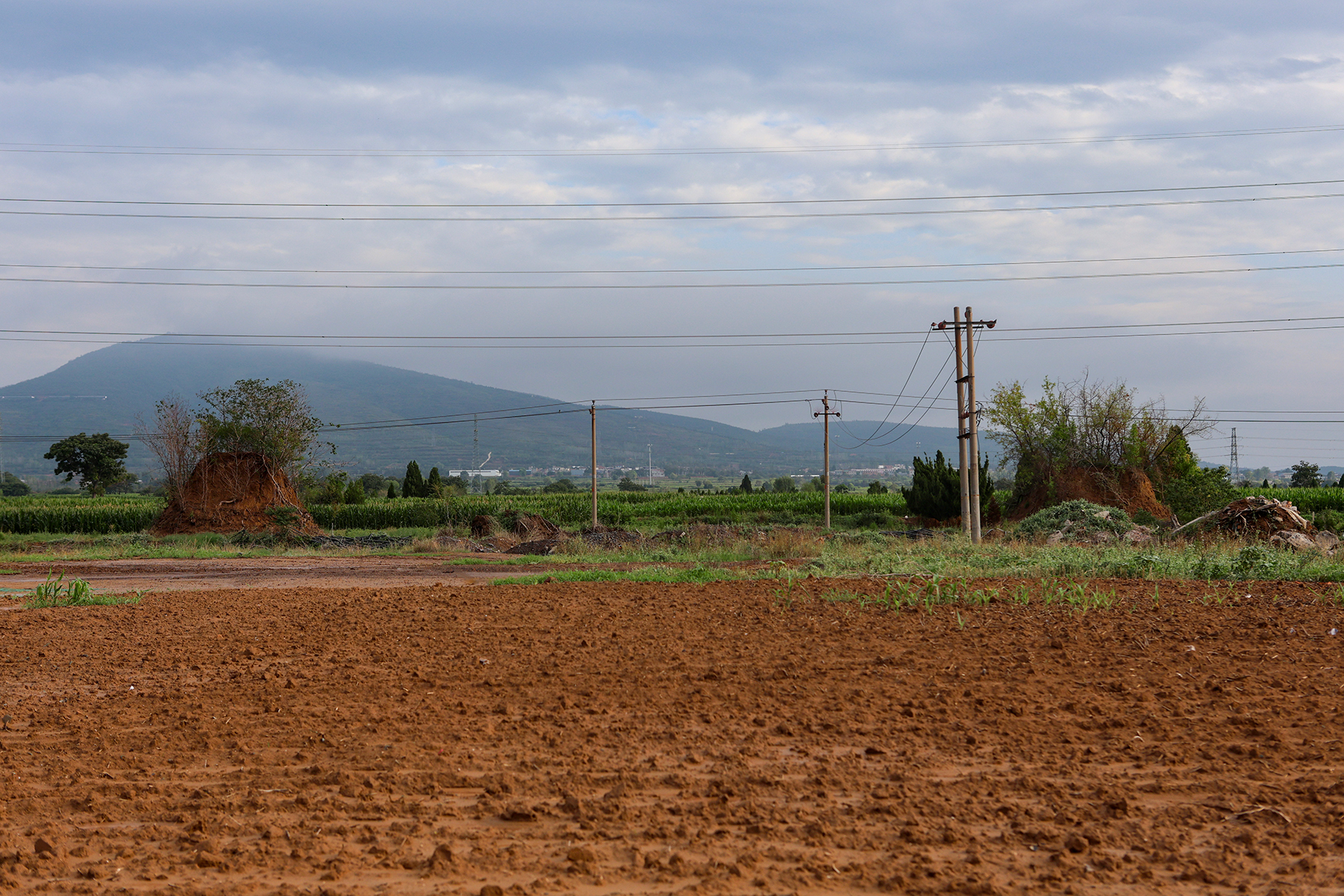
鹊台基址

#### 石像
永裕陵石像形体修长，与北宋早期诸陵石像的粗壮形体形成鲜明对比。人物雕刻脸型较为瘦长，人物袍服衣纹刻画自然，文武官员的进贤冠的梁数由三梁增加至五梁，文官腰间不再佩剑。瑞禽石屏边缘雕成波浪状。望柱的柱顶也和柱身一样为八棱，顶尖加高，呈三层台阶状。这些变化反映出北宋中晚期更为成熟的雕刻技法和更为细腻写实的雕刻风格:456-457。
永裕陵的上宫石像残损较多，现存52件石像（北宋帝陵上宫按制应有60件石像），神道西列缺少驯象人石像一件、控马官石像一件、石甪端一件和石虎一件，四件宫人石像均已缺失。现存的石像中，有13件人物石像缺少头部。除东、西、北三神门外的门狮外，其余石像均分列于乳台以北的神道东西两侧，东西两列石像生间距39米，每列的石像与石像间距4.4-4.8米:209。

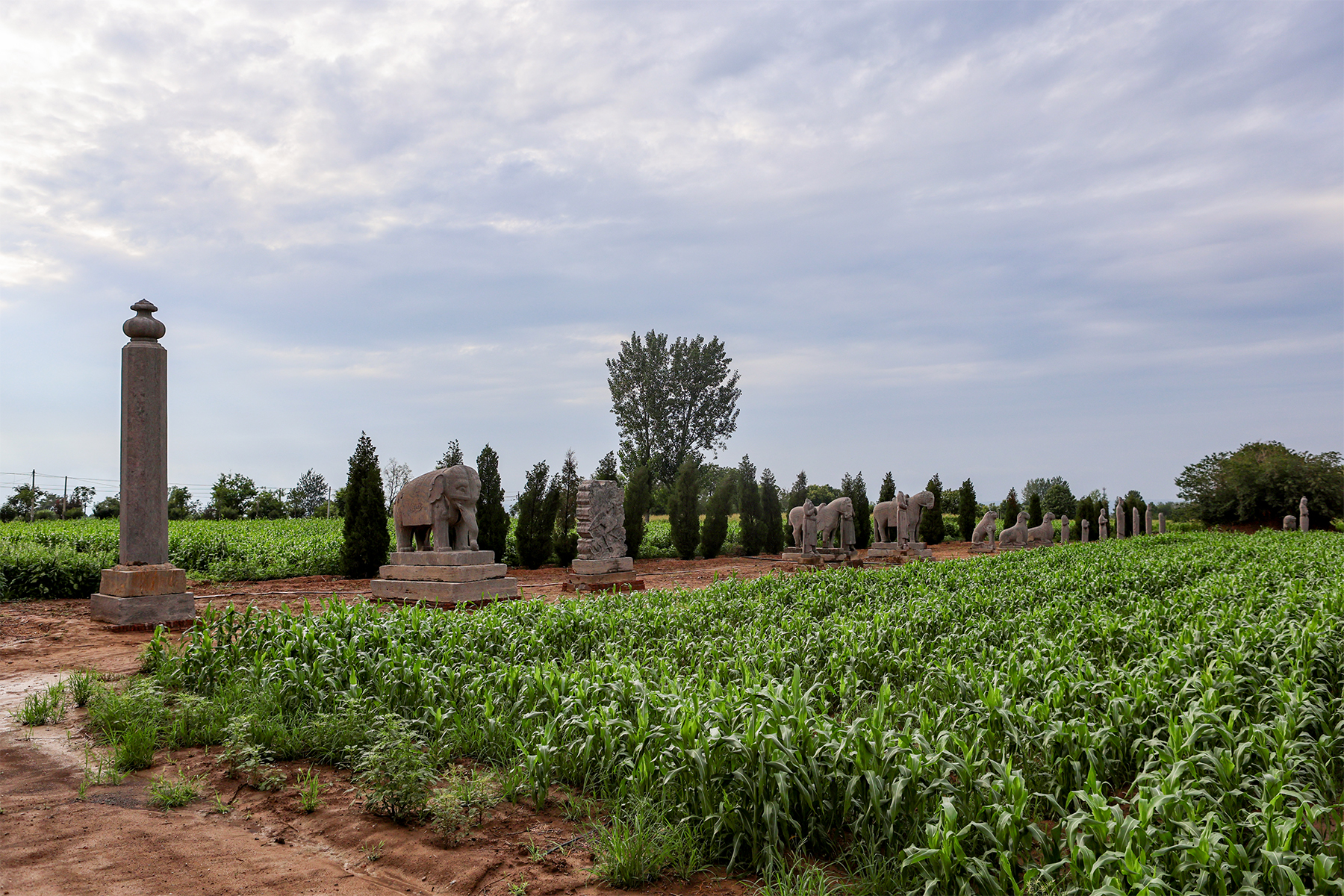
神道西侧石像生
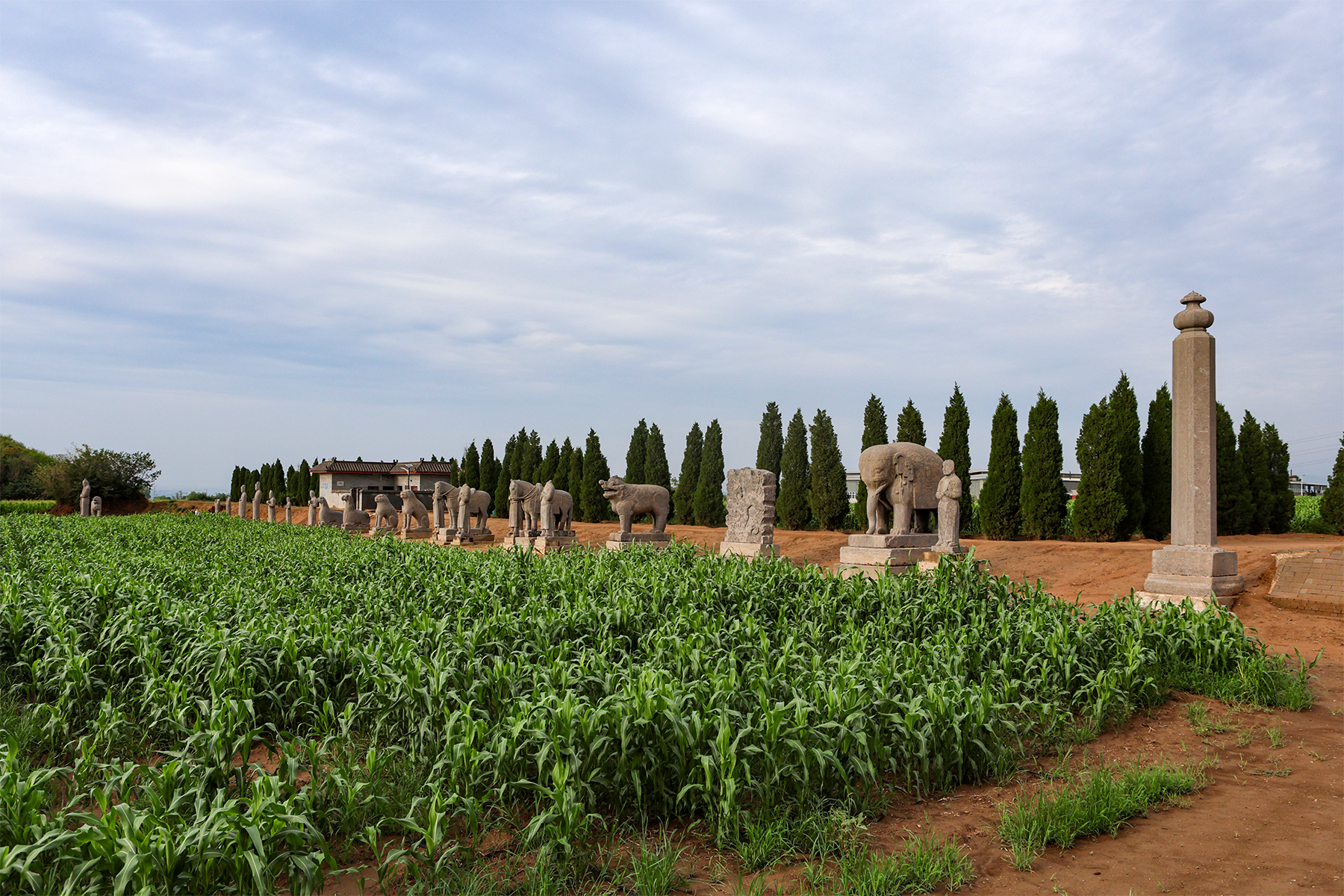
神道东侧石像生

永裕陵神道两侧现存的石像从南向北依次为：
- 望柱两件：东西列各一件望柱，柱身有八个棱面，柱顶的宝珠上加有三重顶尖，宝珠和顶尖也为八面，从侧面看如同带盖瓜棱瓶[7]:209。

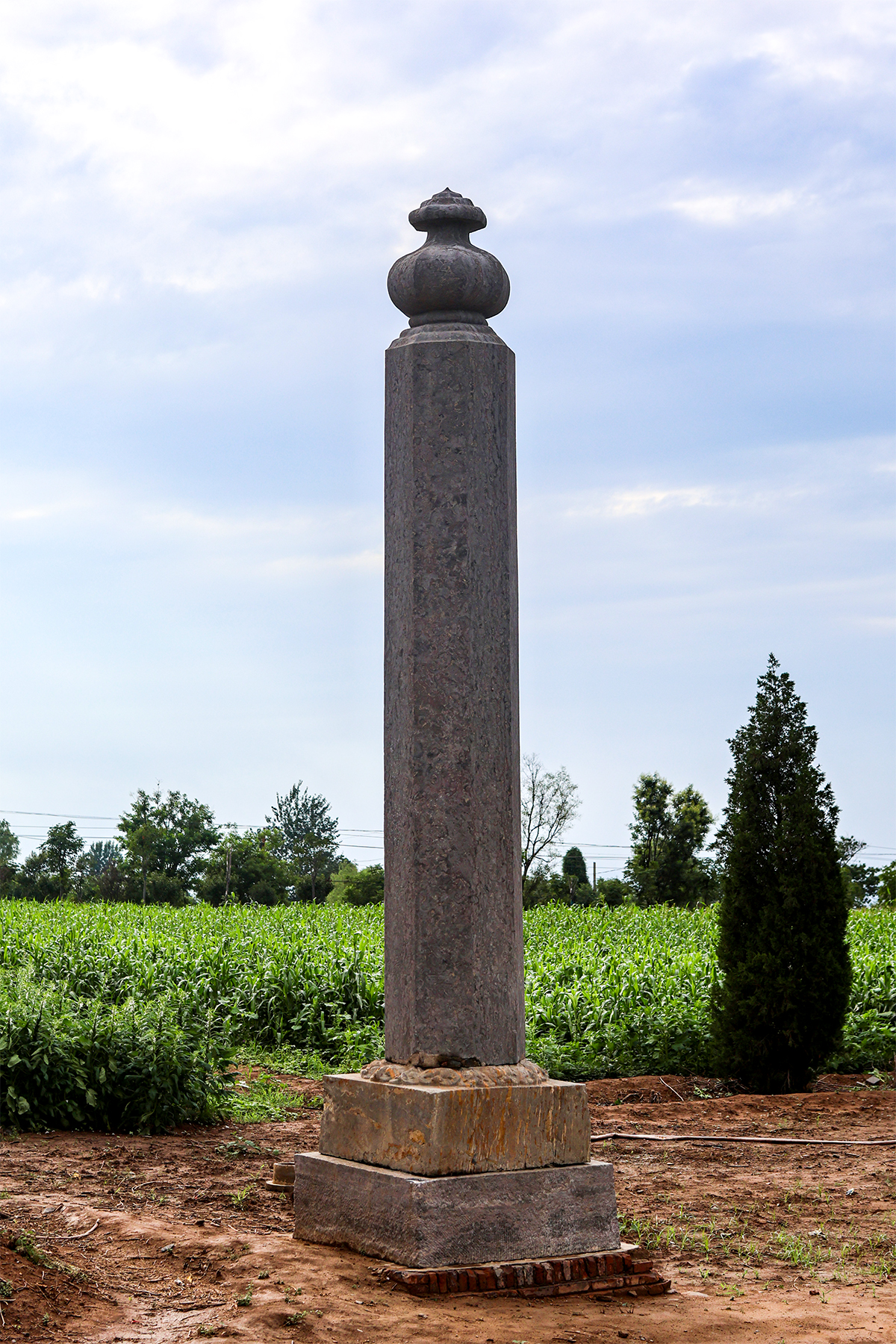
石望柱（西列）
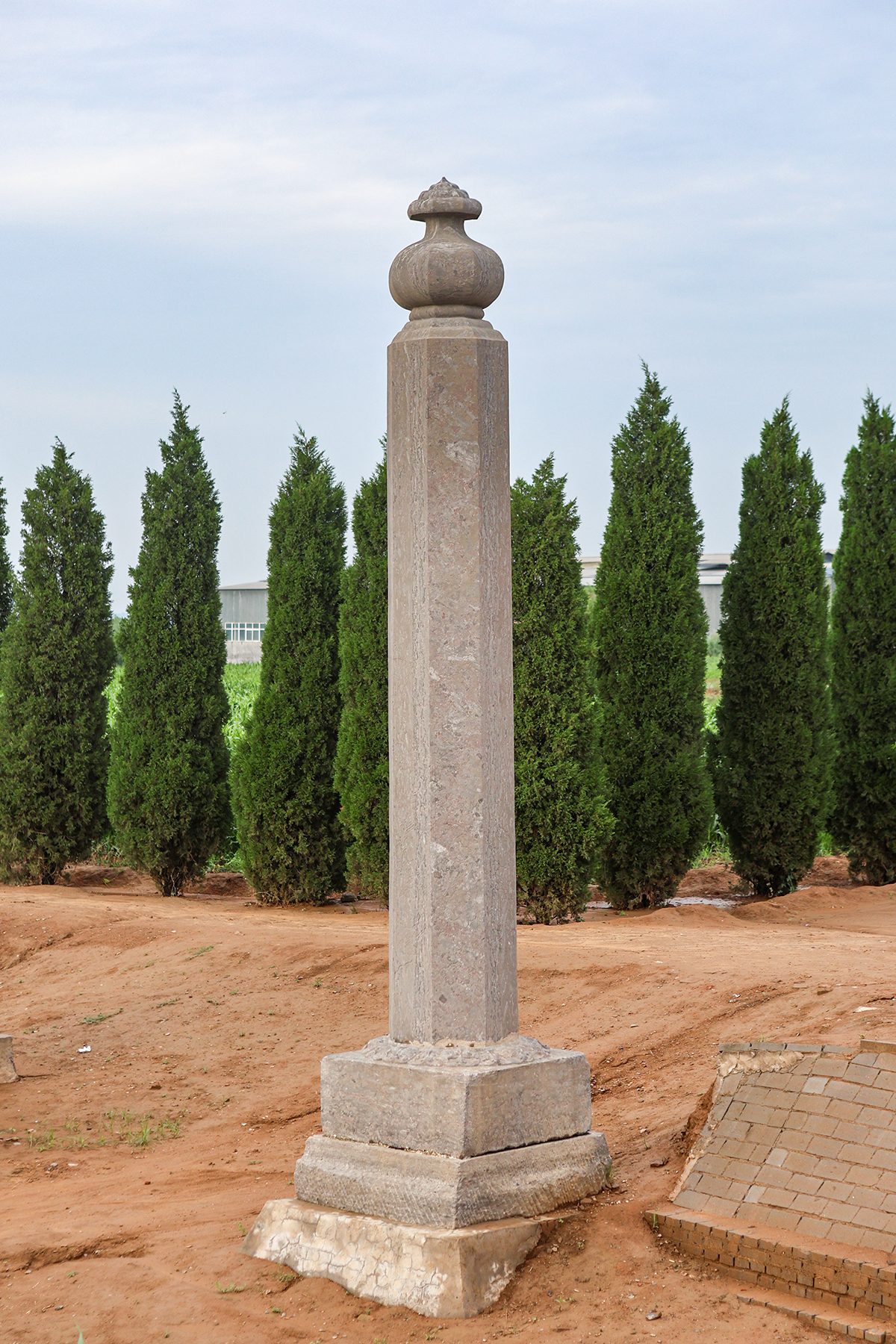
石望柱（东列）

- 象与驯象人两组：东西列各有一组象与驯象人石像，每组包括一件石象和一件驯象人石像。西列的驯象人已缺失，故现存象两件和驯象人一件。石象的四肢较长，象鼻又细又弯，头上系络头，背上披鞯褥。鞯褥两侧雕有莲花蹬，后鞦上挂有铃铛和缨穗。驯象人石像位于东列石像南侧，头部左侧已残损，但仍看出卷发披肩。驯象人身穿圆领窄袖长袍，腰束革带，脚穿圆头履[7]:209-211。

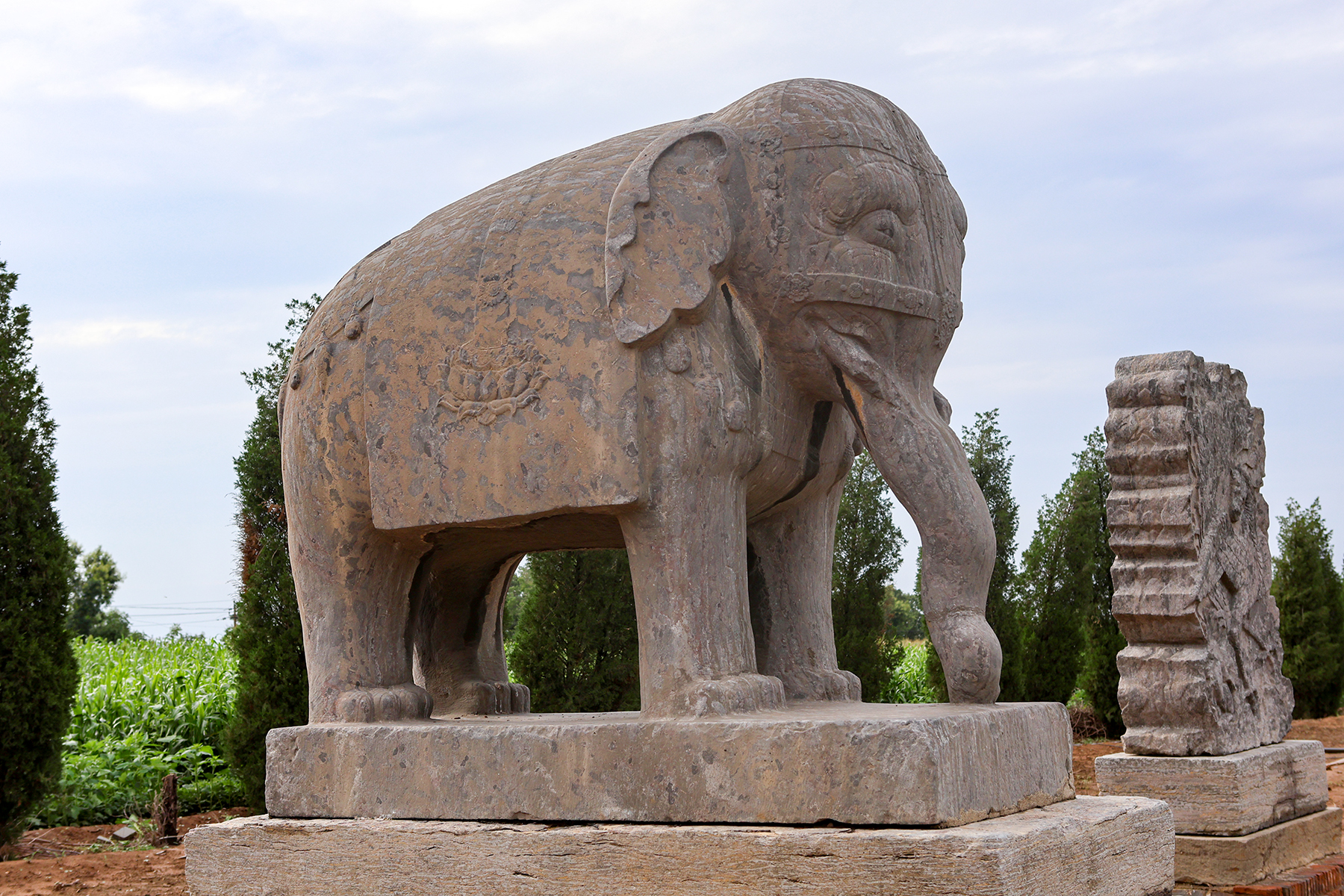
石象（西列）
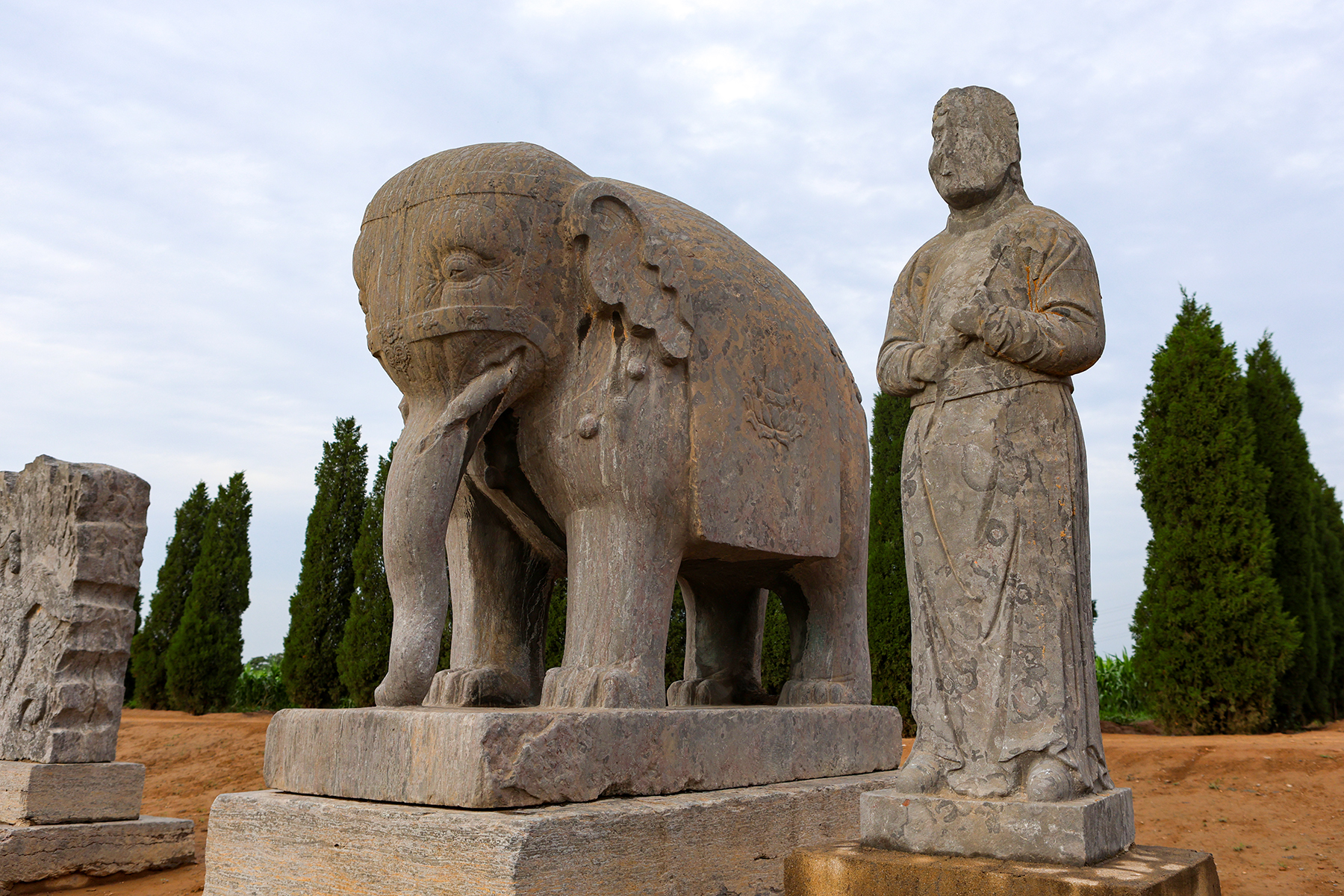
石象与驯象人石像（东列）

- 瑞禽石屏两件：东西列各一件瑞禽石屏，屏顶呈山形，瑞禽为马首禽身，作展翅欲飞的姿态，禽尾呈孔雀开屏状，几乎占满整个屏面[7]:211。
- 甪端一件：现存东列甪端石像一件，西列的甪端已缺失。甪端头部前伸，张口披鬣，两肋的翼翅较为细小[7]:211。

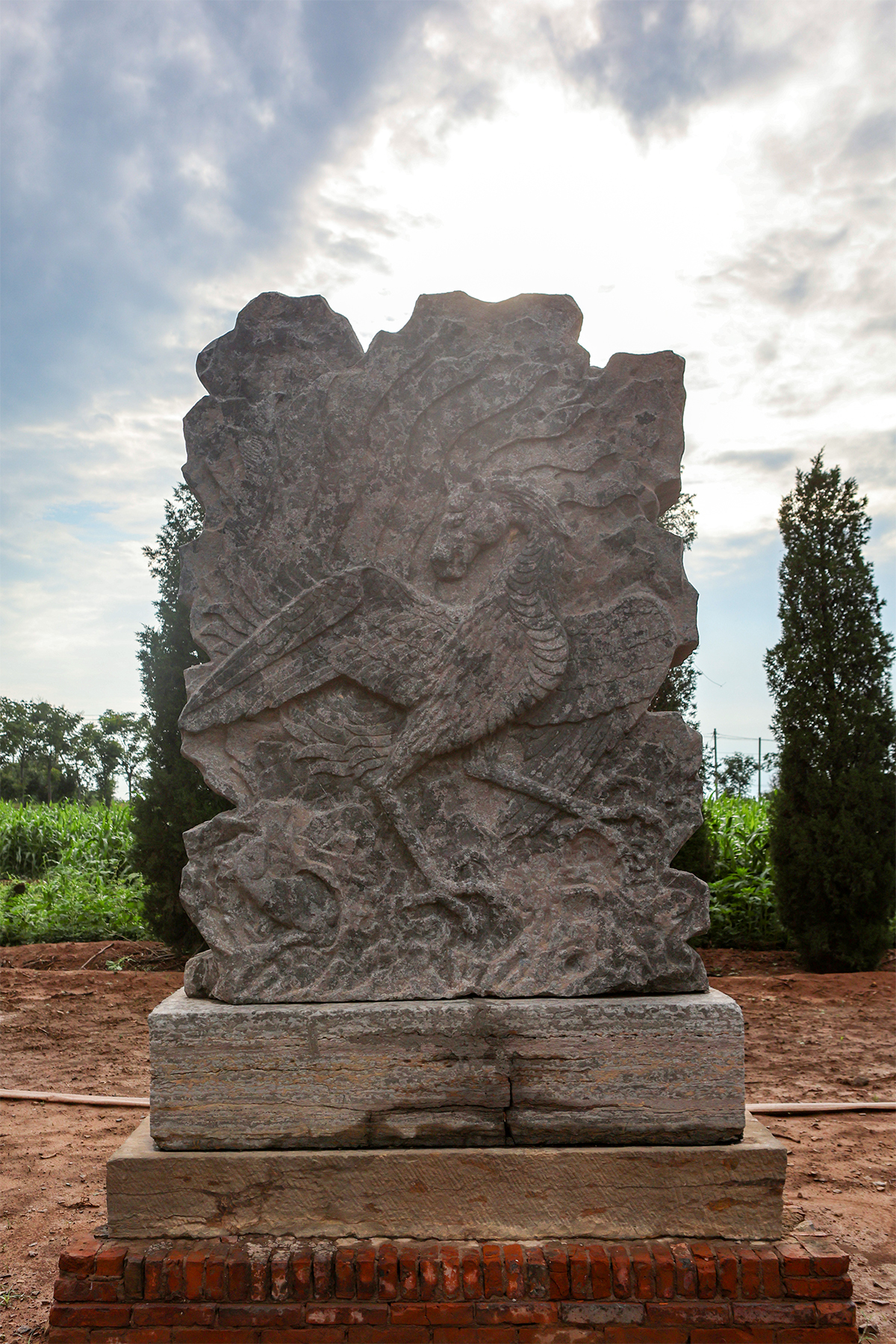
瑞禽石屏（西列）
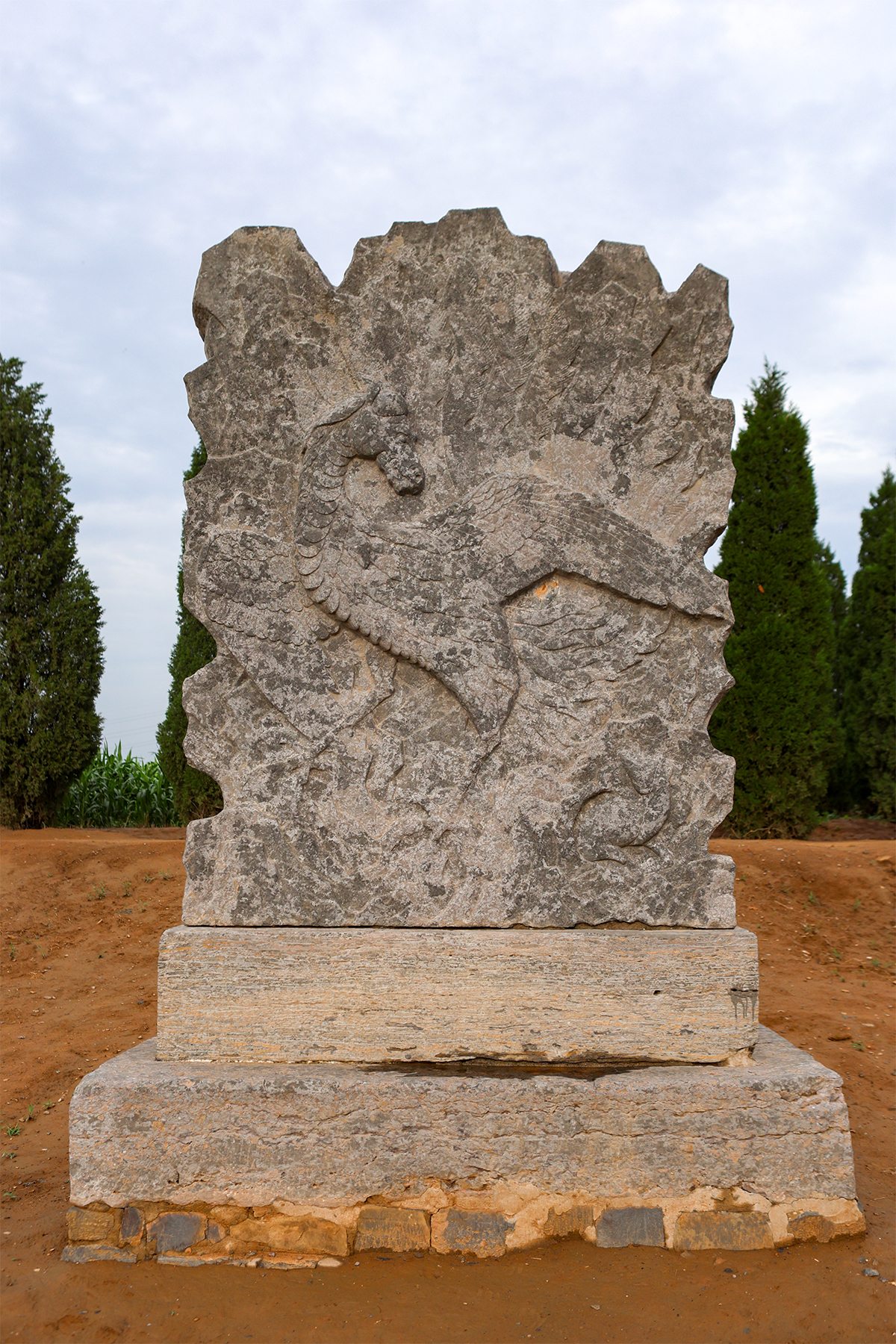
瑞禽石屏（东列）
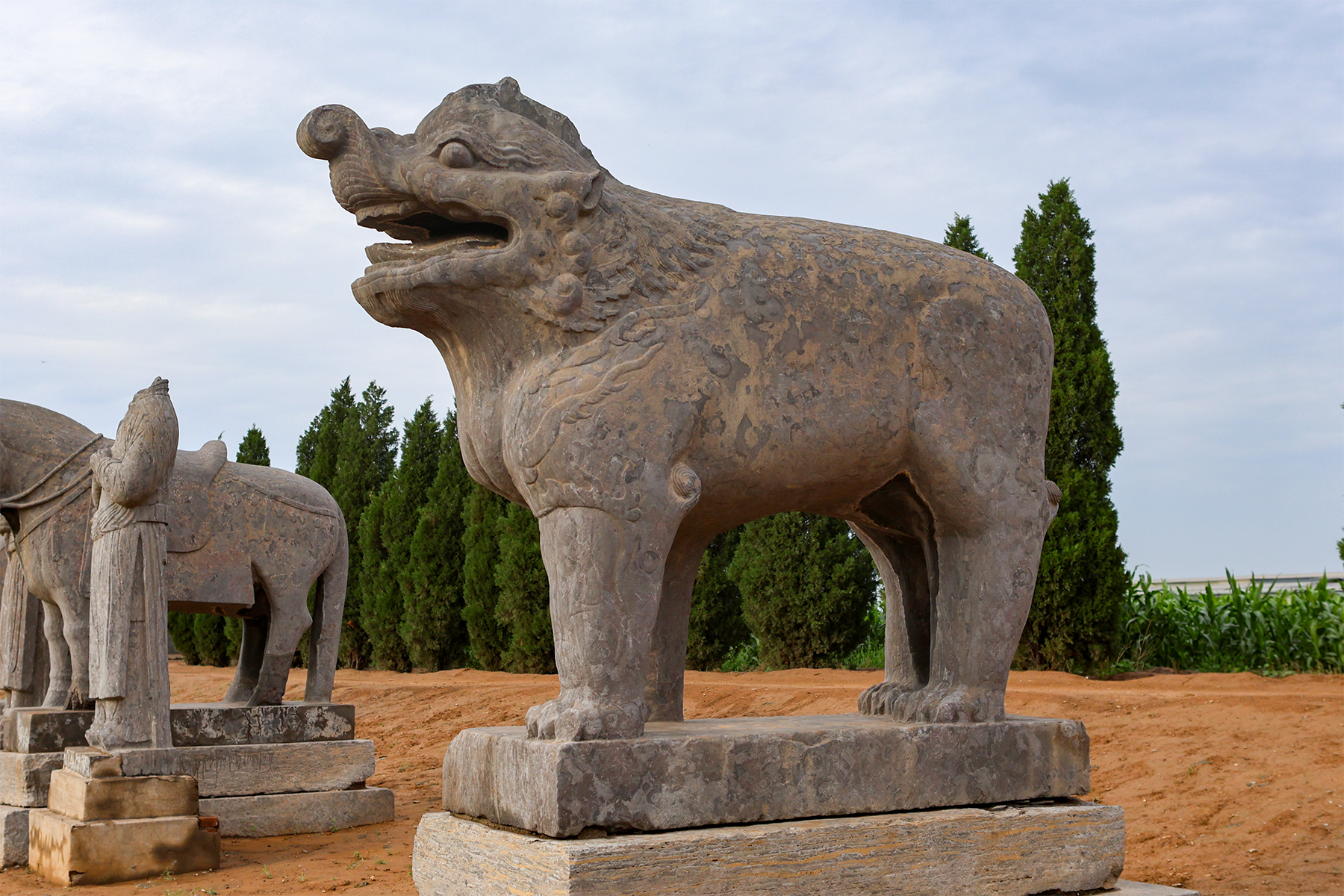
石甪端

- 马与控马官四组：按制每组包括一件石马和两件控马官石像，东西各应有两组。神道西列最北侧的一件控马官已缺失，现存四件马和七件控马官。石马尾拄地，系络头，披鞯褥，两侧刻有圆马蹬。七件控马官石像的头部均已残缺，但仍可看出衣着和姿势。控马官均身穿窄袖袍，腰束革带，脚穿圆头鞋，身前垂有帛巾。其中东列从南数第二个和西列从南数第三个控马官右手持马鞭，其余控马官则作叉手姿势[7]:211。

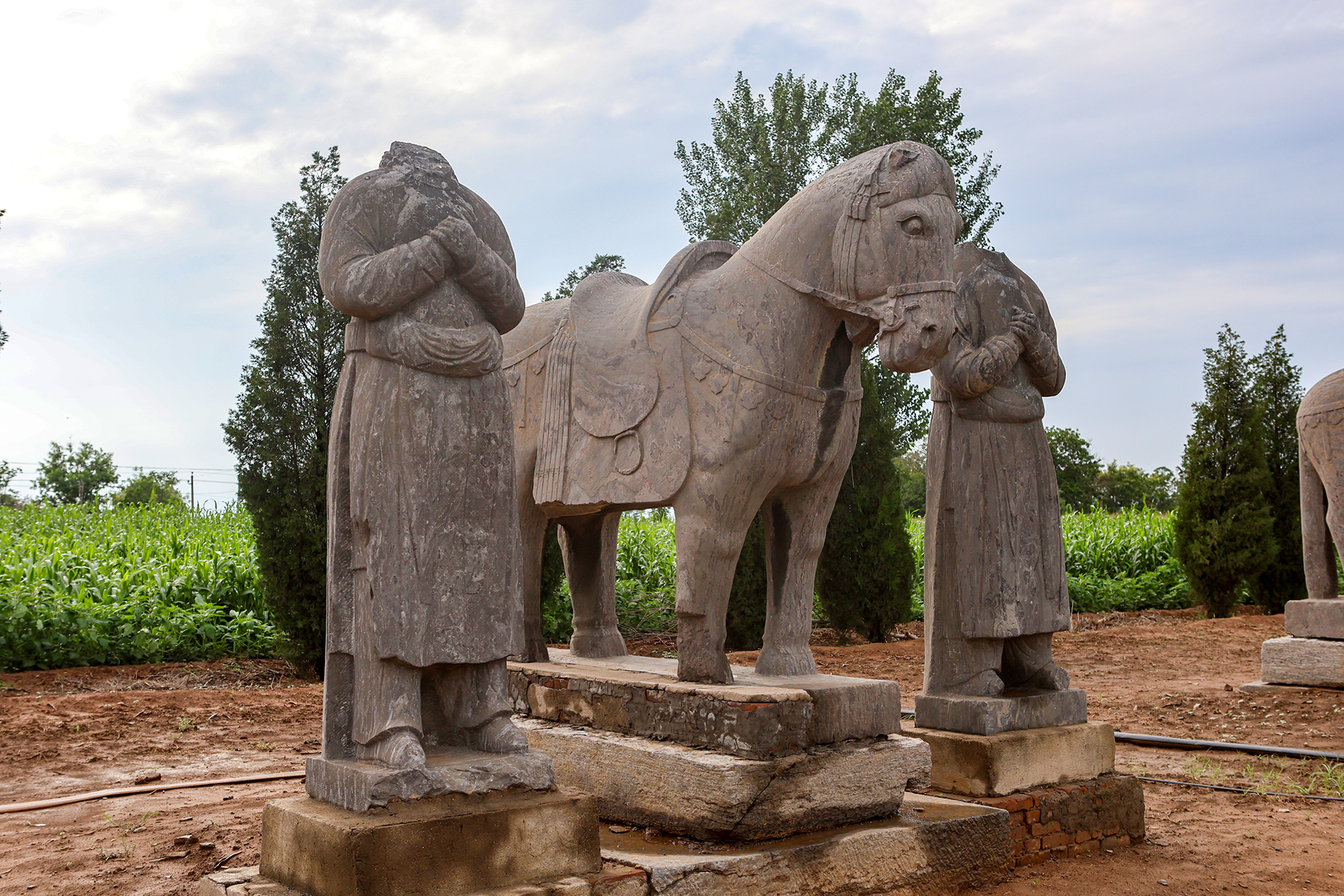
石马与控马官石像（西列南一）
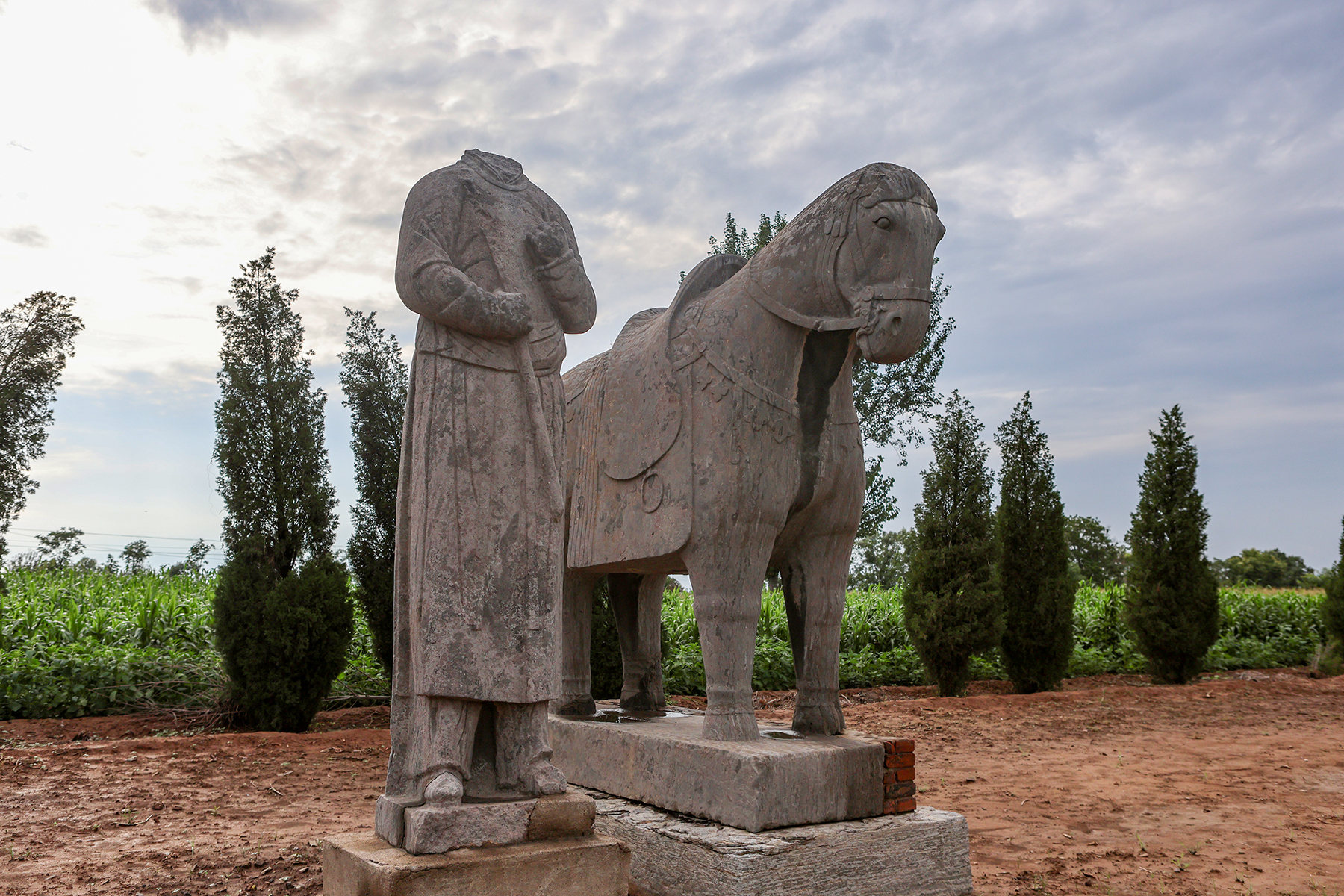
石马与控马官石像（西列南二）
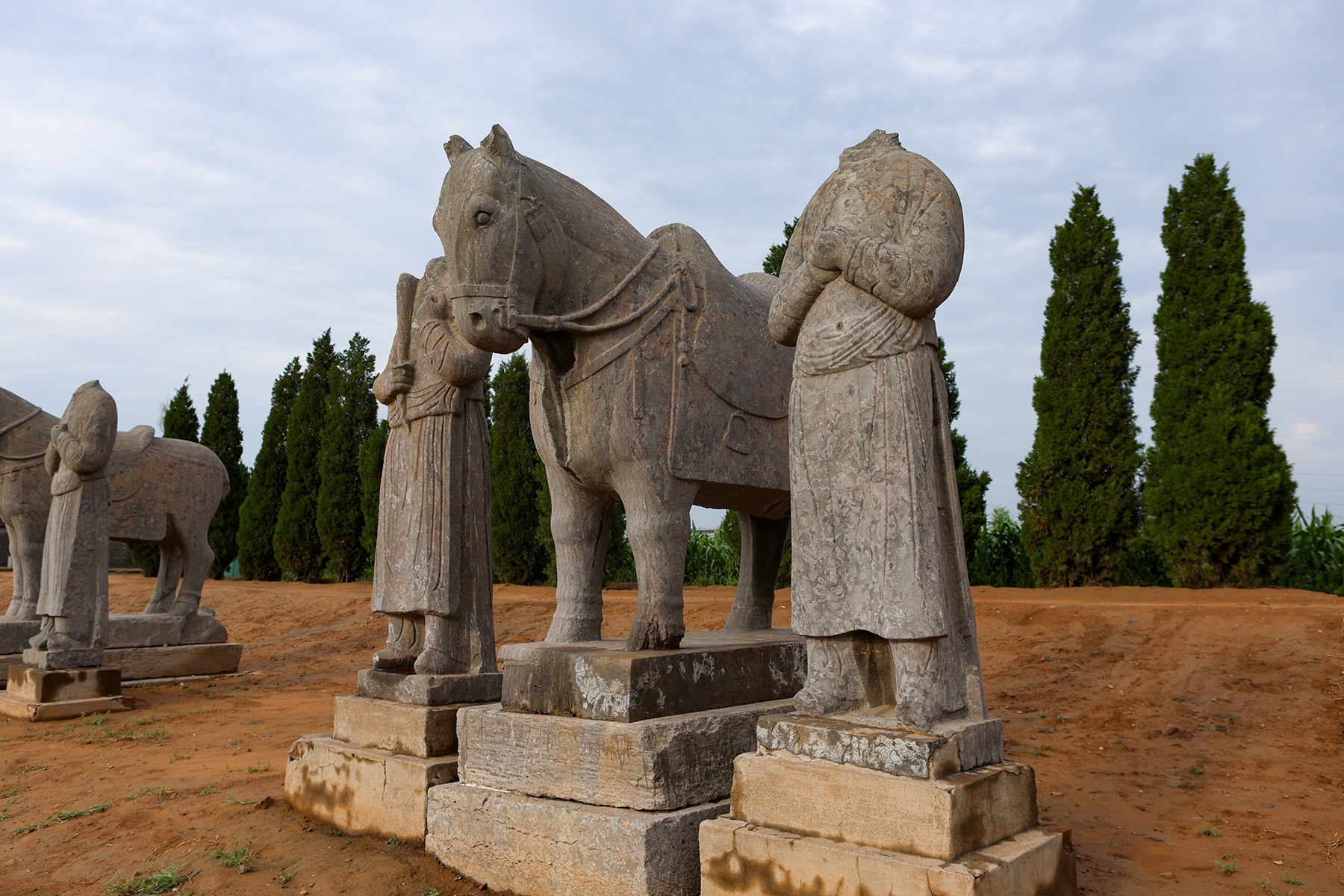
石马与控马官石像（东列南一）
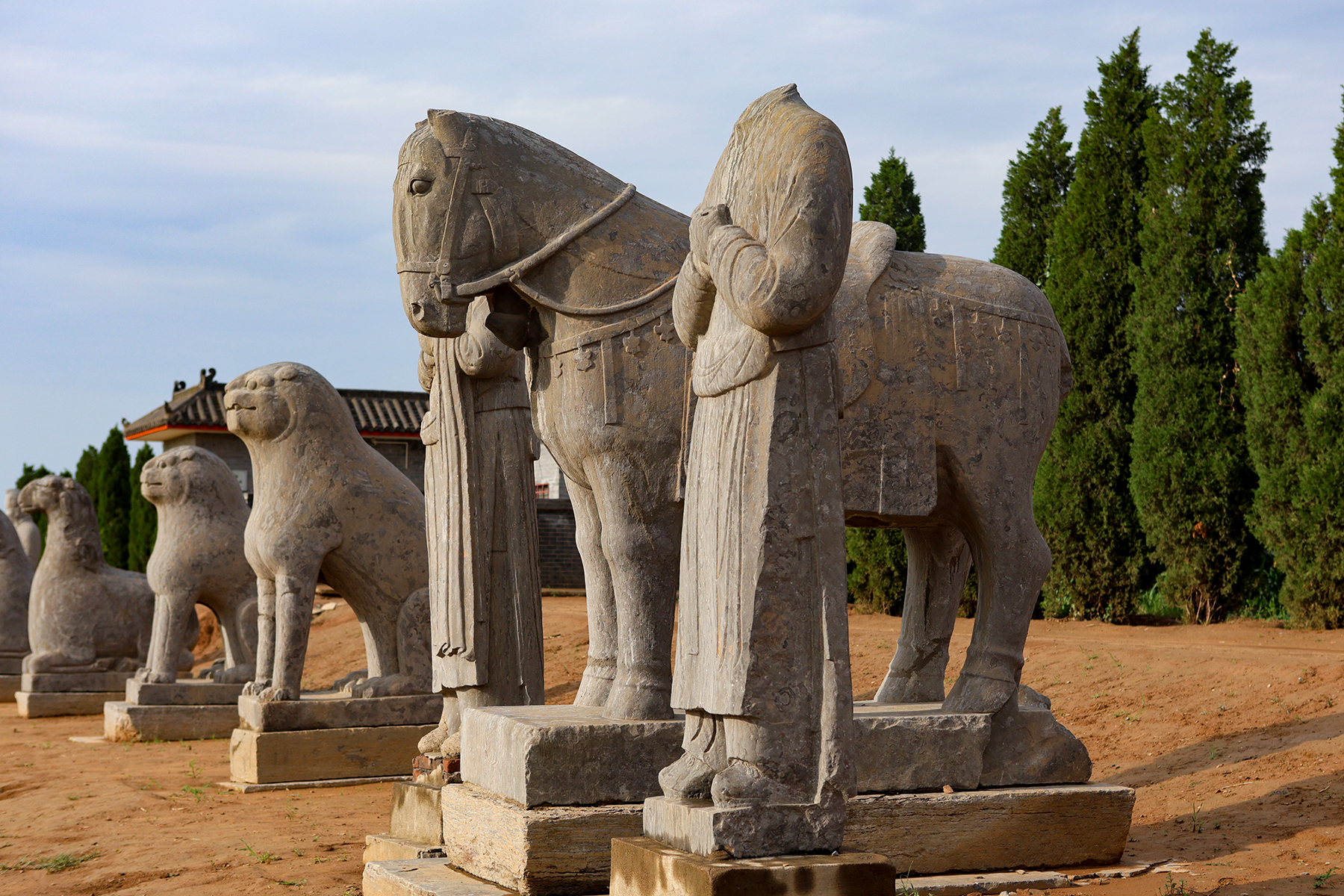
石马与控马官石像（东列南二）

- 虎三件：按制东西列各应有两件石虎，惟西列南侧的石虎已缺失，现存三件石虎，身形较之前的石虎偏小[7]:211。

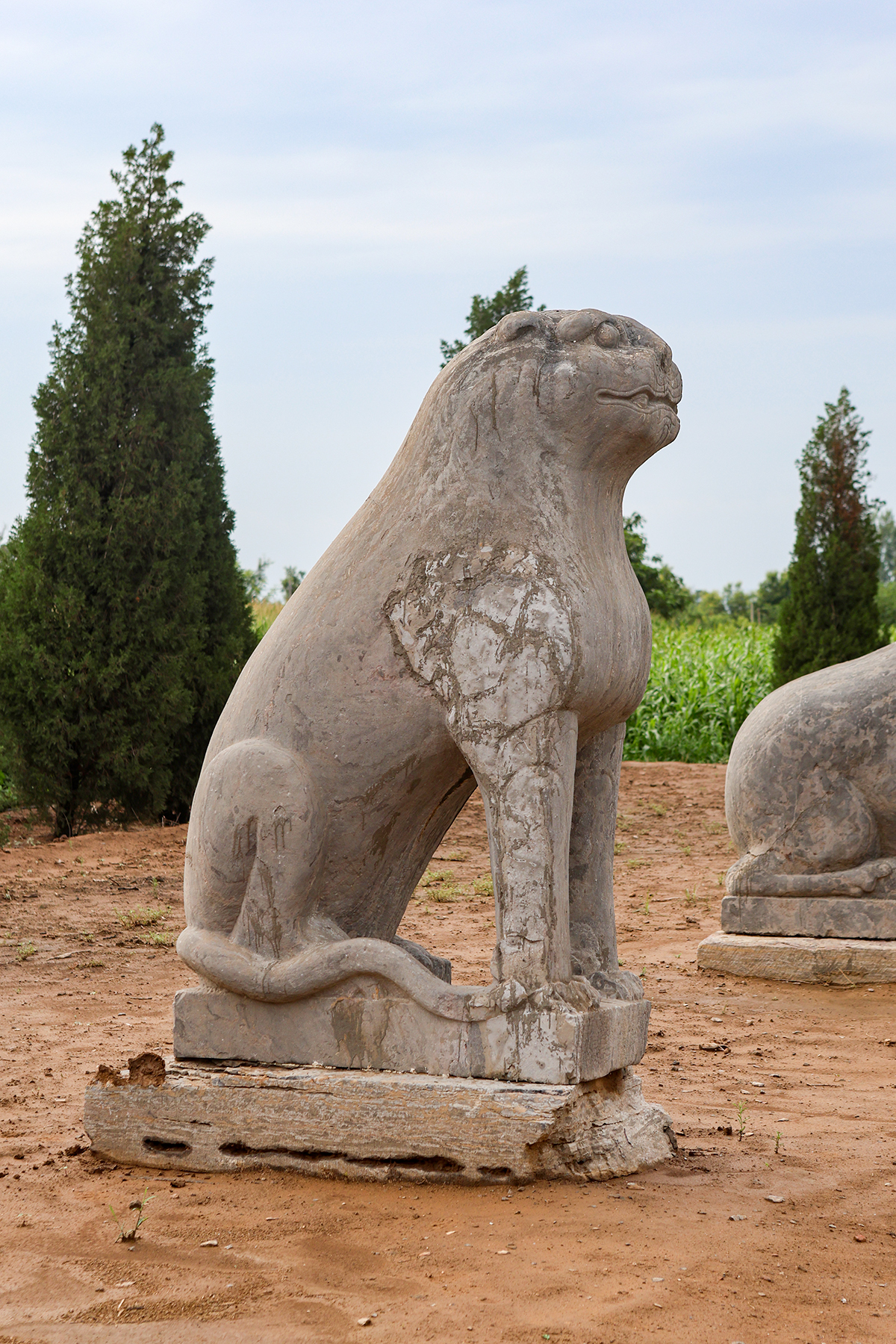
石虎（西列）
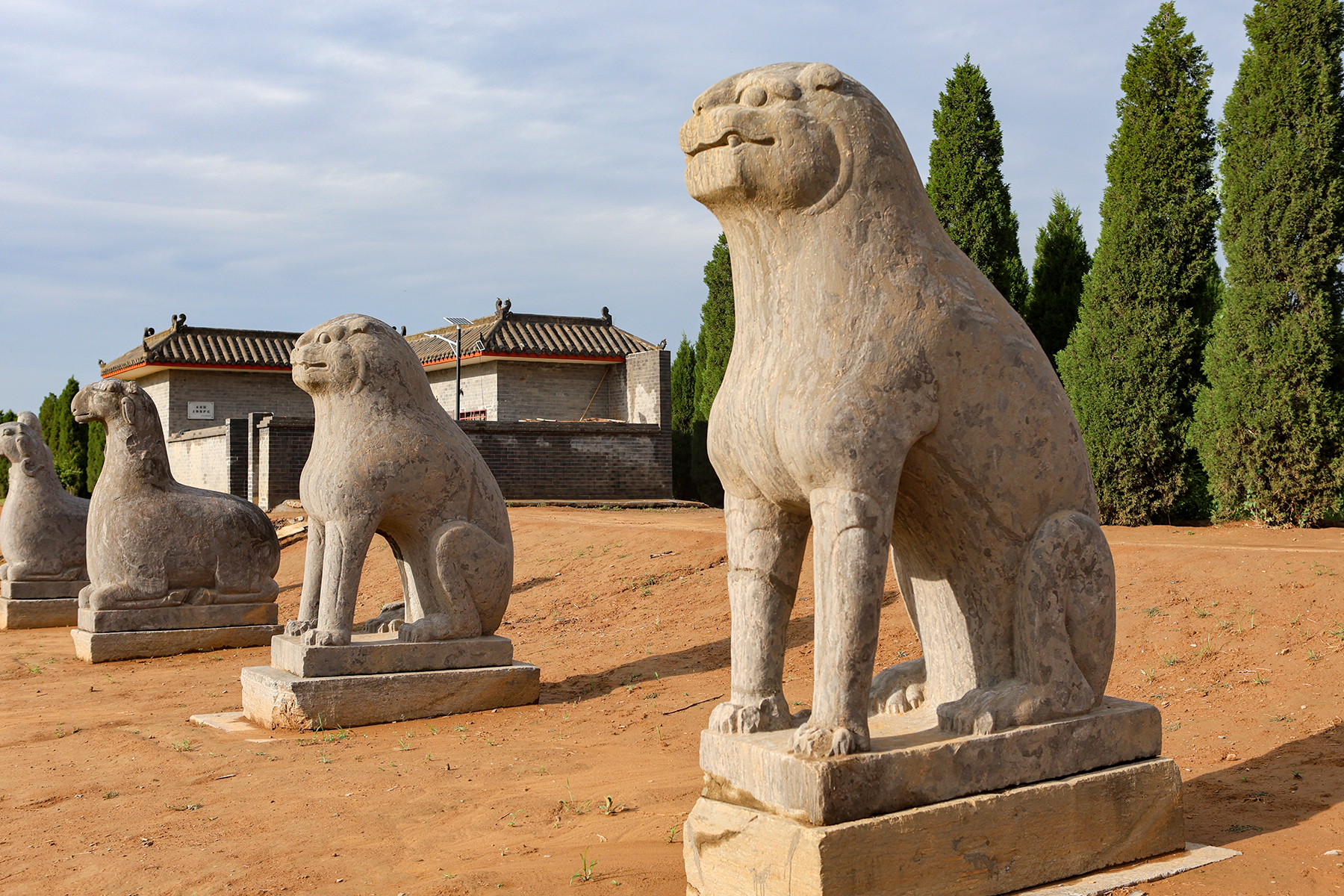
石虎（东列）

- 羊四件：东西列各两件石羊，均为四肢跪卧。与之前各陵的石羊相比，羊头较小而颈部更为细长[7]:211。

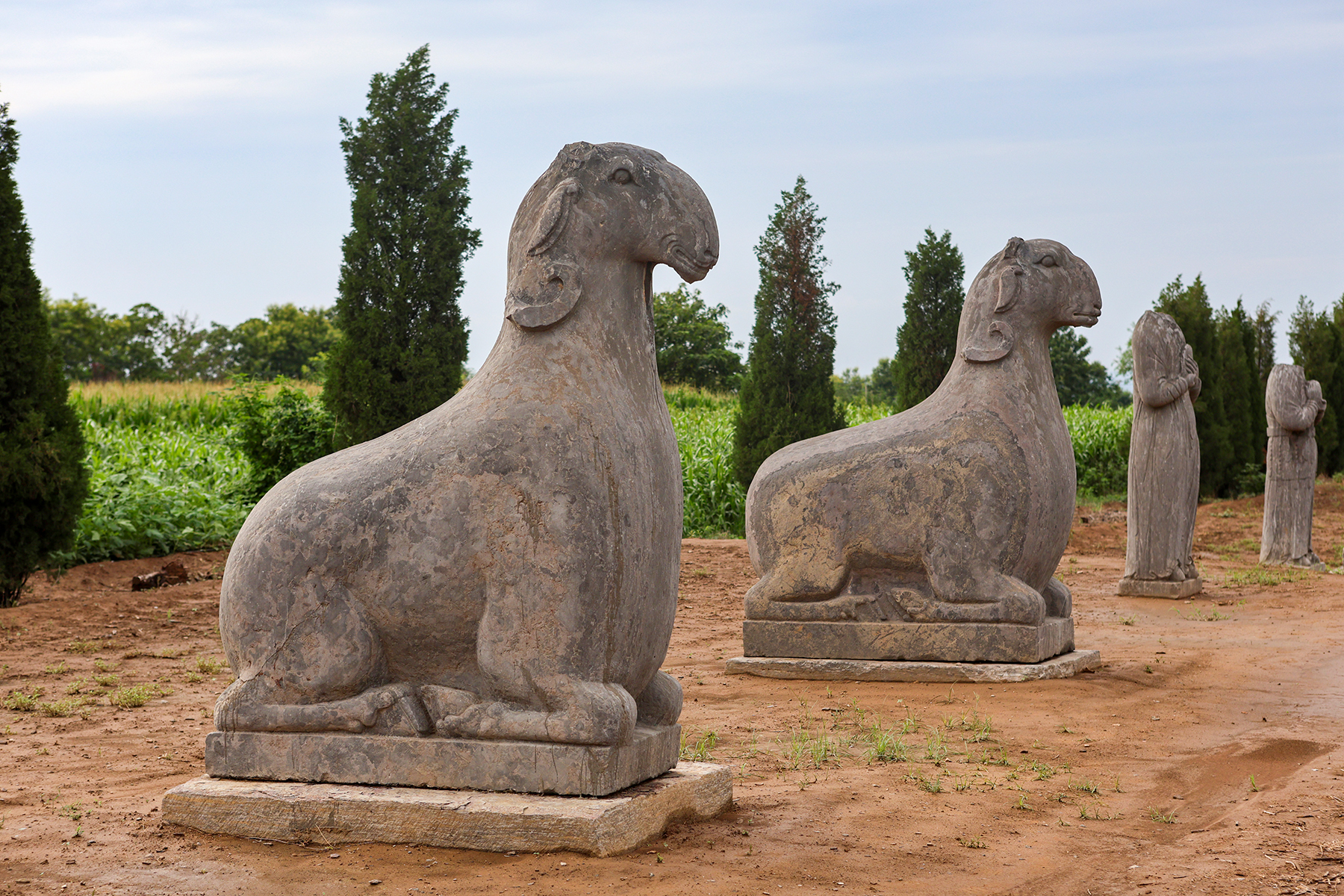
石羊（西列）
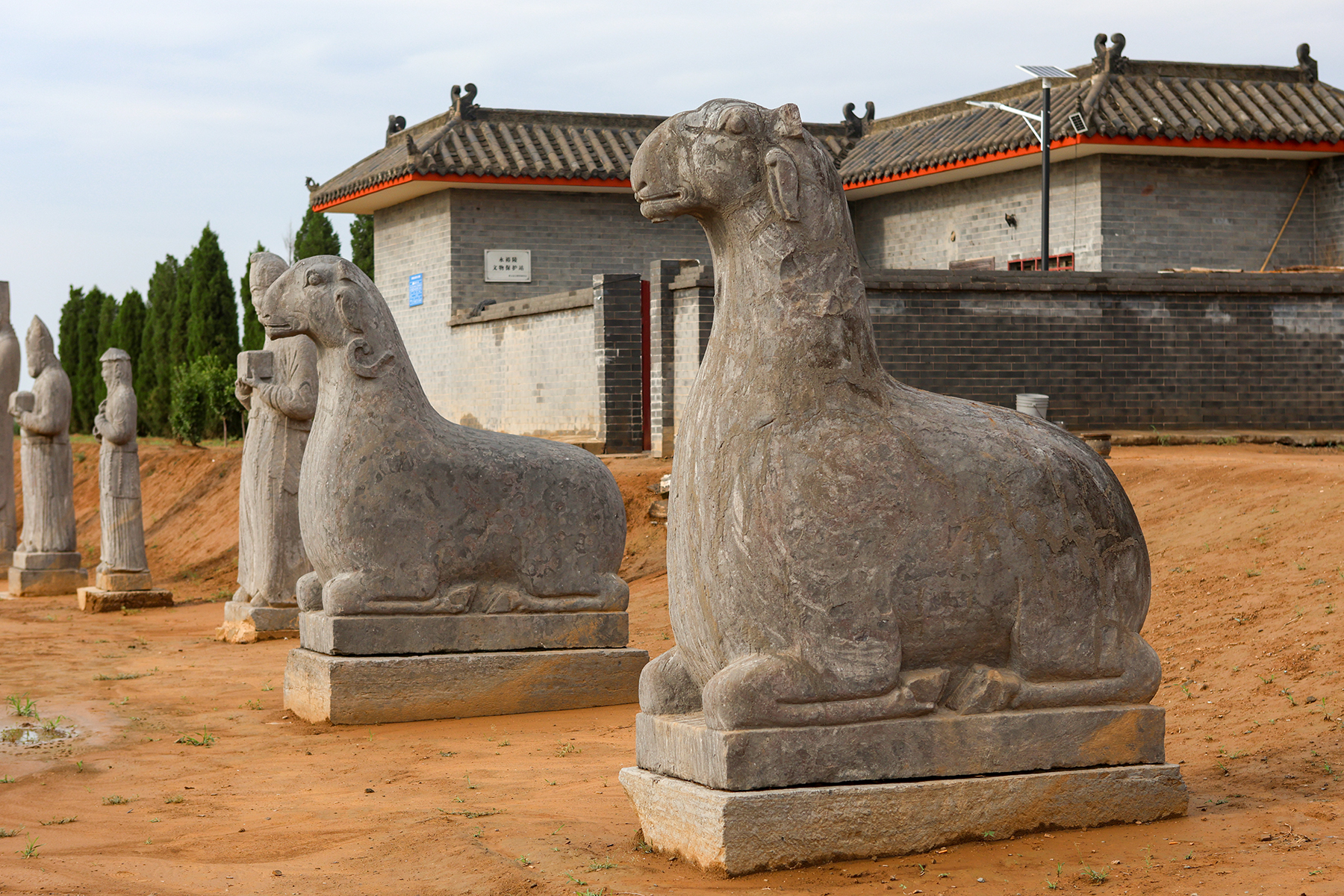
石羊（东列）

- 客使六件：东西列各有三件客使石像。其中东列从南数第一个客使蓄长须，头戴盔状帽，上有一只伏兽，双耳戴耳环，身穿窄袖长袍，手捧长方形盒；第二个客使身材矮小，蓄络腮胡，头戴尖顶四棱帽，身穿窄袖长袍，手捧鹿角状物品；第三个客使蓄八字胡，头戴扇面状高冠，冠前饰有团花等纹路，身穿圆领窄袖长袍，手捧长方形盒。西列从南数第一个客使头部缺失，穿窄袖长衫，手捧犀角；第二个客使亦缺失头部，身穿紧袖长袍，手捧一椭圆状宝物；第三个客使戴尖顶帽，两耳戴耳环，身穿圆领紧袖袍，手捧长方形盒[7]:211-219。

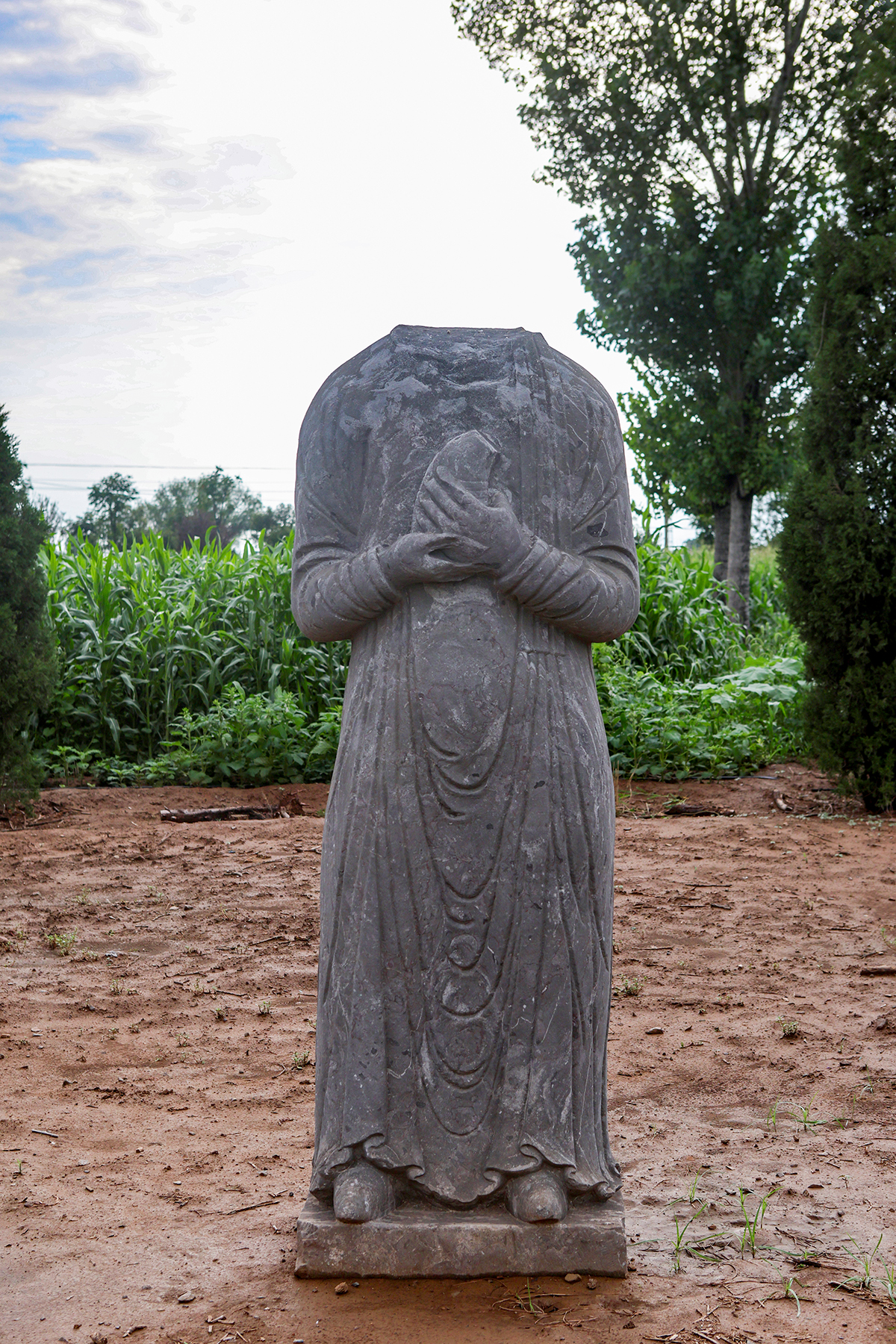
客使石像（西列南一）
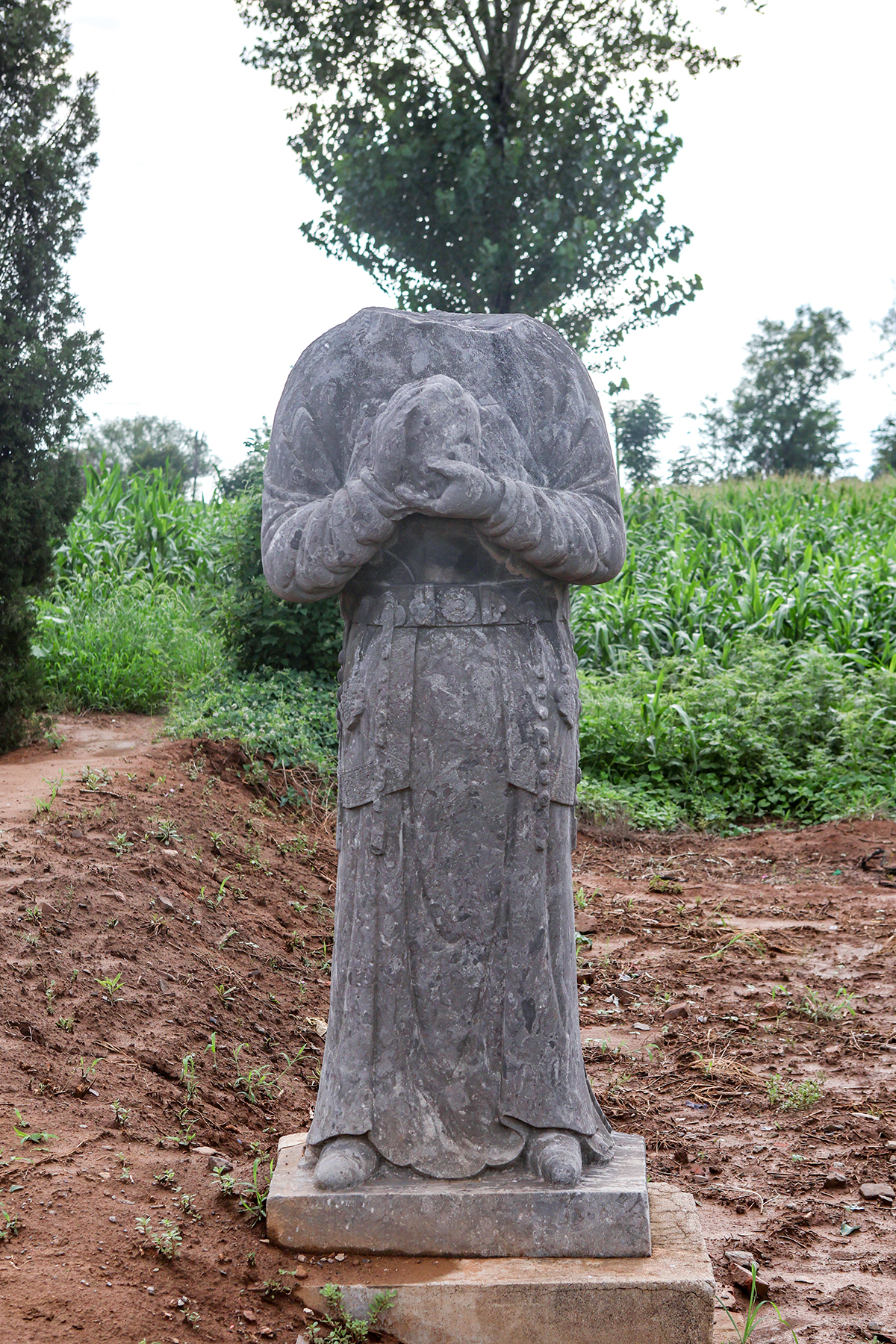
客使石像（西列南二）
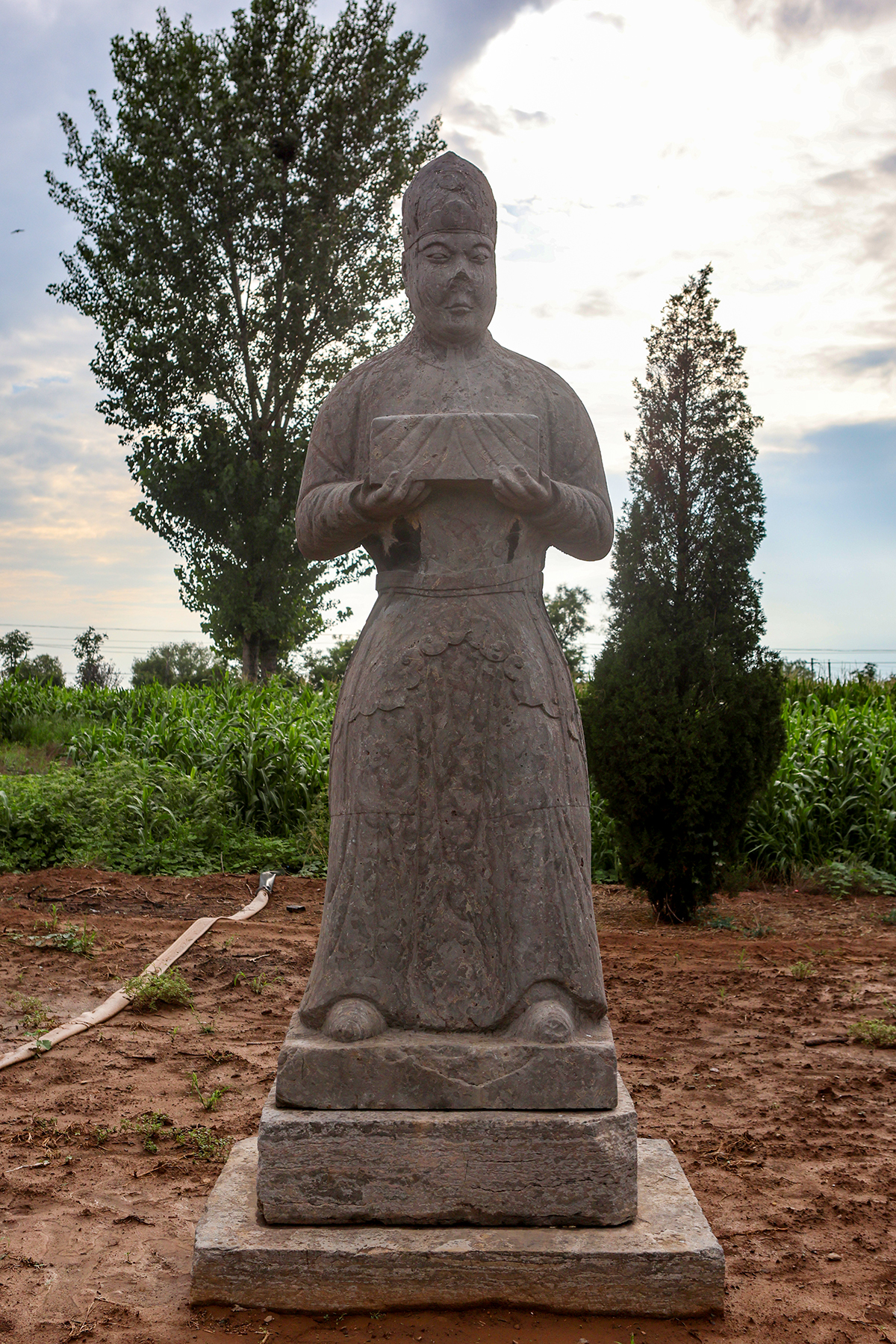
客使石像（西列南三）
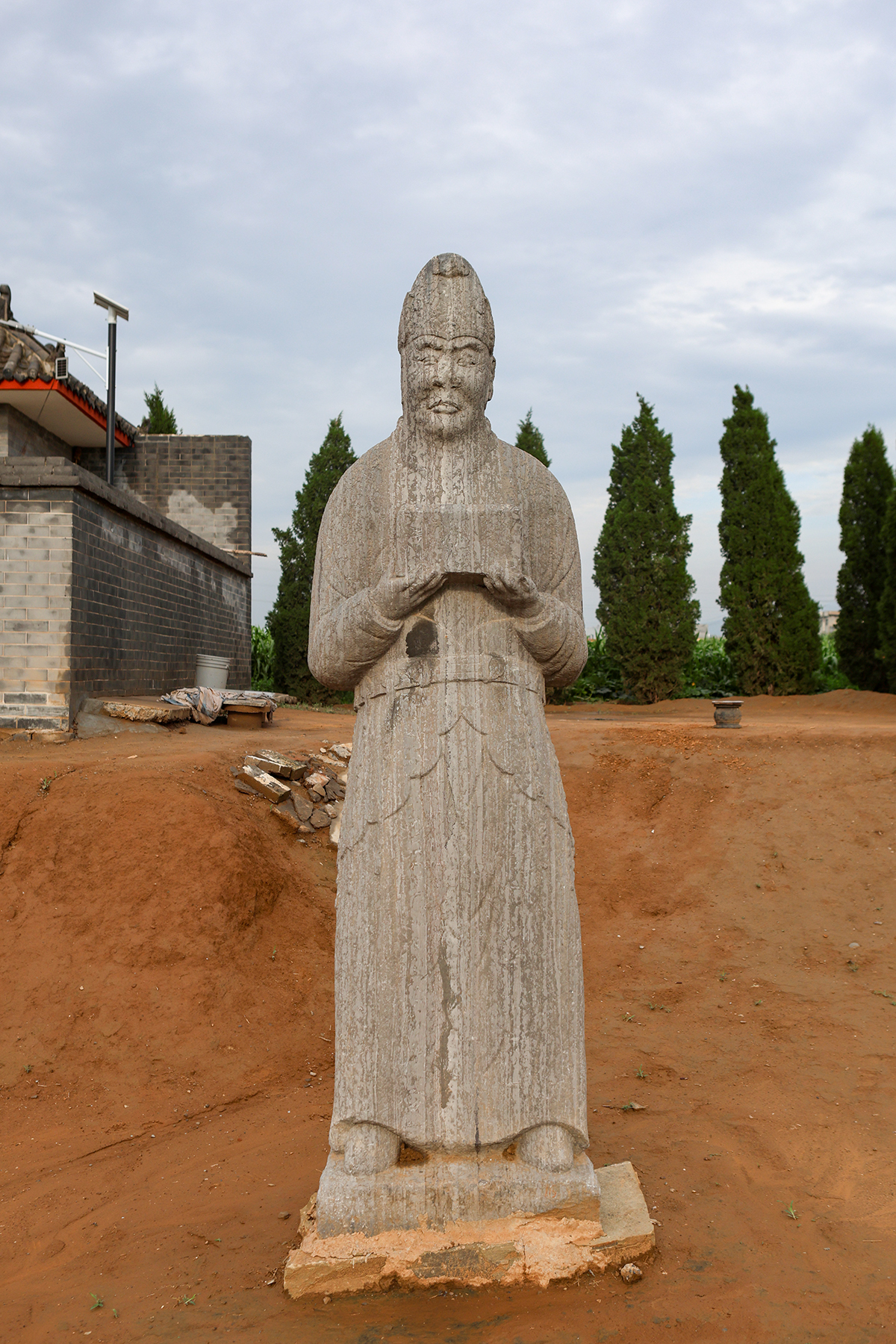
客使石像（东列南一）
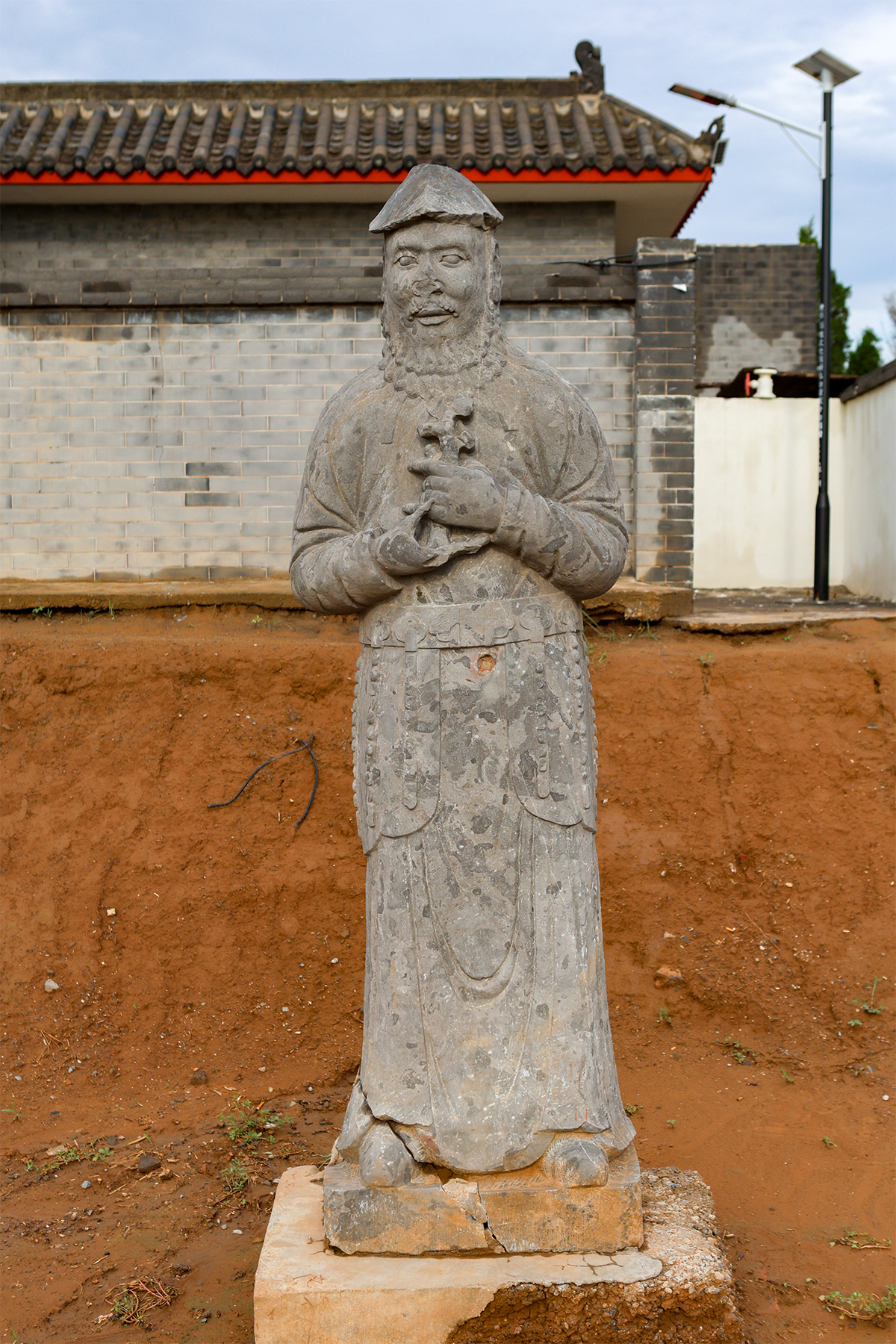
客使石像（东列南二）
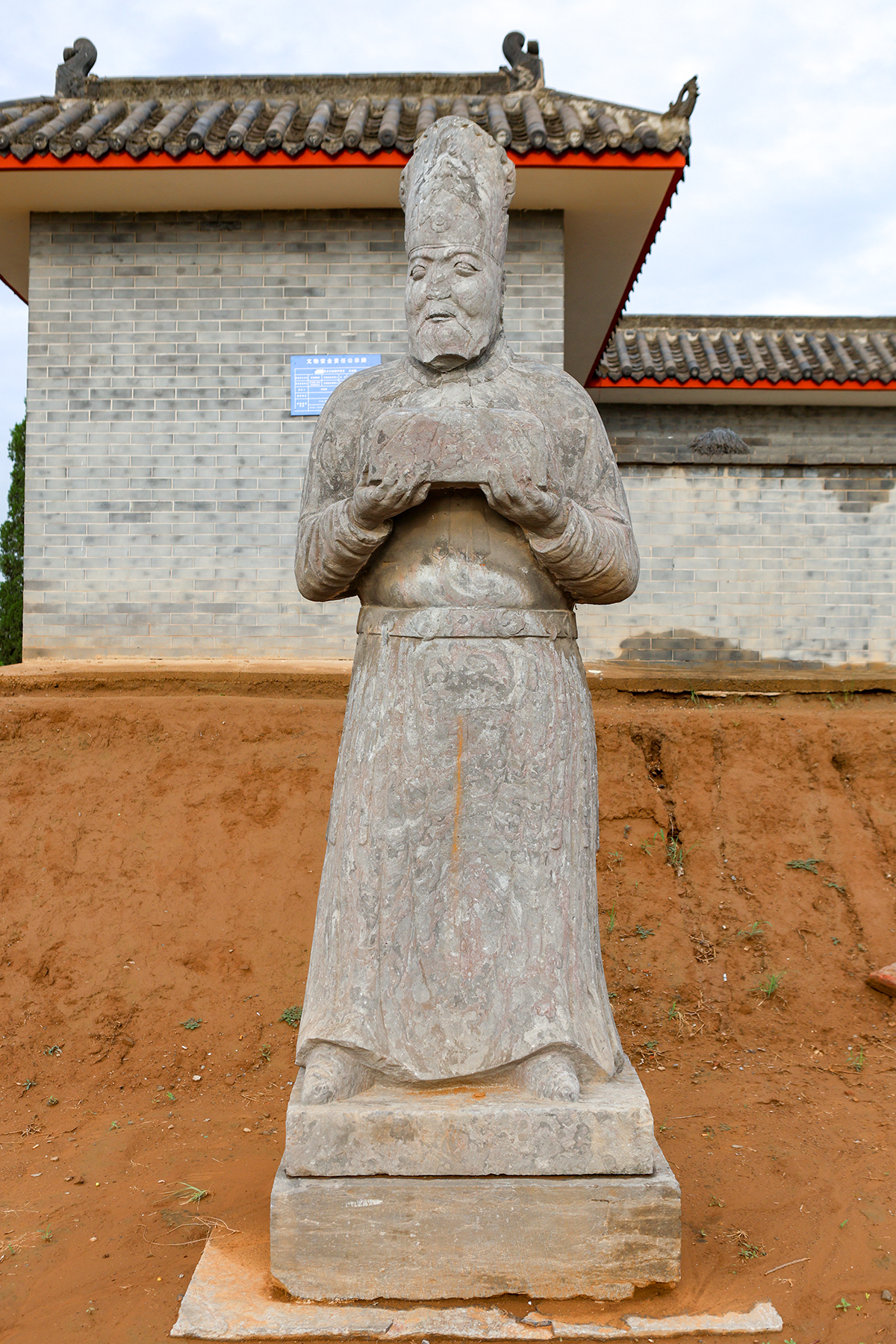
客使石像（东列南三）

- 武官四件：东西列各有两件武官石像，其中西列靠北的石像头部缺失。武官均戴五梁冠，冠前饰有额花，身穿宽袖袍，项间有方心曲领。双手拄剑，剑身缠有绶带[7]:219-224。

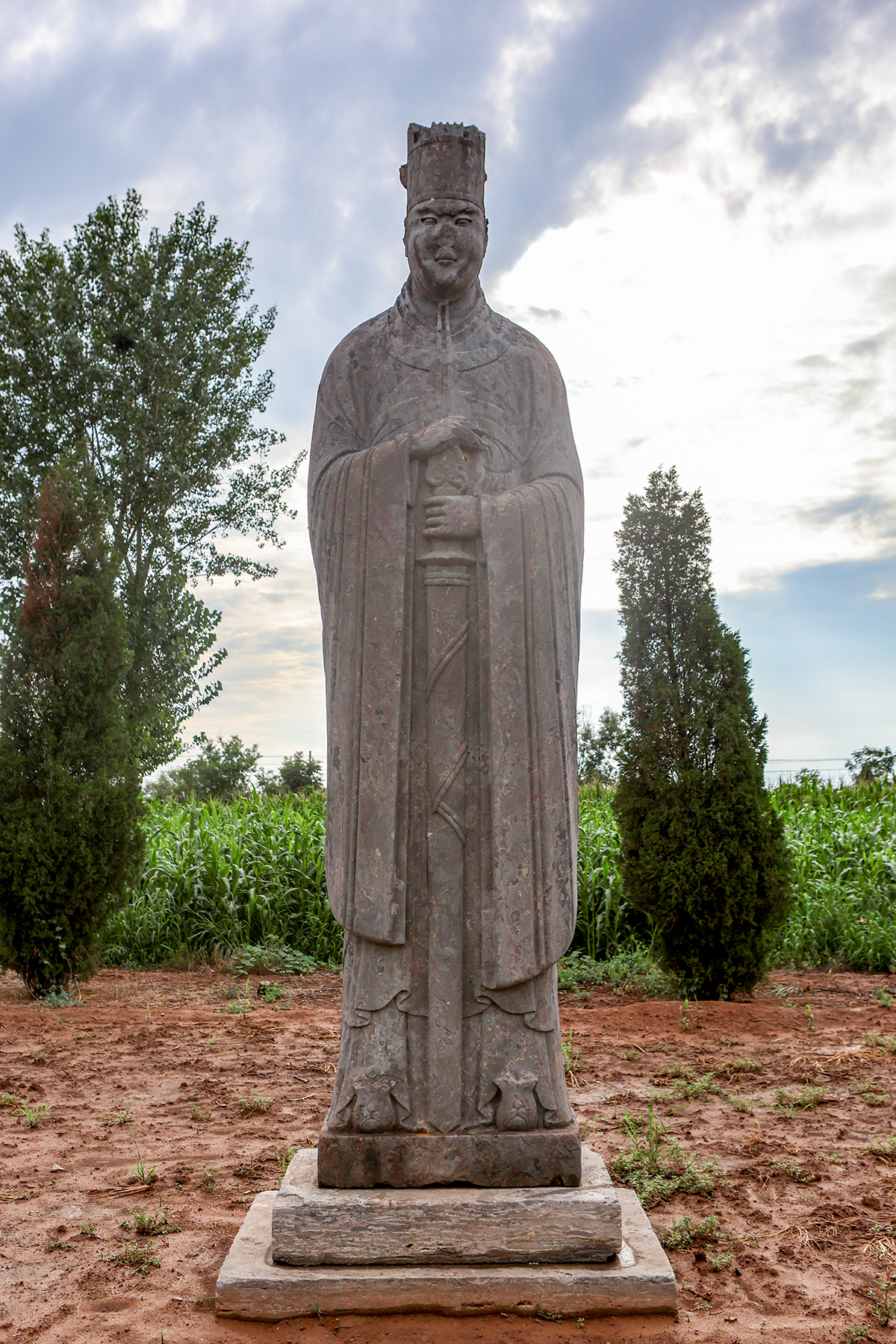
武官石像（西列南一）
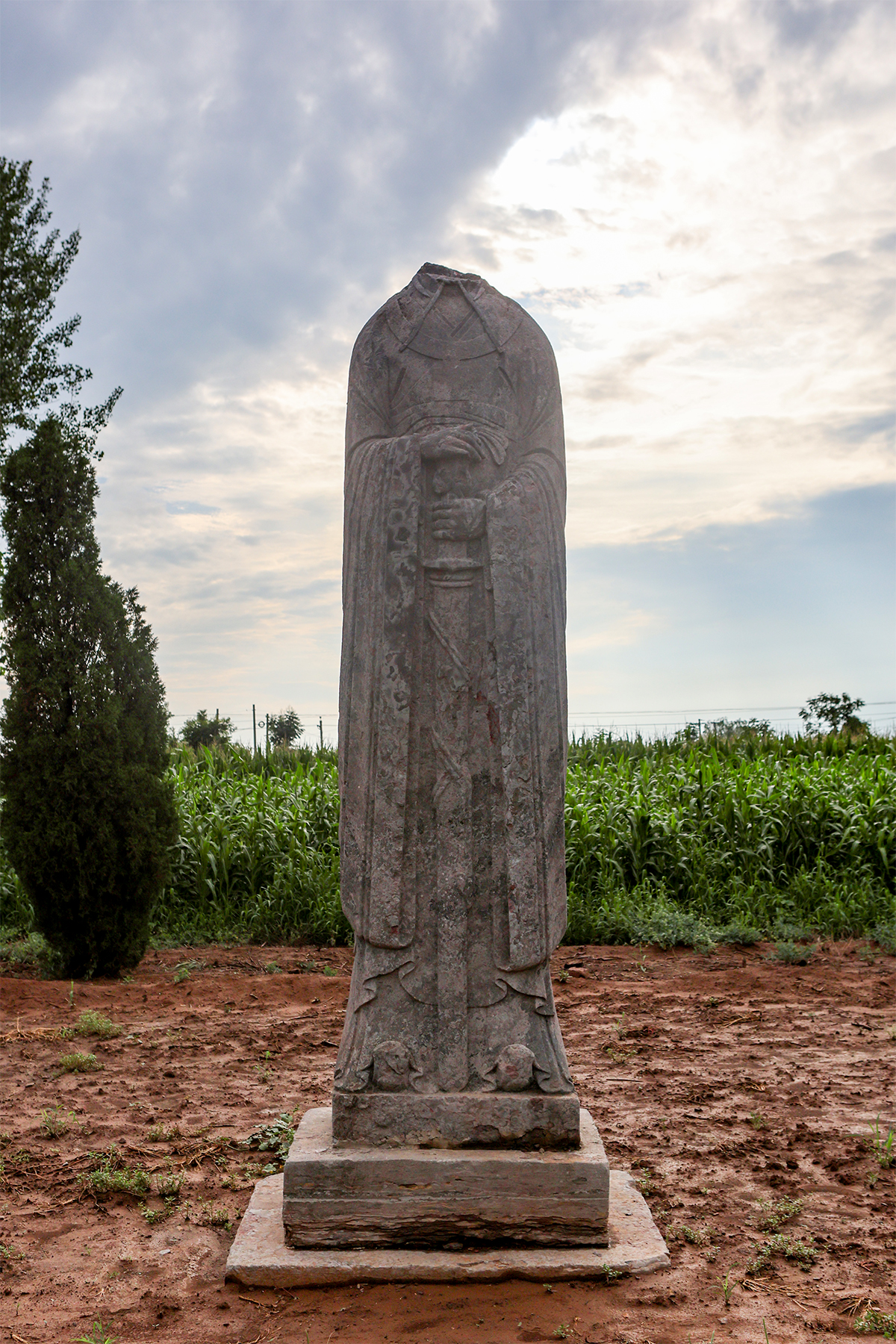
武官石像（西列南二）
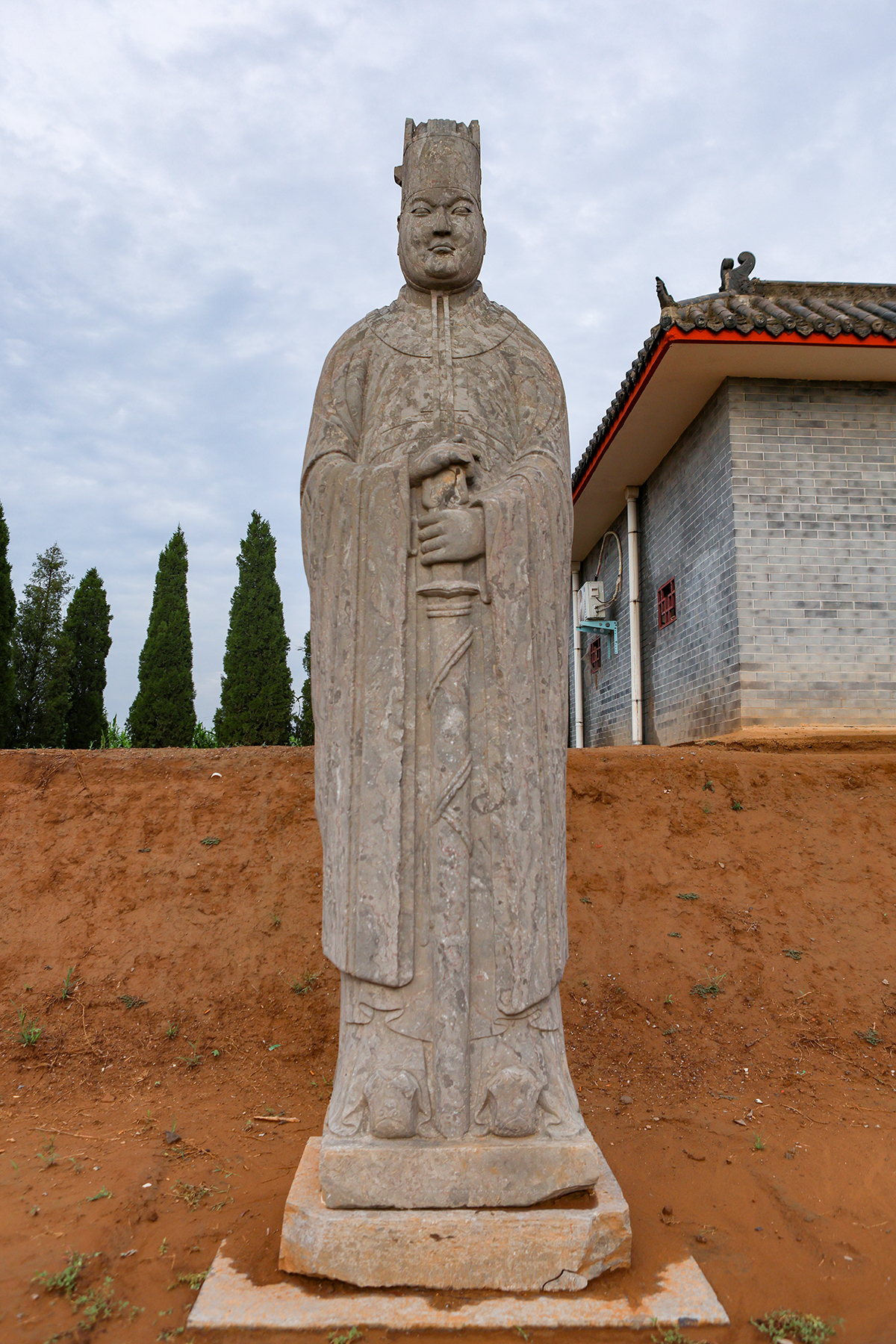
武官石像（东列南一）
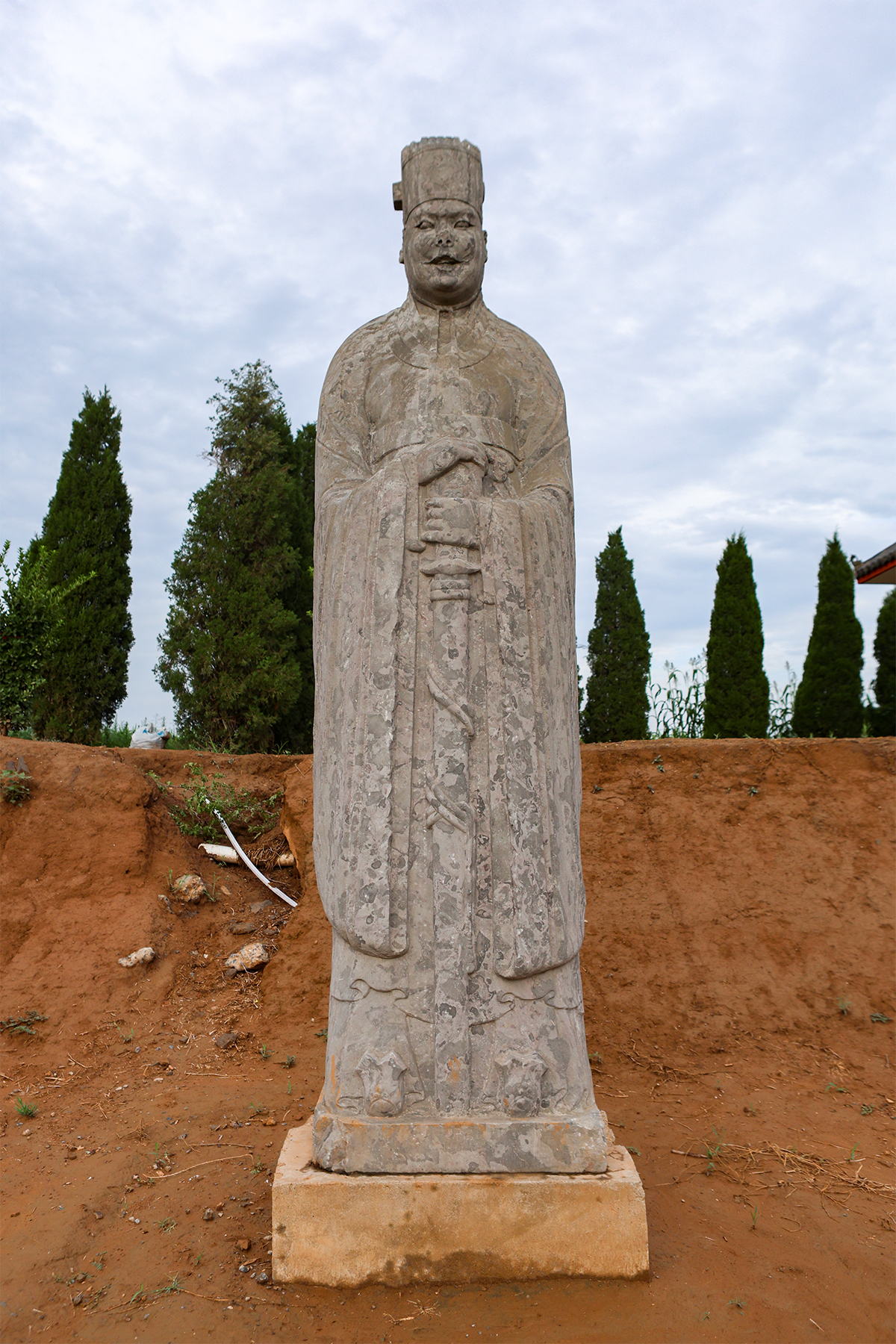
武官石像（东列南二）

- 文官四件：东西列各有两件文官石像，除西列靠南的文官石像外，其余三件均缺失头部。文官冠服与武官相同，惟双手持笏[7]:224。

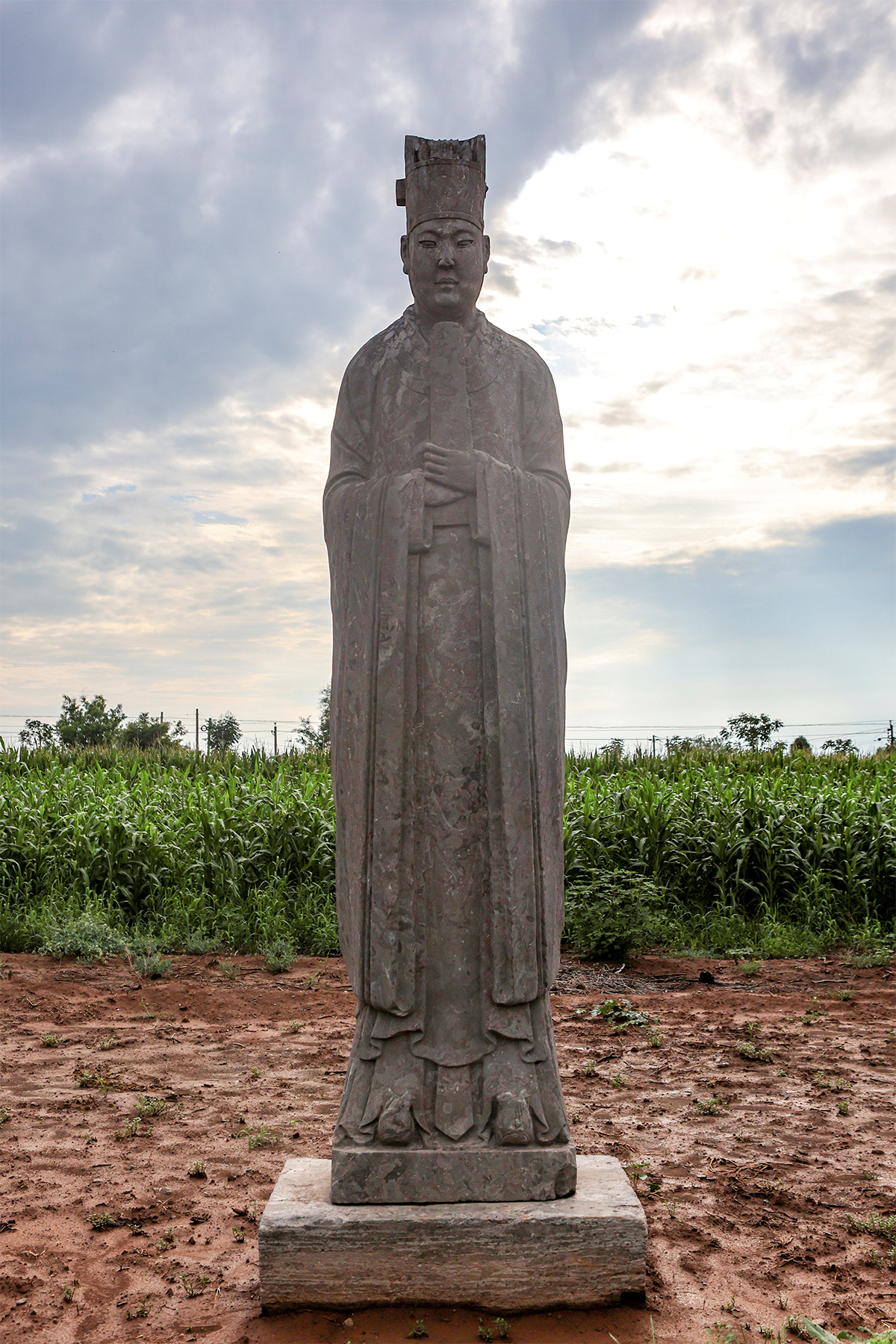
文官石像（西列南一）
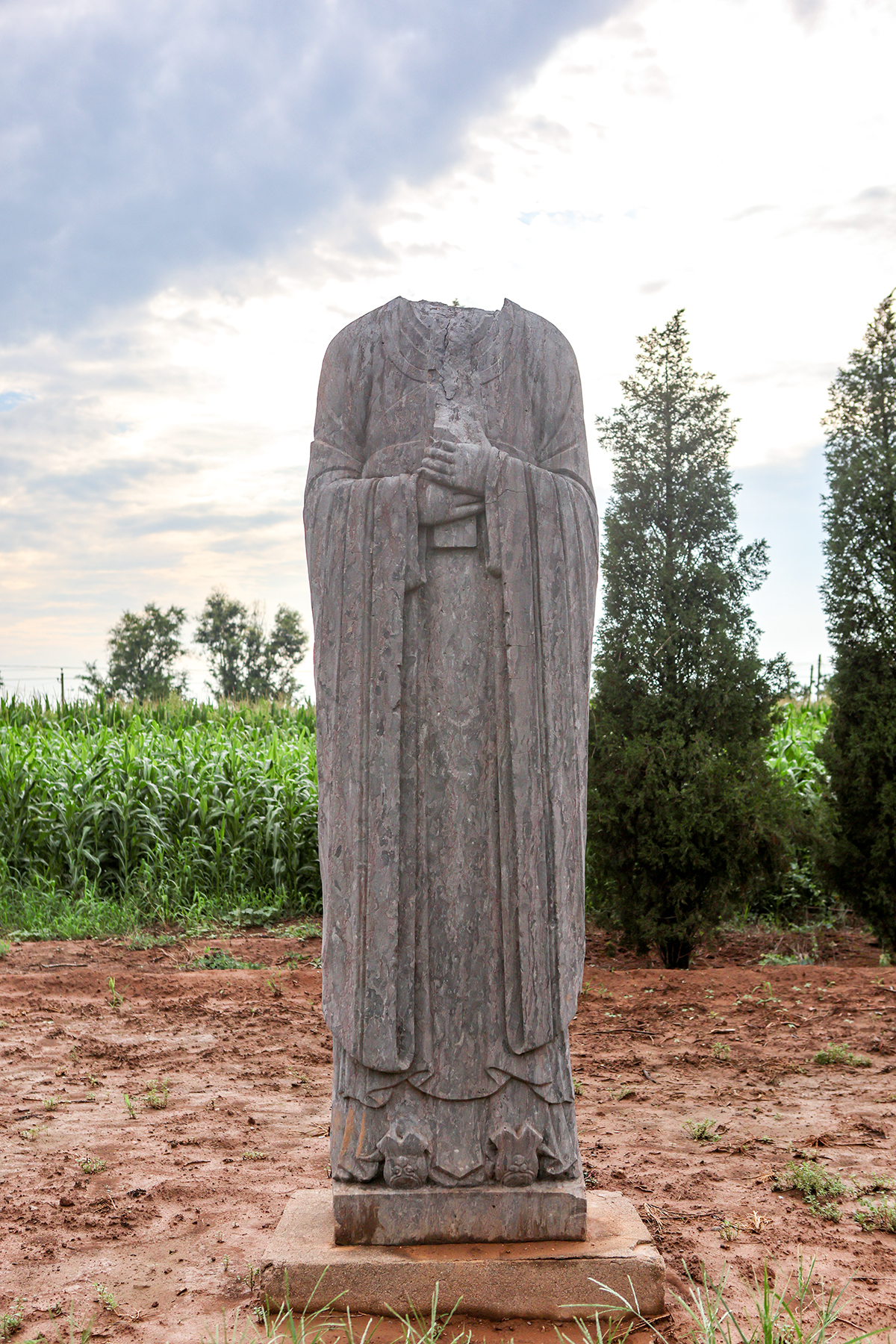
文官石像（西列南二）
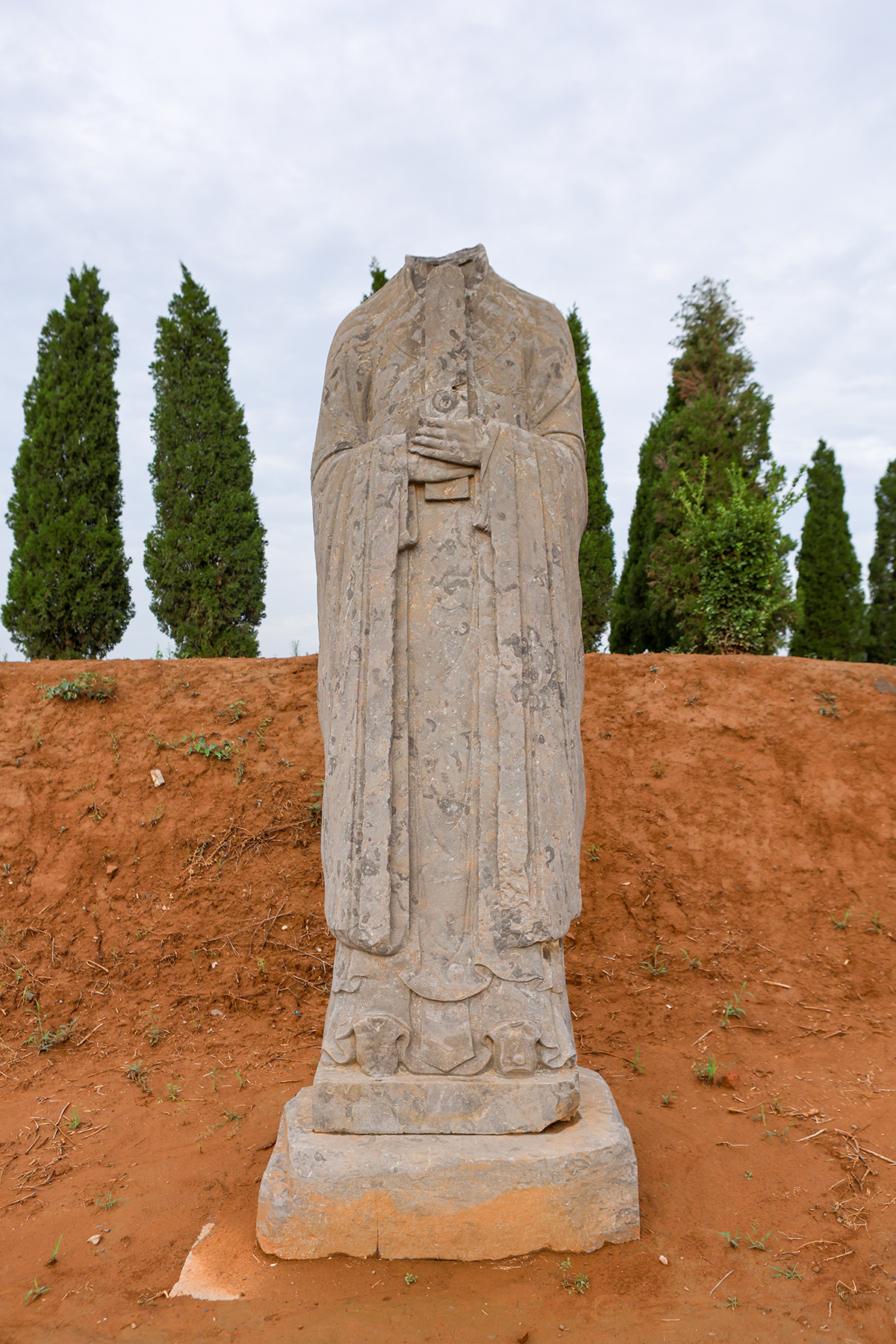
文官石像（东列南一）
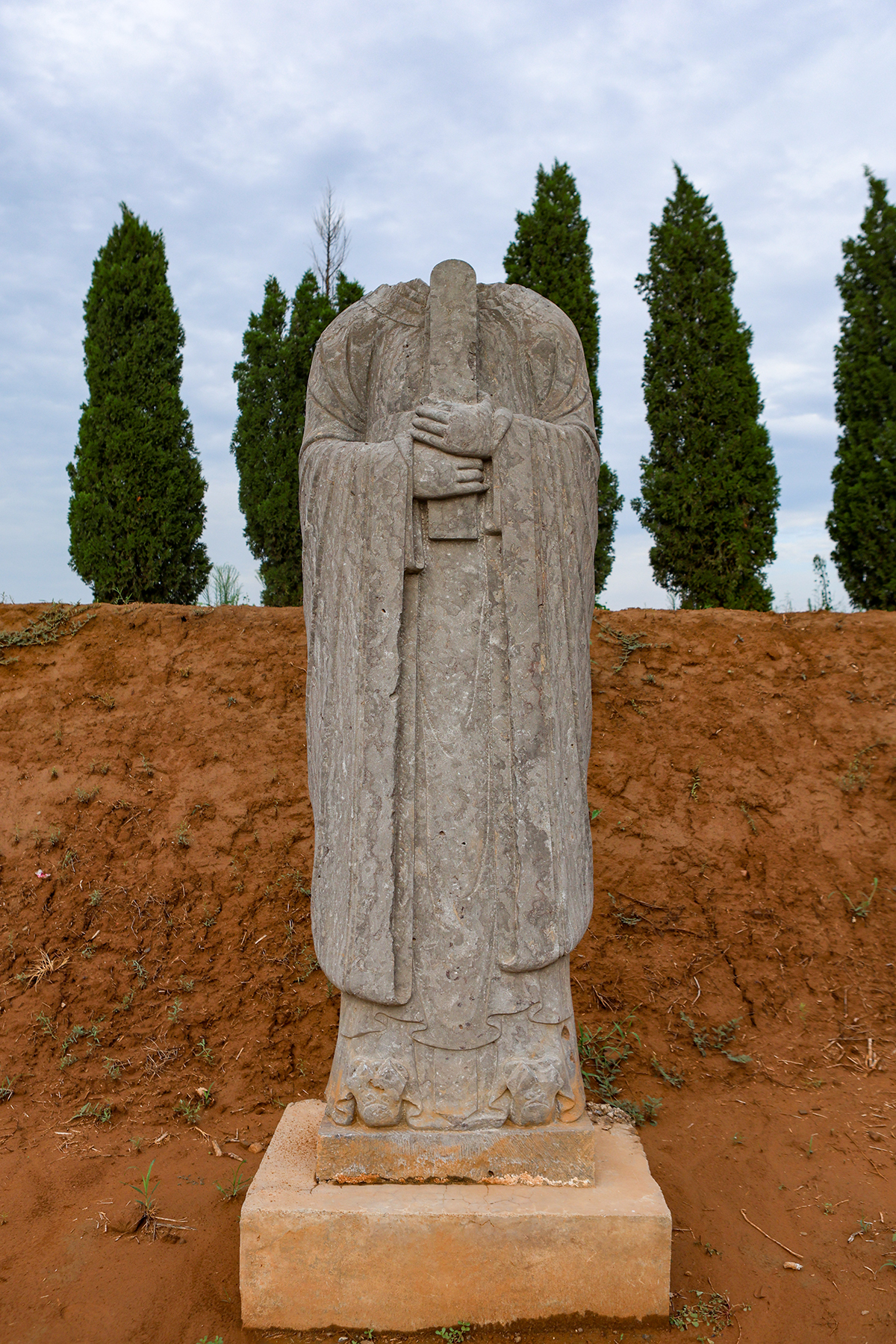
文官石像（东列南二）

- 南门狮两件：宫城南神门外有一对东西间距22.8米的门狮，均为行走姿，卷鬣，狮头向内，项带系有铃铛和缨穗，背部搭有锁链。永裕陵的南神门石狮为宋陵石像中的杰出之作，其雕刻技法生动展现了狮子的粗壮形体和腿部肌肉。当地人有一句顺口溜：“东陵狮子西陵象，滹沱陵上好石羊”，其中的“东陵”即指永裕陵[7]:226。

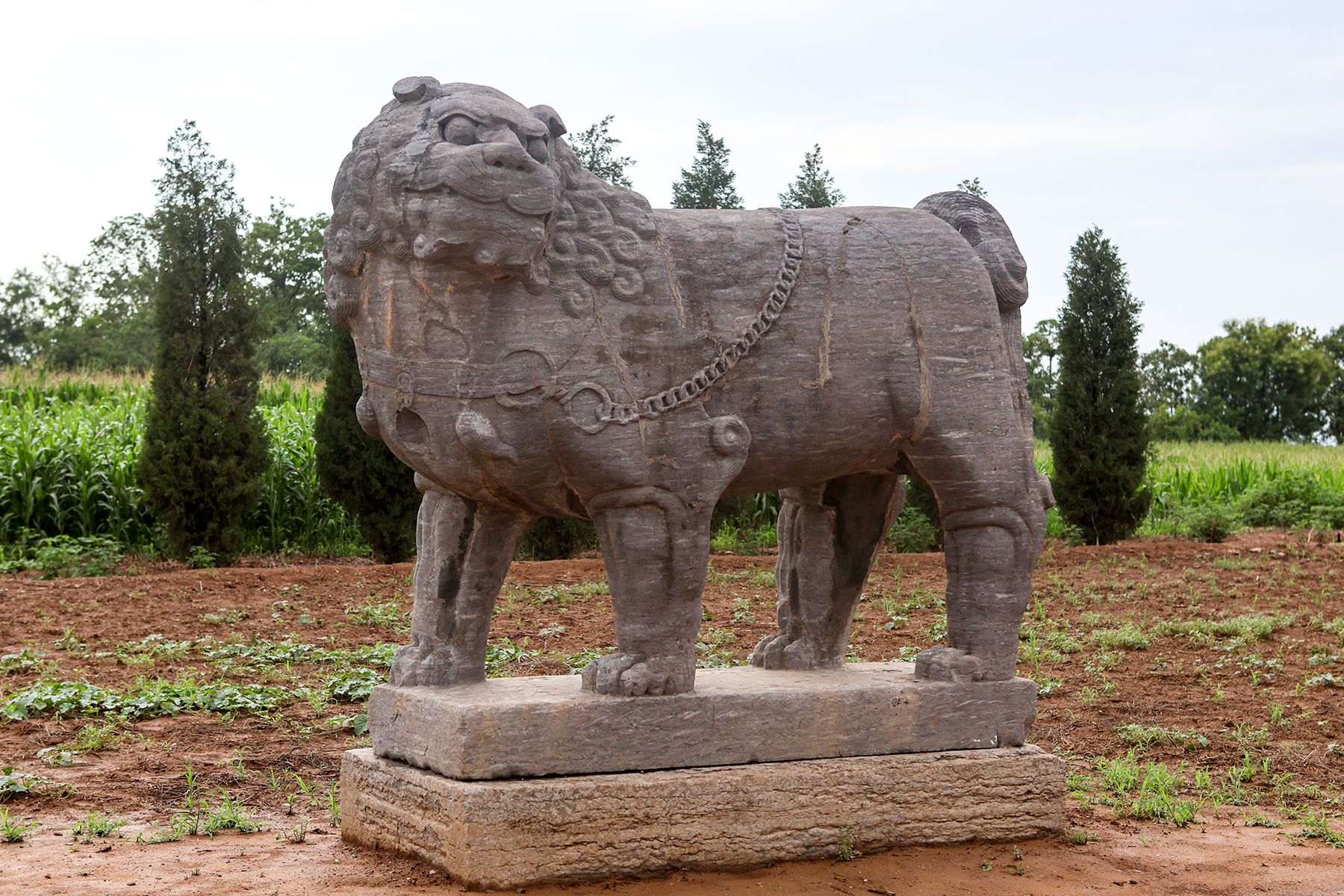
南神门石狮（西）
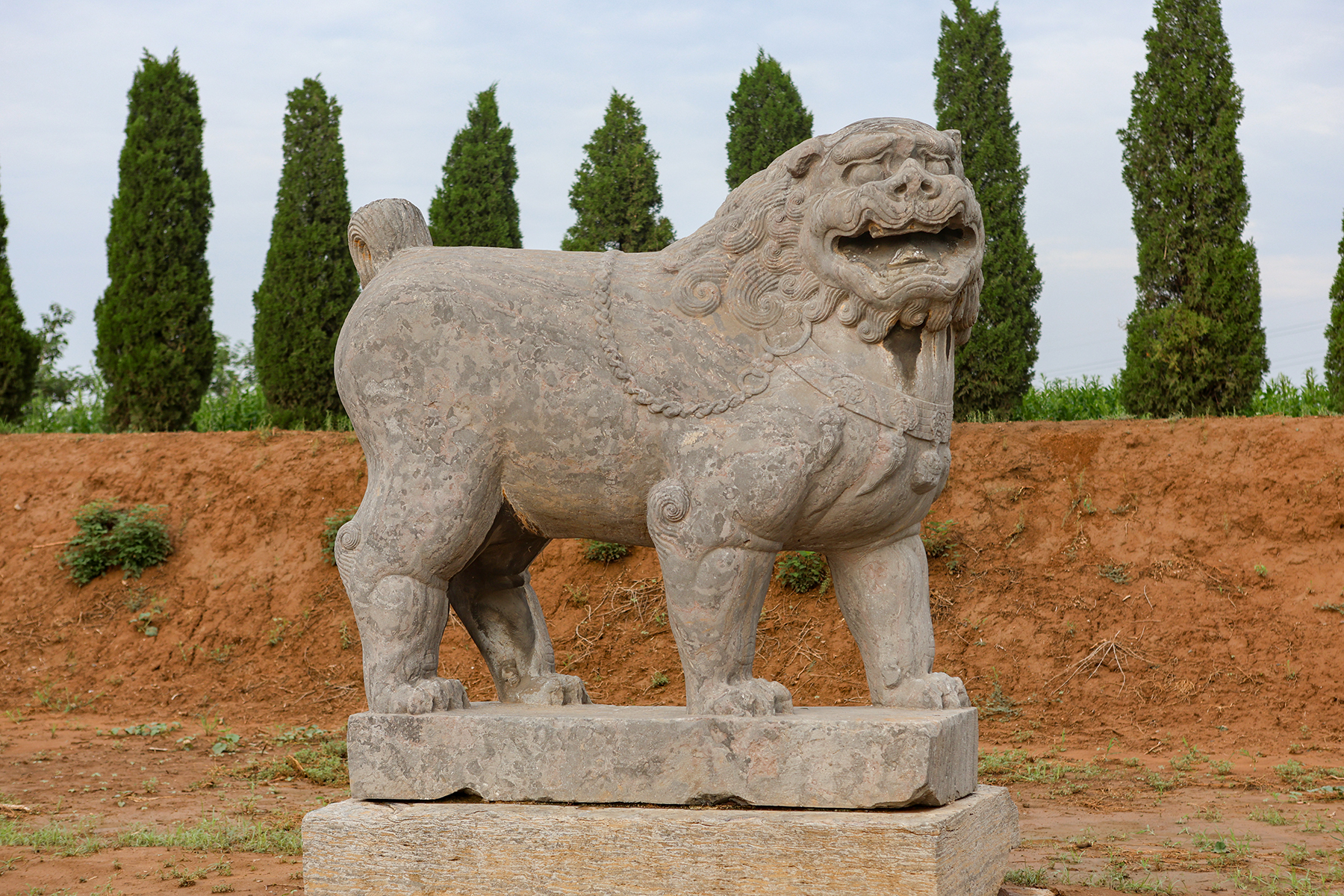
南神门石狮（东）

- 武士两件：南神门外东西两侧各一件武士石像，东西间距22米。武士身材高大魁梧，全身着甲，双手拄钺[7]:224。

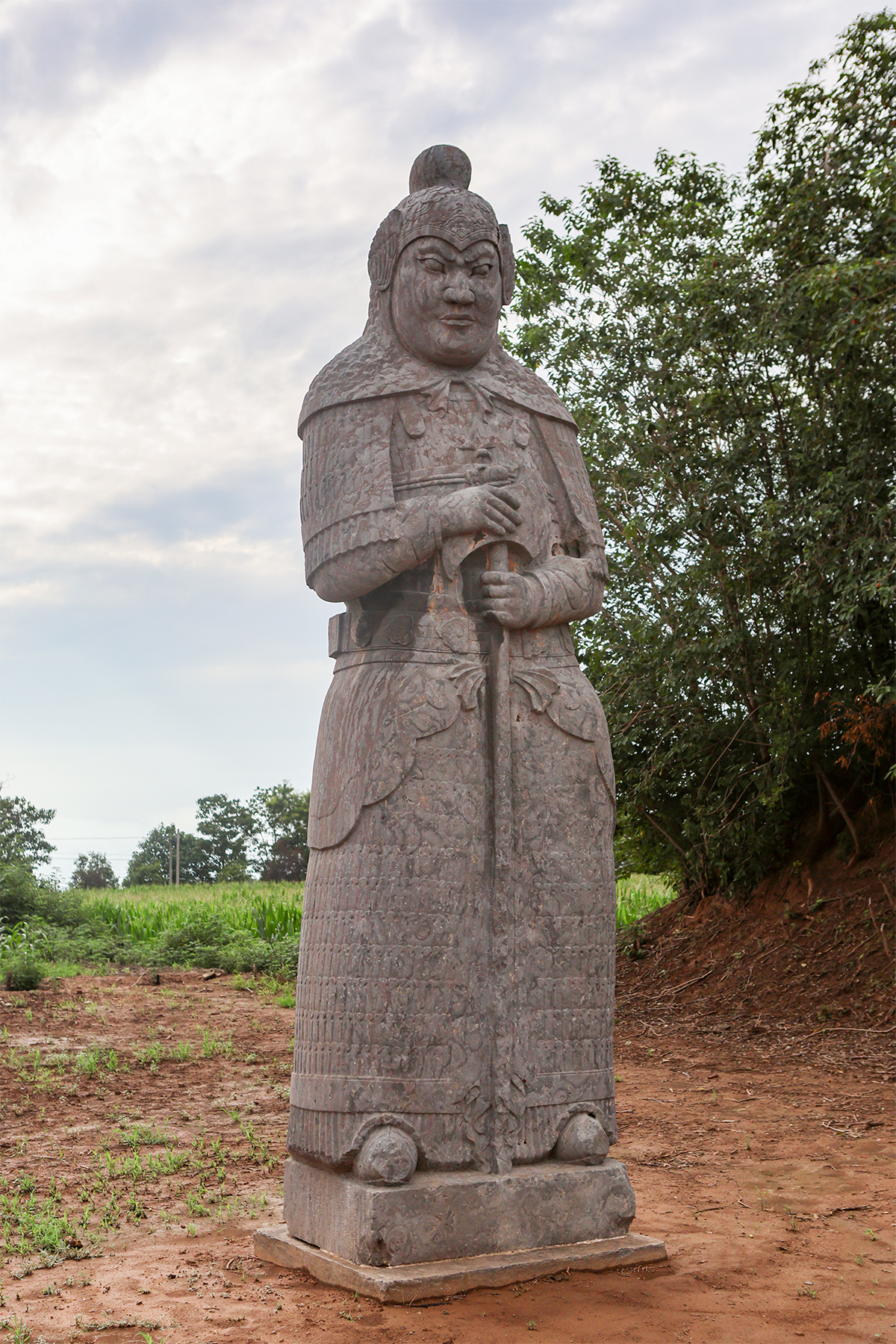
武士石像（西）
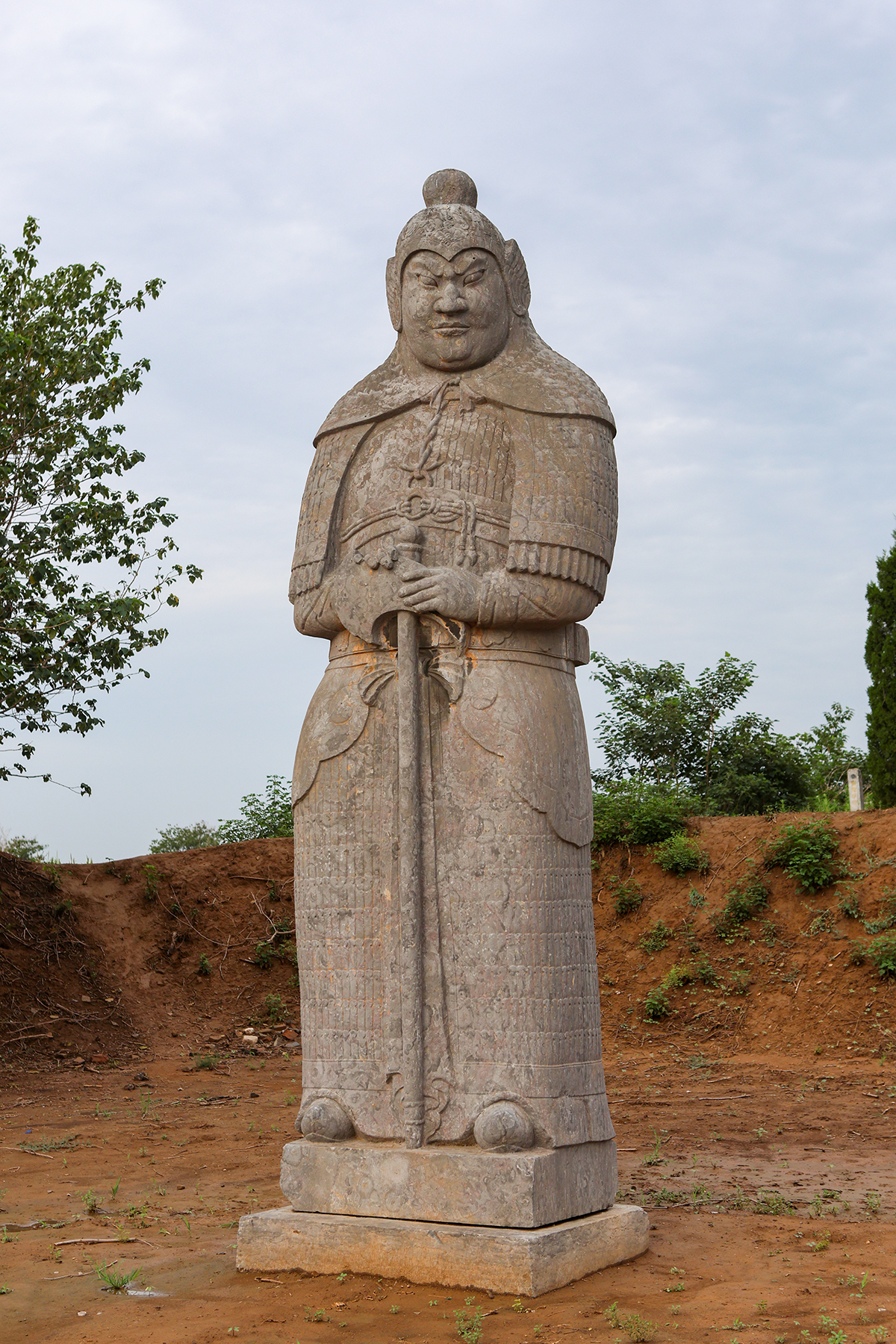
武士石像（东）

- 上马石两件：南神门外近门处东西各有一件上马石，间距约6.5米。上马石平面呈长方形，北面作两级台阶，其余三侧面均浮雕云龙纹。顶面中心雕有盘龙纹，边饰带状忍冬纹，四角饰折枝牡丹。台阶上面刻有柿蒂纹，侧面则浮雕卷云纹[7]:224。

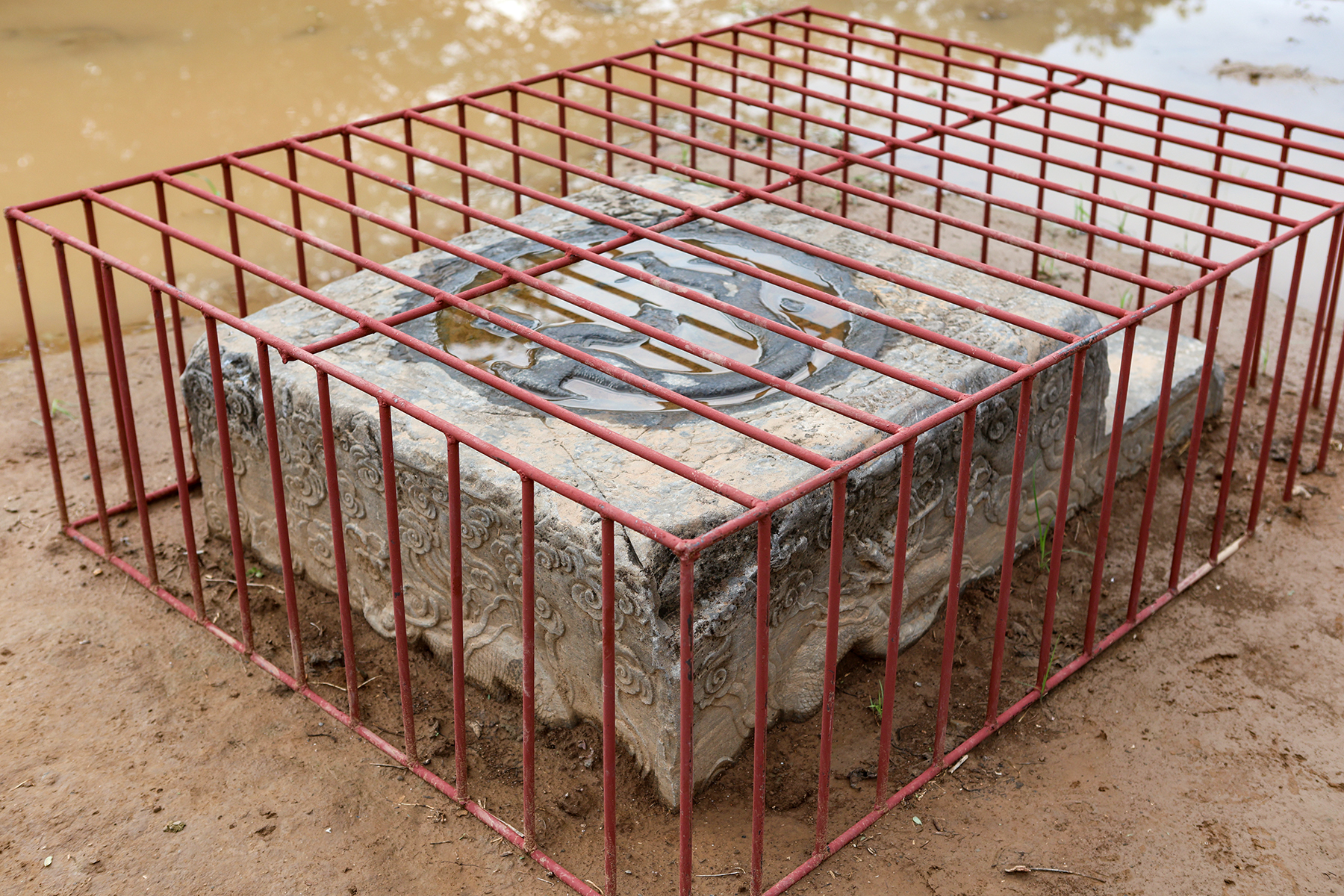
上马石（西）
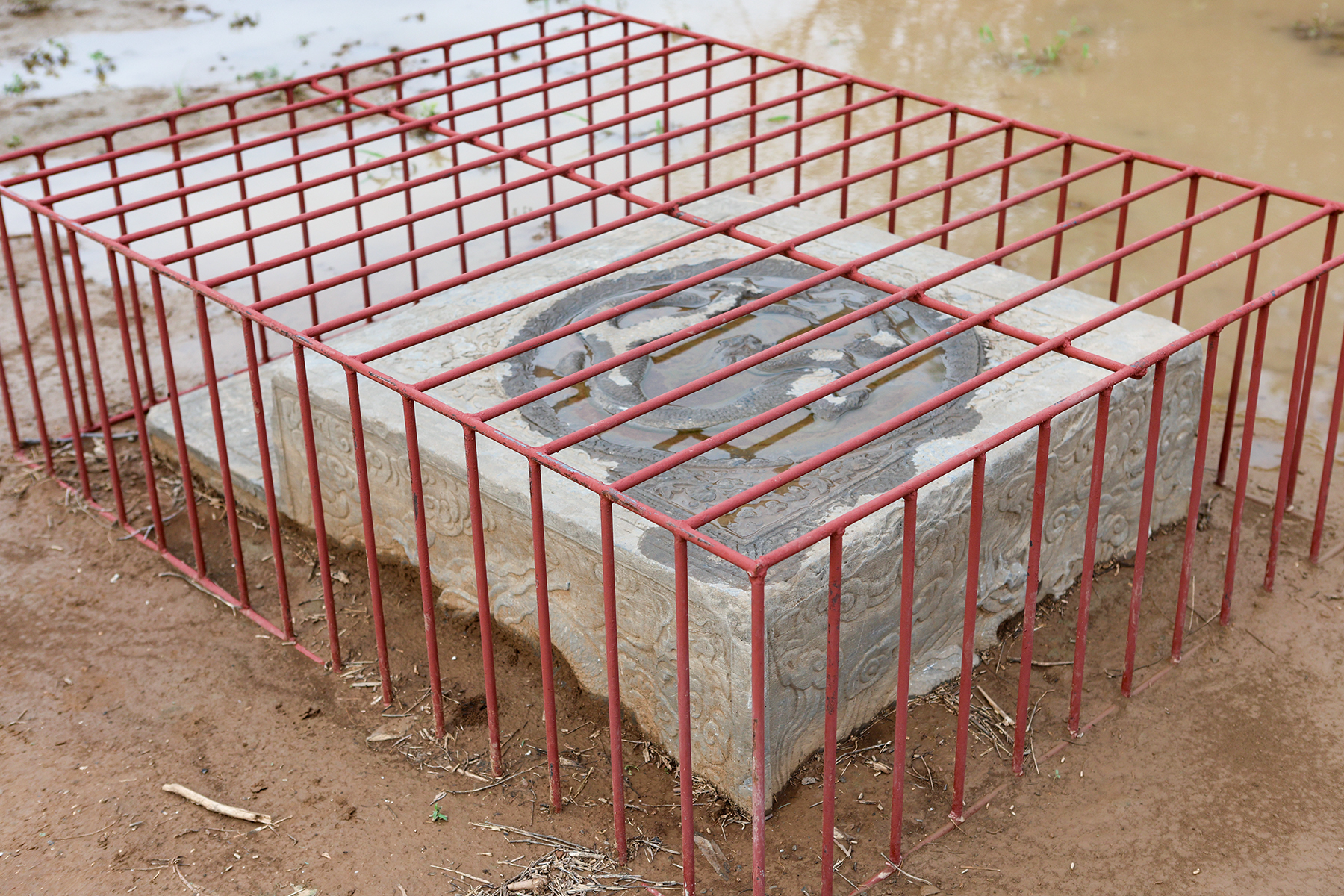
上马石（东）

除此之外，宫城的东、西、北三面神门外各有两件门狮，共六件。与南神门石狮的高大雄健不同，东、西、北三门的石狮形体较为瘦小。北神门的两件石狮头部已残损，东、西神门的石狮均为左牝右牡，牝狮为披鬣张口，牡狮则为卷鬣合口:226-231。

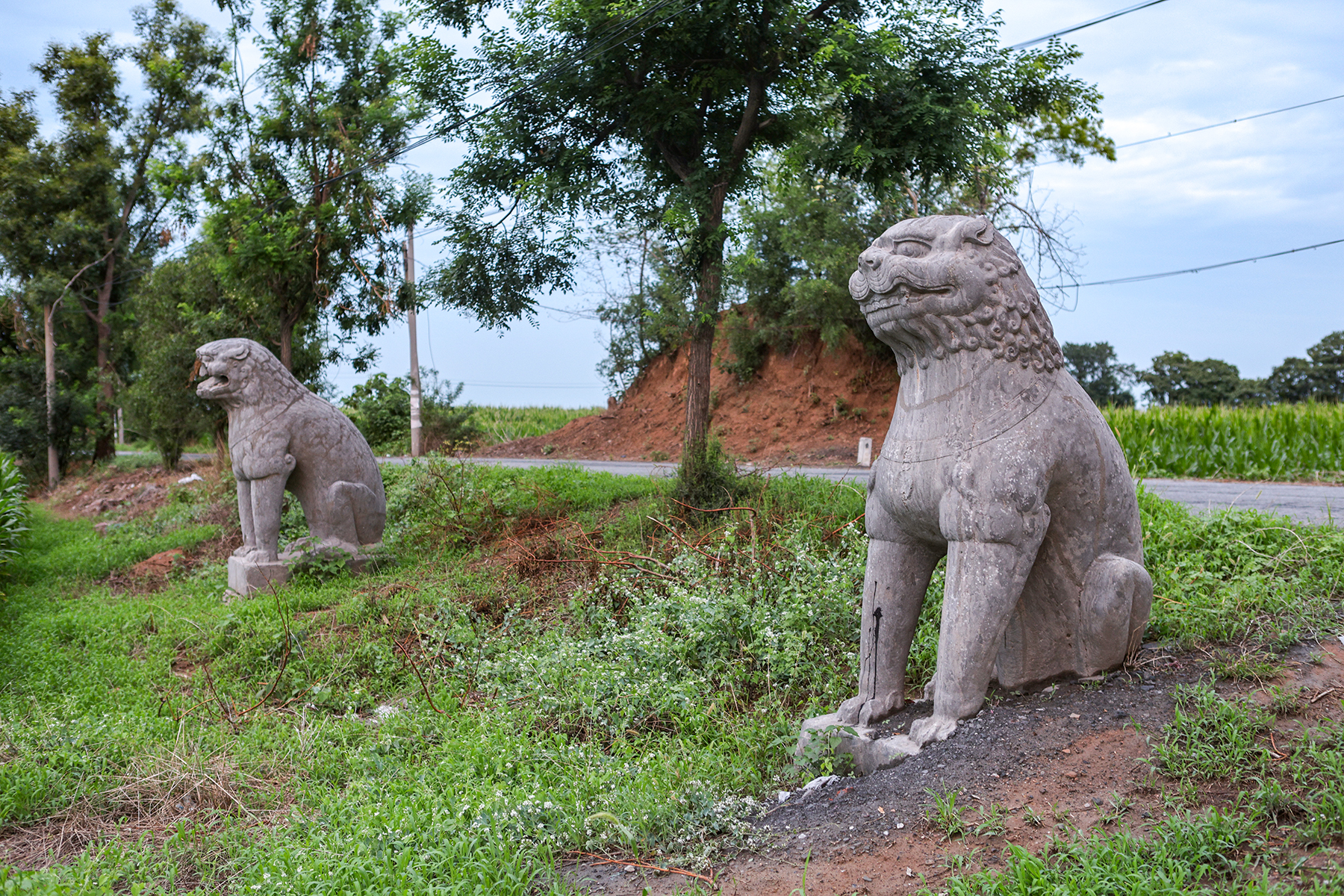
西神门石狮
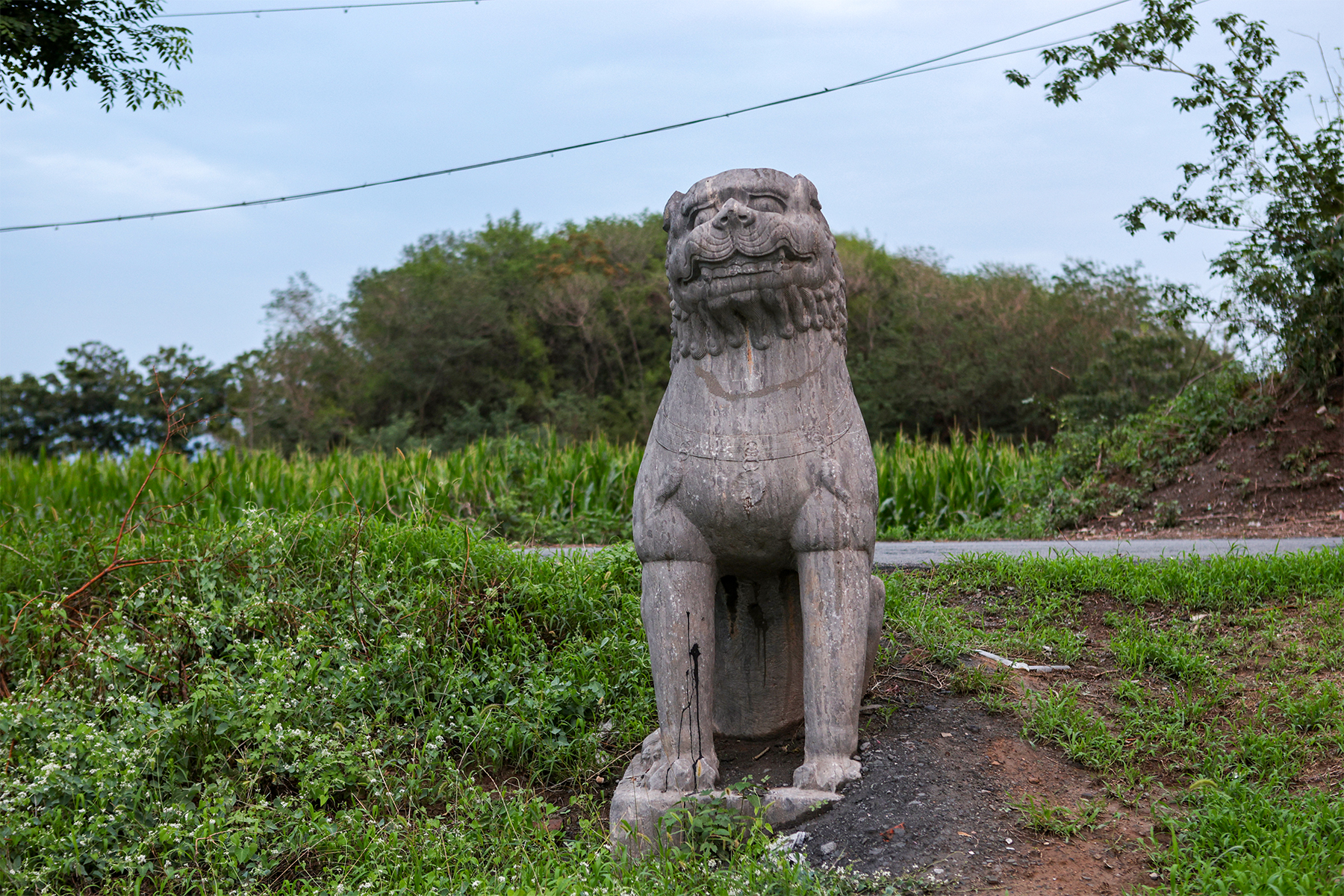
西神门右狮与陵台

### 下宫

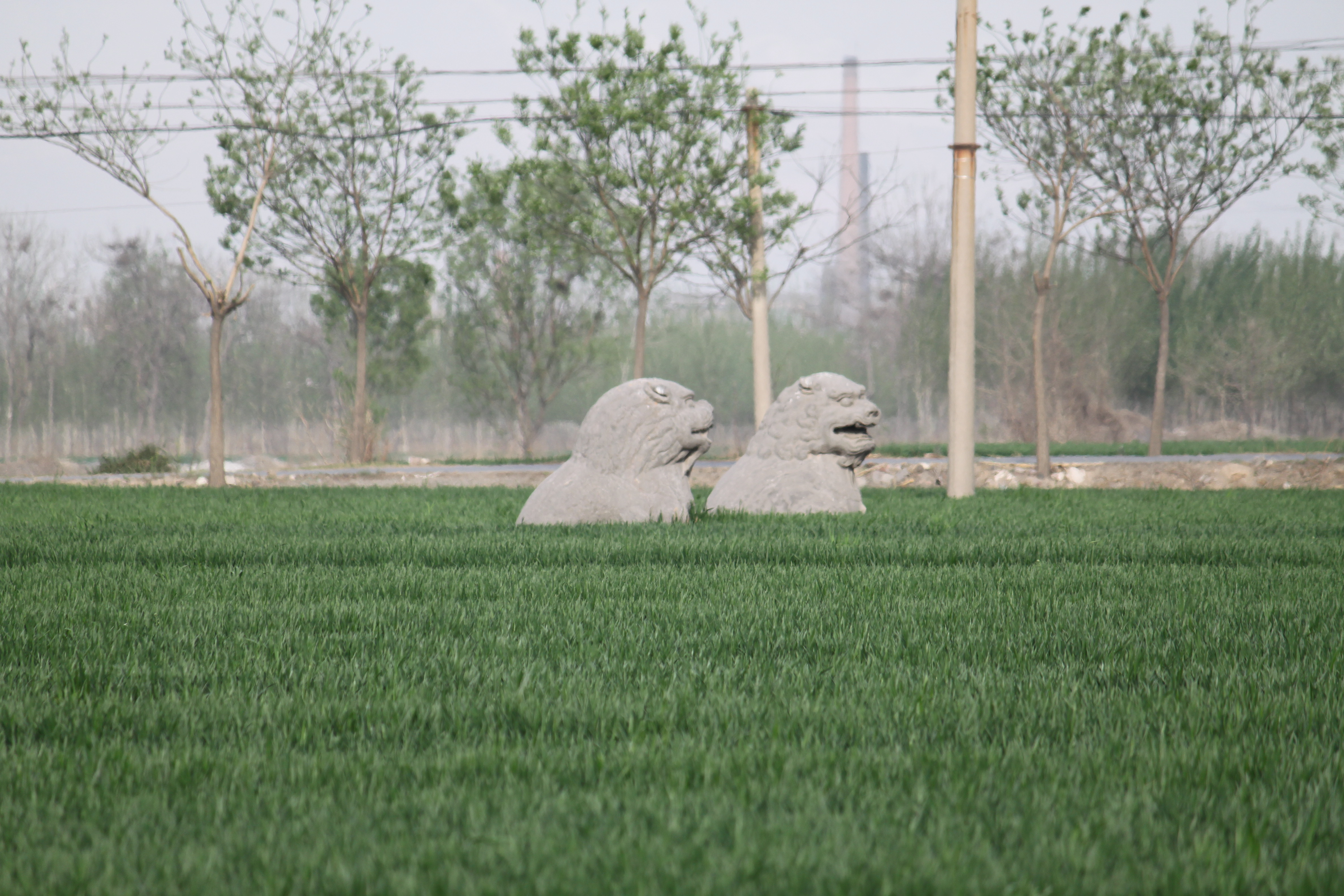
永裕陵下宫南门石狮

永裕陵下宫位于祔葬的钦圣献肃向皇后陵与钦慈陈皇后陵的北侧，现存南门石狮一对，位于钦慈陈皇后陵的北门石狮以北约24米处。下宫南门石狮东西相距9.3米，左牝右牡，牝狮披鬣合口，牡狮卷鬣张口，项带上均挂有铃铛和缨穗。下宫遗址位于南门石狮以北，经考古勘探，确定下宫南北长约150米，东西宽约130米，南界位于下宫南门石狮以北约5米处，北界位于遗址北部的一处田埂，东界位于其东侧八陵村-西村镇公路以东，西界位于显恭王皇后陵东门石狮以东约13米处:245。

### 皇后陵
永裕陵祔葬六座皇后陵，均位于上宫的西北部。六位葬于永裕陵的皇后分别为宋神宗的钦圣献肃向皇后、钦慈陈皇后和钦成朱皇后，以及宋徽宗的显恭王皇后、明达刘皇后和明节刘皇后。目前钦圣献肃向皇后陵、钦慈陈皇后陵、钦成朱皇后陵和显恭王皇后陵四座后陵有地面遗存，而明达刘皇后陵与明节刘皇后陵地面上已无任何遗迹:19。

#### 钦圣献肃向皇后陵

钦圣宪肃皇后向氏画像

钦圣献肃皇后向氏为宋神宗的皇后，是宋哲宗和宋徽宗的嫡母，在宋哲宗即位后被尊为皇太后，在宋徽宗即位初期曾垂帘听政处理国事。徽宗建中靖国元年（1101年）正月十三日逝世，享年56岁。
建中靖国元年正月十六日，徽宗命尚书右仆射曾布为山陵使，吏部尚书陆佃为礼仪使，兵部侍郎何执中为卤簿使，吏部侍郎张舜民暂代仪仗使，给事中、兼权开封府温益暂代桥道顿递使，开始山陵和丧礼的筹备工作。同年五月六日，钦圣献肃向皇后入葬永裕陵。
钦圣献肃向皇后陵（简称“向皇后陵”）紧邻永裕陵上宫的西北隅，其神道西列望柱位于永裕陵的西北角阙以北约74米处，为永裕陵的祔葬后陵中距上宫最近的一座。向皇后陵地面建筑现仅存陵台和东北角阙的基址，其余建筑均已被夷平，但多数神道石像生和东、西、北三神门外的门狮尚存:231。根据史料记载，因钦圣宪肃向皇后曾垂帘听政，其陵墓由皇后的“园陵”被改称和帝陵一样的“山陵”，依慈圣光献曹皇后陵的制度，规模比其他后陵较大。根据现存角阙和门狮的位置，实测向皇后陵的宫城平面为边长115米的方形:231，与慈圣光献曹皇后陵和宣仁圣烈高皇后陵的规模（边长120米）大致相仿，略大于宋陵大多数后陵的规模（边长100-110米）:452。
向皇后陵现存的陵台为方形覆斗状，高8.4米，底面边长25-26米，顶面边长4-6米。地面上现存石像20件（皇后陵按制应为30件），缺失石望柱一件、控马官石像两件、石虎两件、武官石像一件、宫人石像两件、南神门石狮两件。神道东西两列石像生相距33米，每列中石像与石像间距2.3-2.7米:234-235。

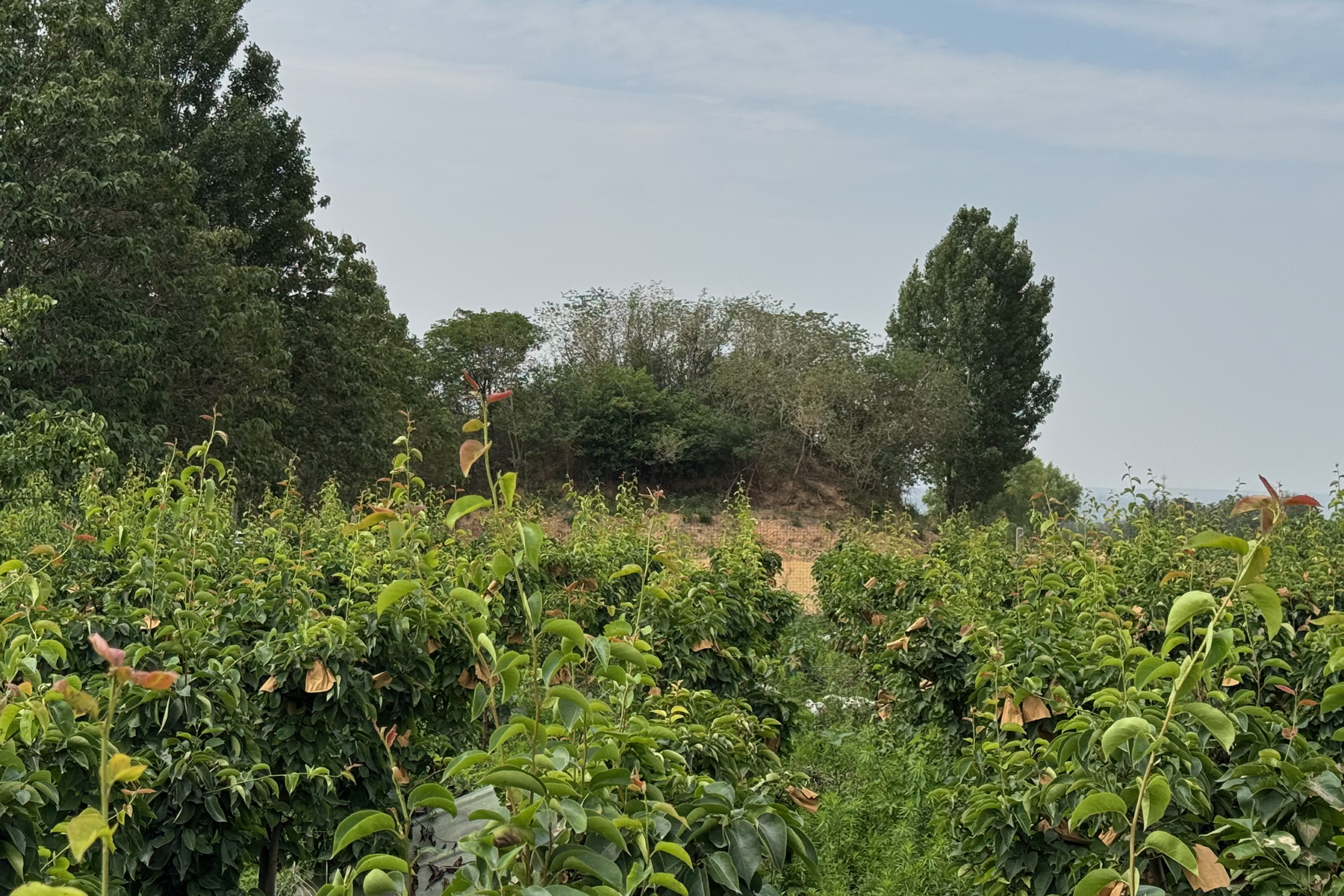
向皇后陵陵台
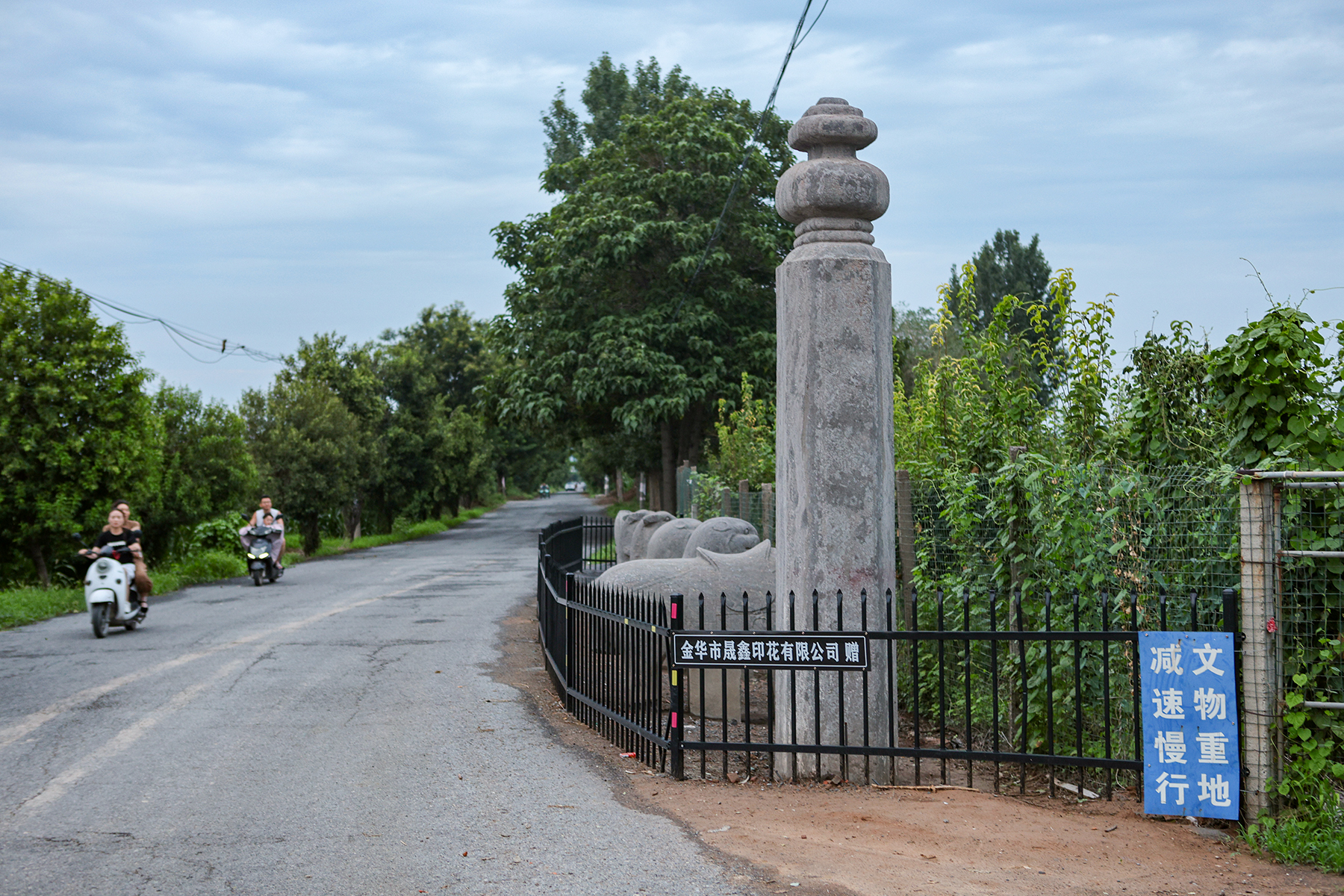
紧邻公路的向皇后陵神道西列石像生
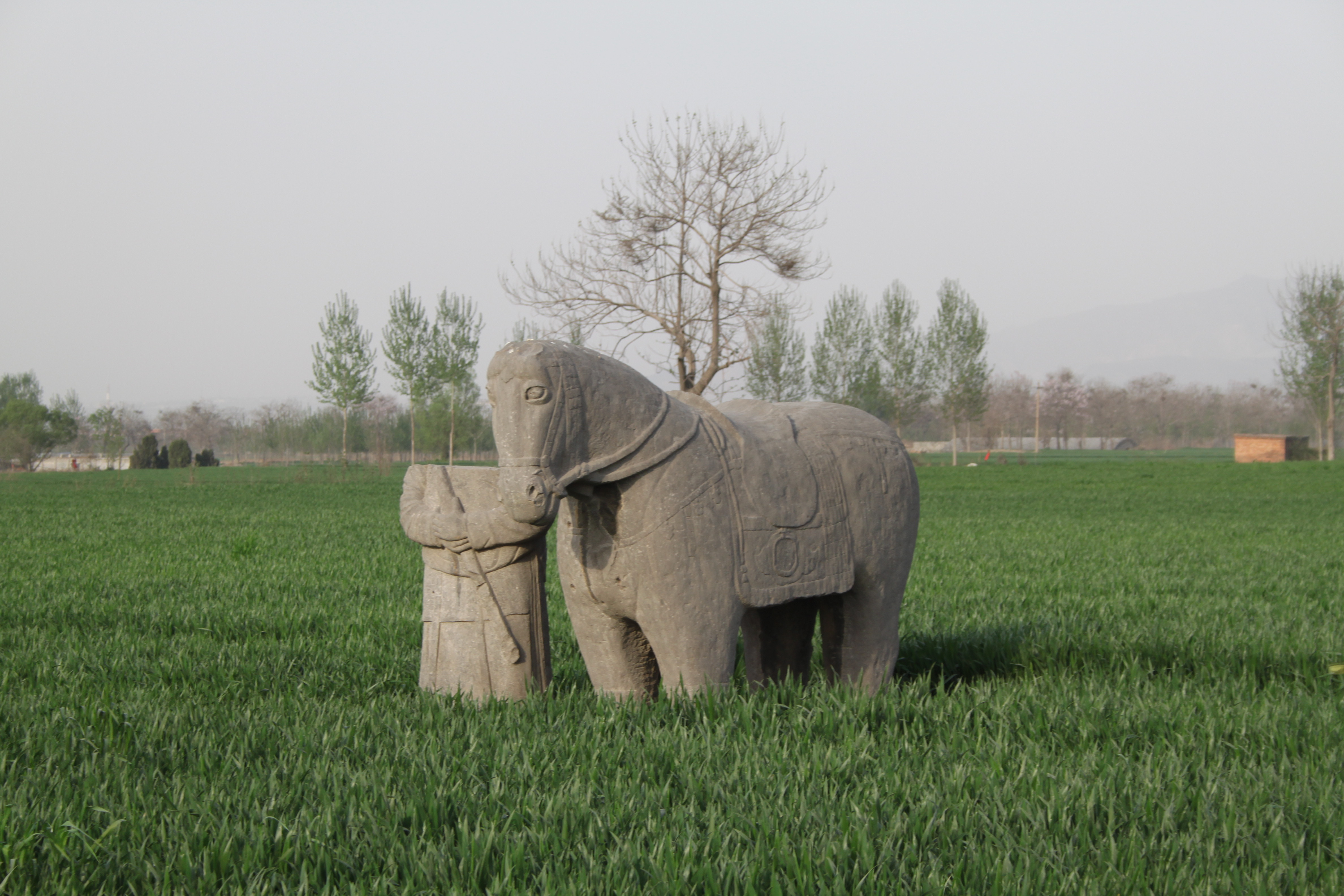
向皇后陵神道东列石马和控马官（2011年）

#### 钦慈陈皇后陵
钦慈皇后陈氏是宋神宗的美人，宋徽宗的生母，神宗驾崩后为神宗守陵，不久后逝世，享年32岁。建中靖国元年（1101年）被追尊为皇太后，葬于永裕陵。
钦慈陈皇后陵（简称“陈皇后陵”）位于向皇后陵西侧略偏北处，其东神门石狮与向皇后陵的西神门石狮相距约13米。陈皇后陵的地面建筑现存西鹊台、西南角阙、西神门北阙台、北神门西阙台的建筑基址和陵台。根据现存的地面建筑，测得宫城的边长约在105-110米，略小于向皇后陵。现存陵台高8.7米，底面边长20-21米，顶面边长5-7米，南坡偏下处有一个塌陷坑。地面上现存石像24件，缺失石望柱一件、控马官石像两件、宫人石像两件和西神门南侧石狮。神道东西两列石像生相距33米，每列中石像与石像间距2.2-2.6米:235-240。

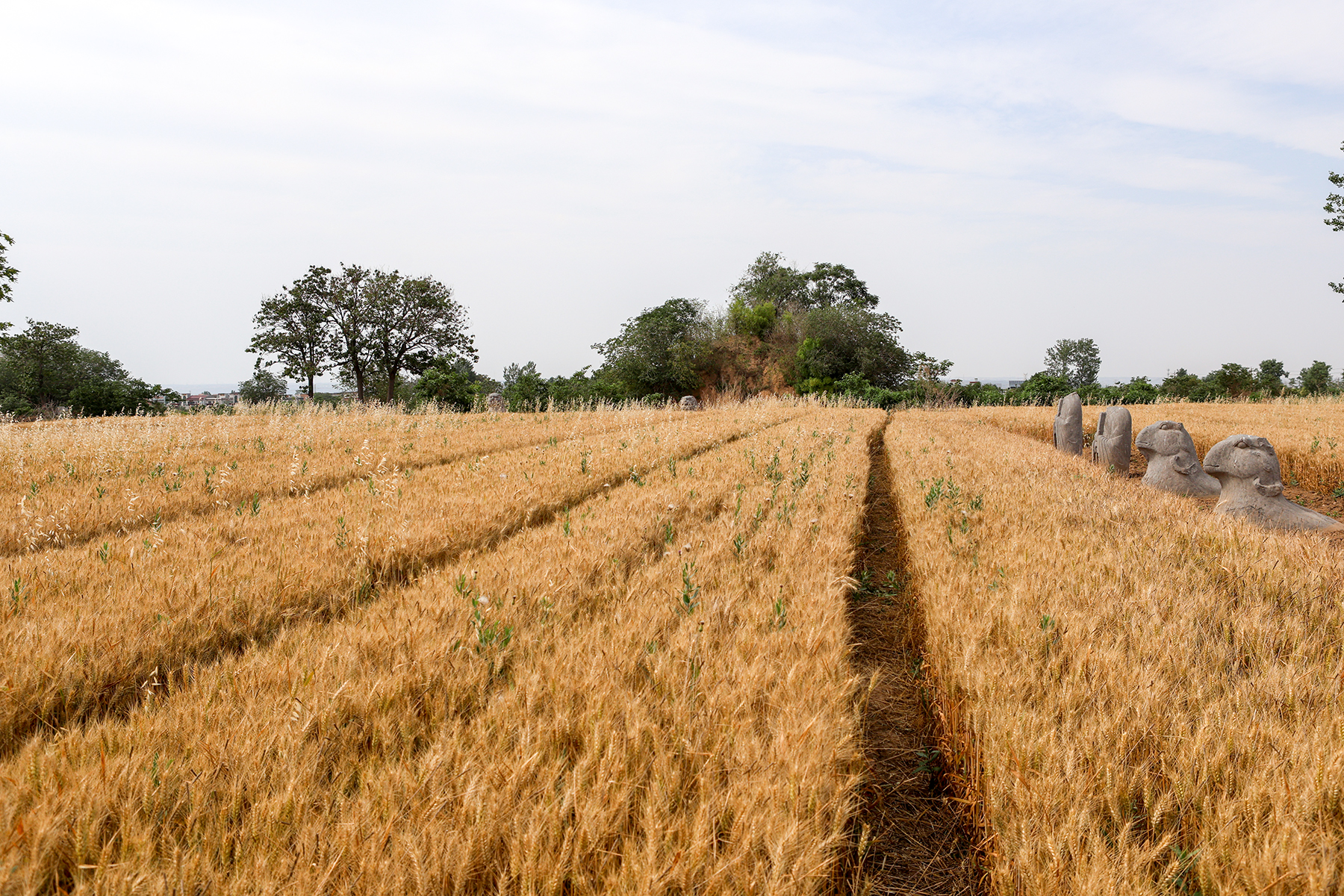
陈皇后陵神道和陵台
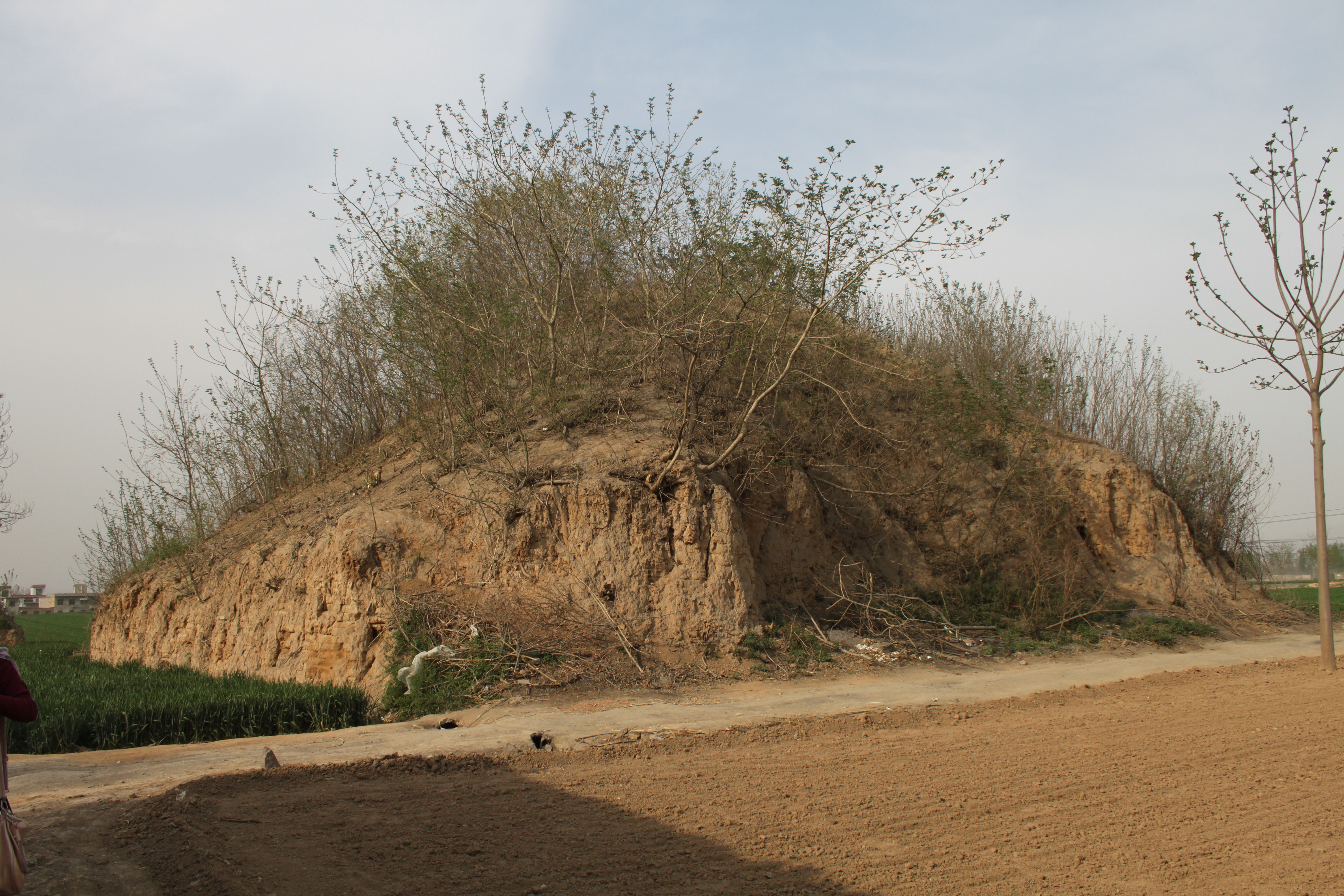
陈皇后陵陵台
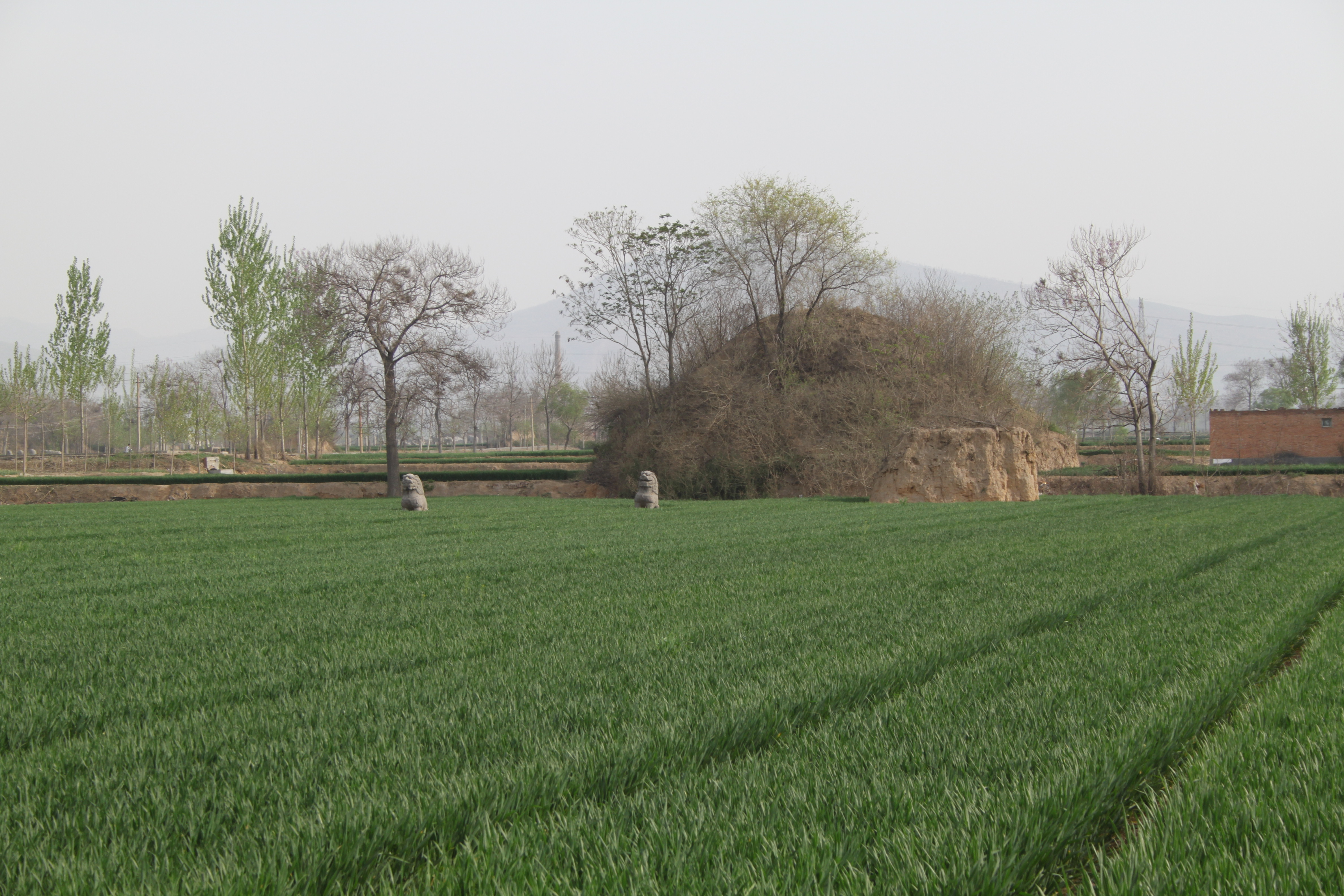
陈皇后陵北神门和陵台
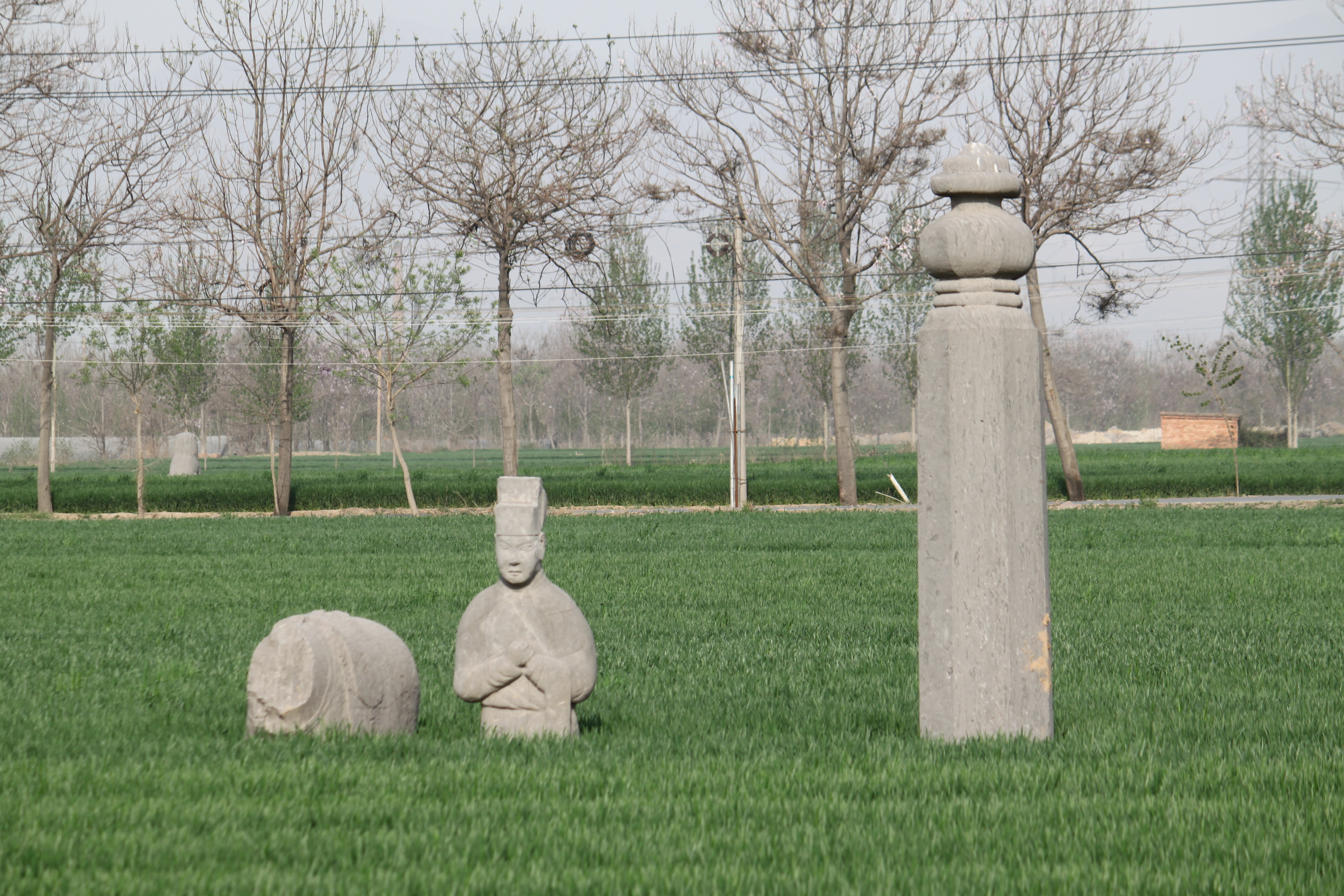
陈皇后陵神道东侧的石望柱、石马和控马官石像

#### 钦成朱皇后陵
钦成皇后朱氏是宋神宗的嫔妃，宋哲宗的生母，宋哲宗即位后被尊为皇太妃。崇宁元年（1102年）二月，朱太妃薨逝，享年51岁，被追封为皇后，葬于永裕陵。
钦成朱皇后陵（简称“朱皇后陵”）位于陈皇后陵西侧略偏北处，其最东侧与陈皇后陵的最西侧相距约十余米。朱皇后陵的地面建筑现存北神门两座阙台、东北角阙、西北角阙的建筑基址和陵台。根据现存的地面建筑，测得宫城的边长约100米。朱皇后陵现存陵台高6.9米，底面边长23米，顶面边长11米。地面上现存石像18件，缺失石望柱两件、控马官石像一件、石虎一件、石羊四件、宫人两件和东神门石狮两件。神道东西两列石像生相距33米，每列中石像与石像间距2.3-2.5米:240-244。

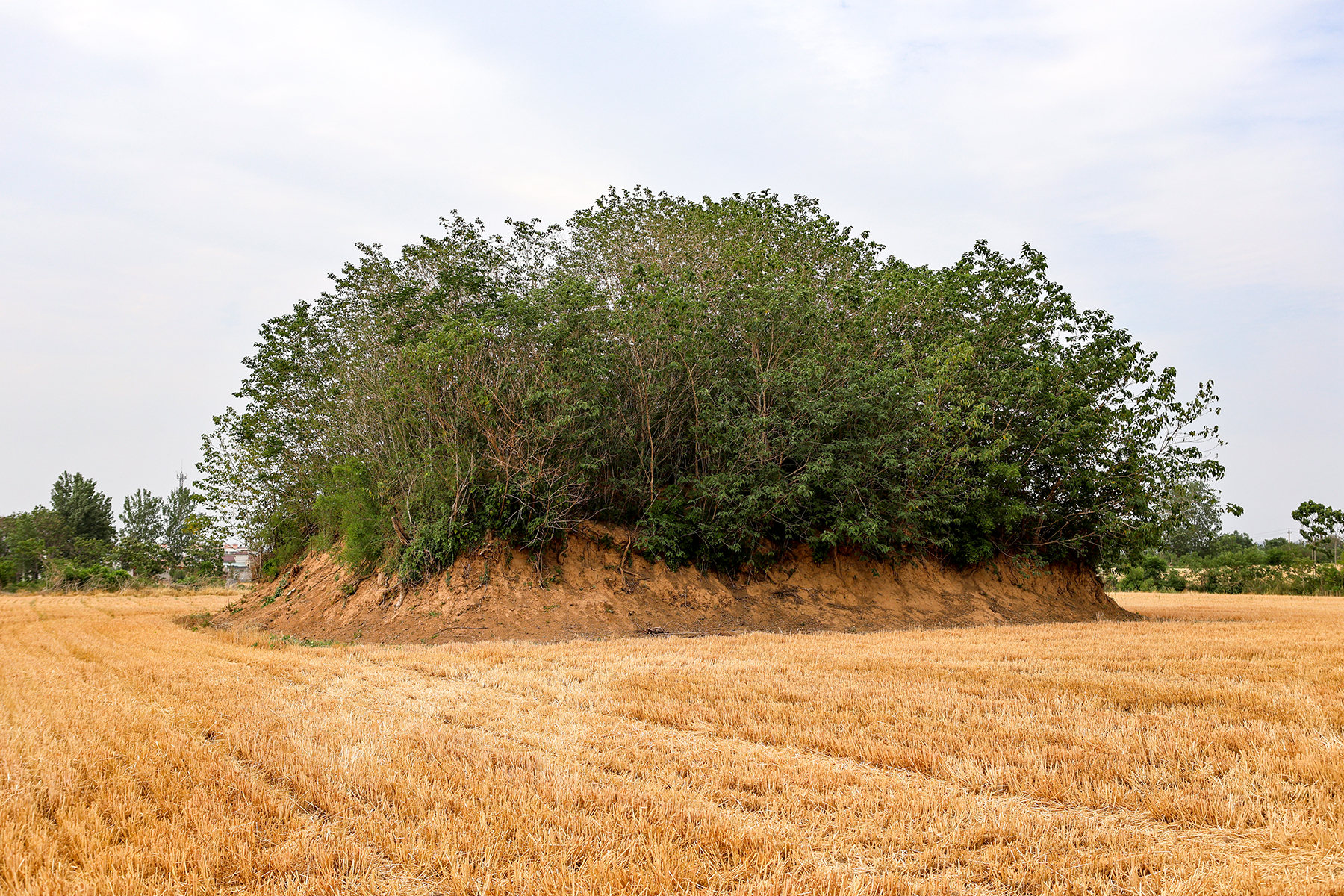
朱皇后陵陵台
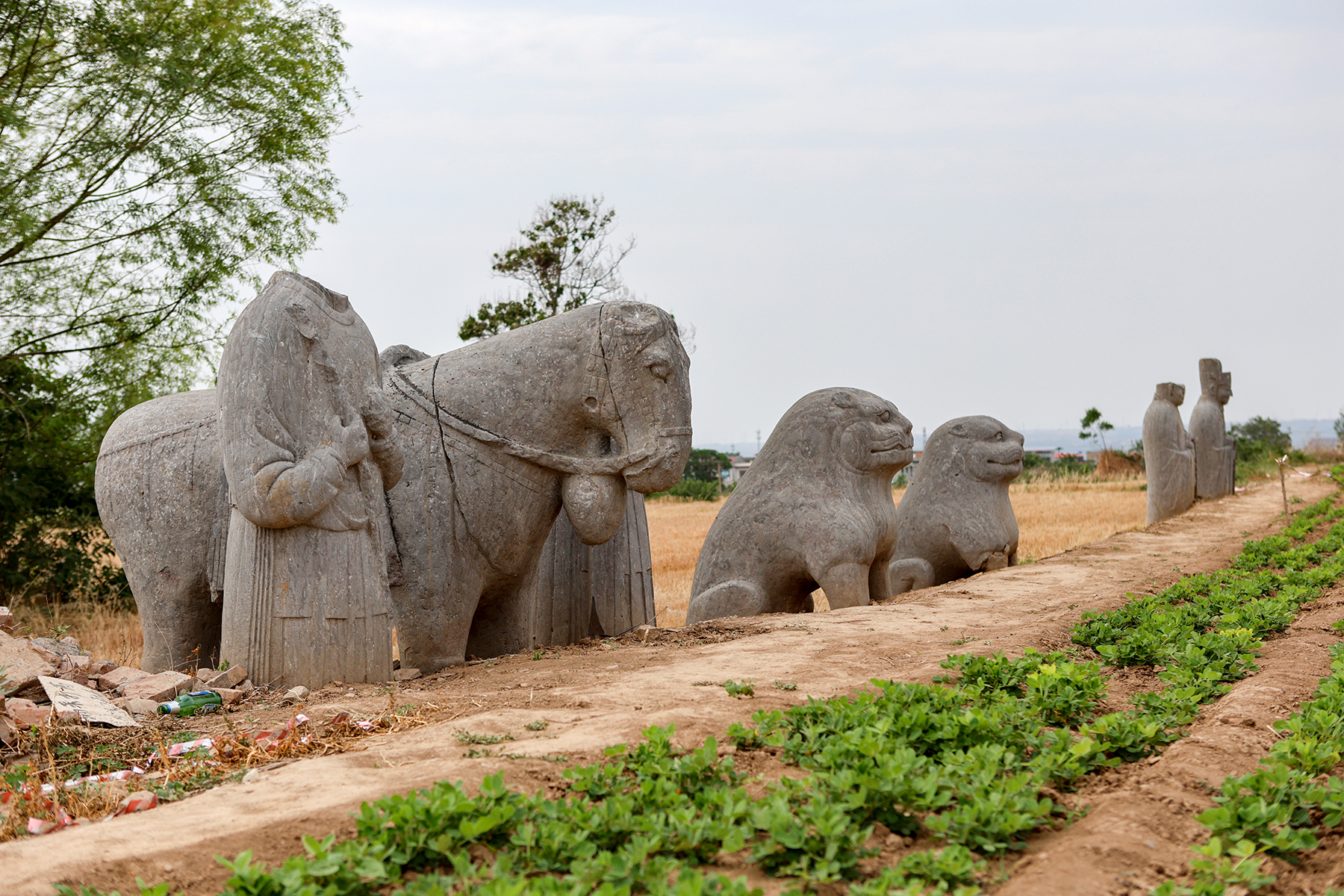
朱皇后陵神道西侧石像生

#### 显恭王皇后陵
显恭皇后王氏为宋徽宗的发妻，宋钦宗的生母，于元符三年（1100年）徽宗即位后被册封为皇后。大观二年（1108年），王皇后薨逝，享年25岁，葬于永裕陵。
显恭王皇后陵（简称“王皇后陵”）位于陈皇后陵和朱皇后陵的北侧，其神道石像与朱皇后陵的东北角阙相距约30米。王皇后陵的地面建筑仅存陵台，其他建筑均已不存。根据东、西、北神门石狮的位置，大致测得该陵宫城边长约100米。现存陵台呈方形覆斗状，南坡近底部有一处塌陷坑。陵台高6.8米，底面边长22-24米，顶面边长5-7米。王皇后陵地面上现存石像16件，缺失石望柱两件、石羊四件、武官石像两件、文官石像两件、宫人石像两件和南神门石狮两件。神道东西两列石像生相距32米:244。

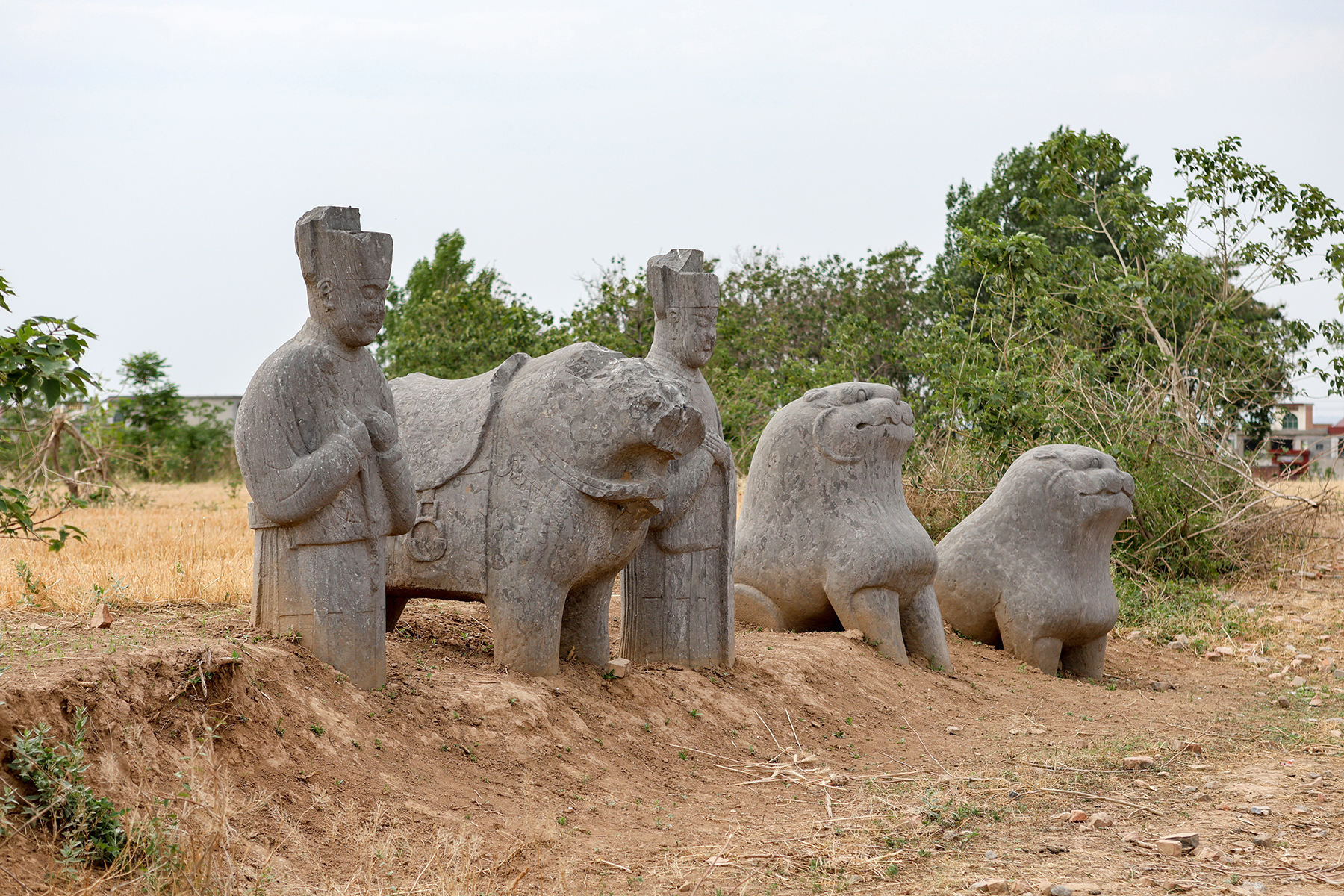
王皇后陵神道西侧石像生
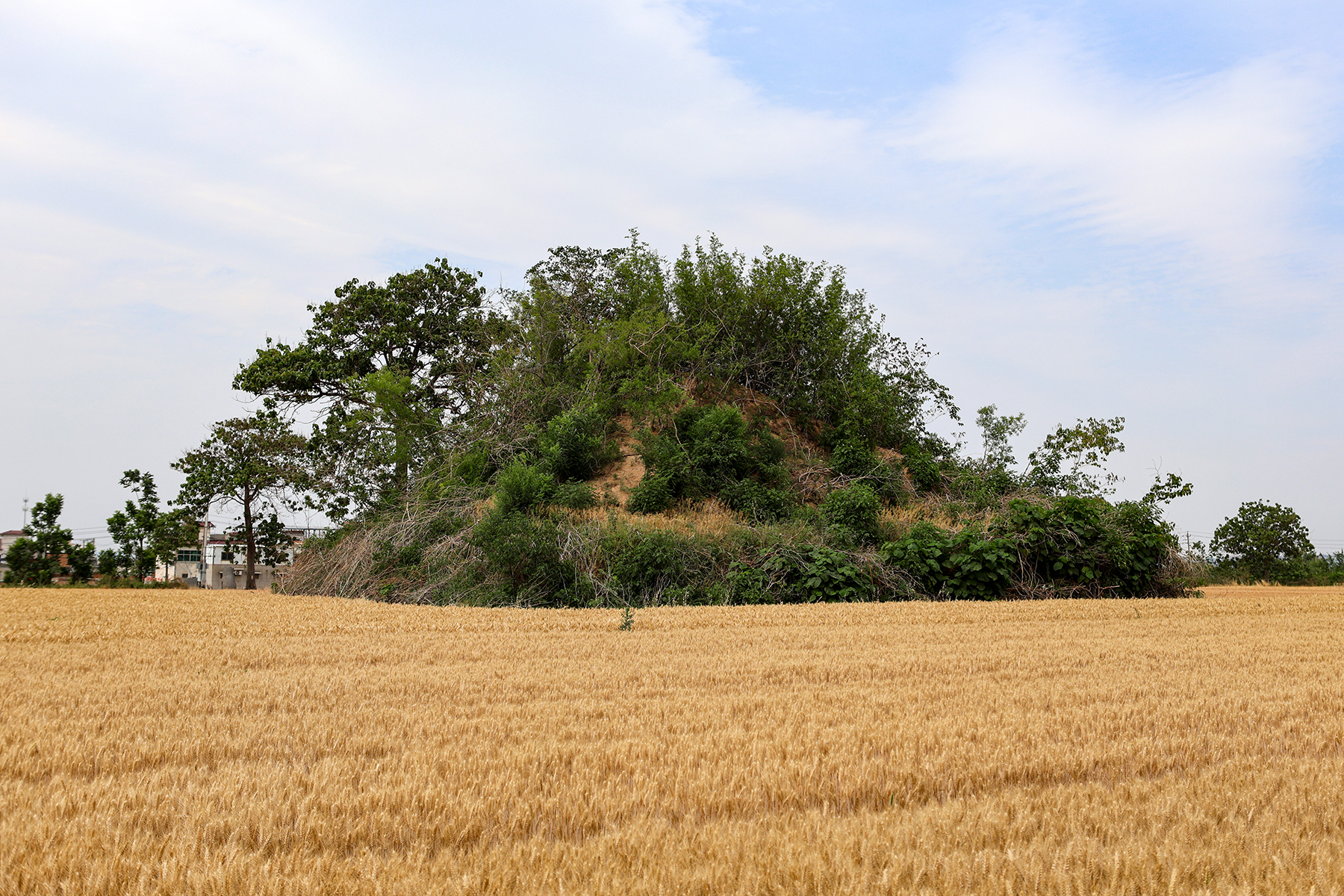
王皇后陵陵台
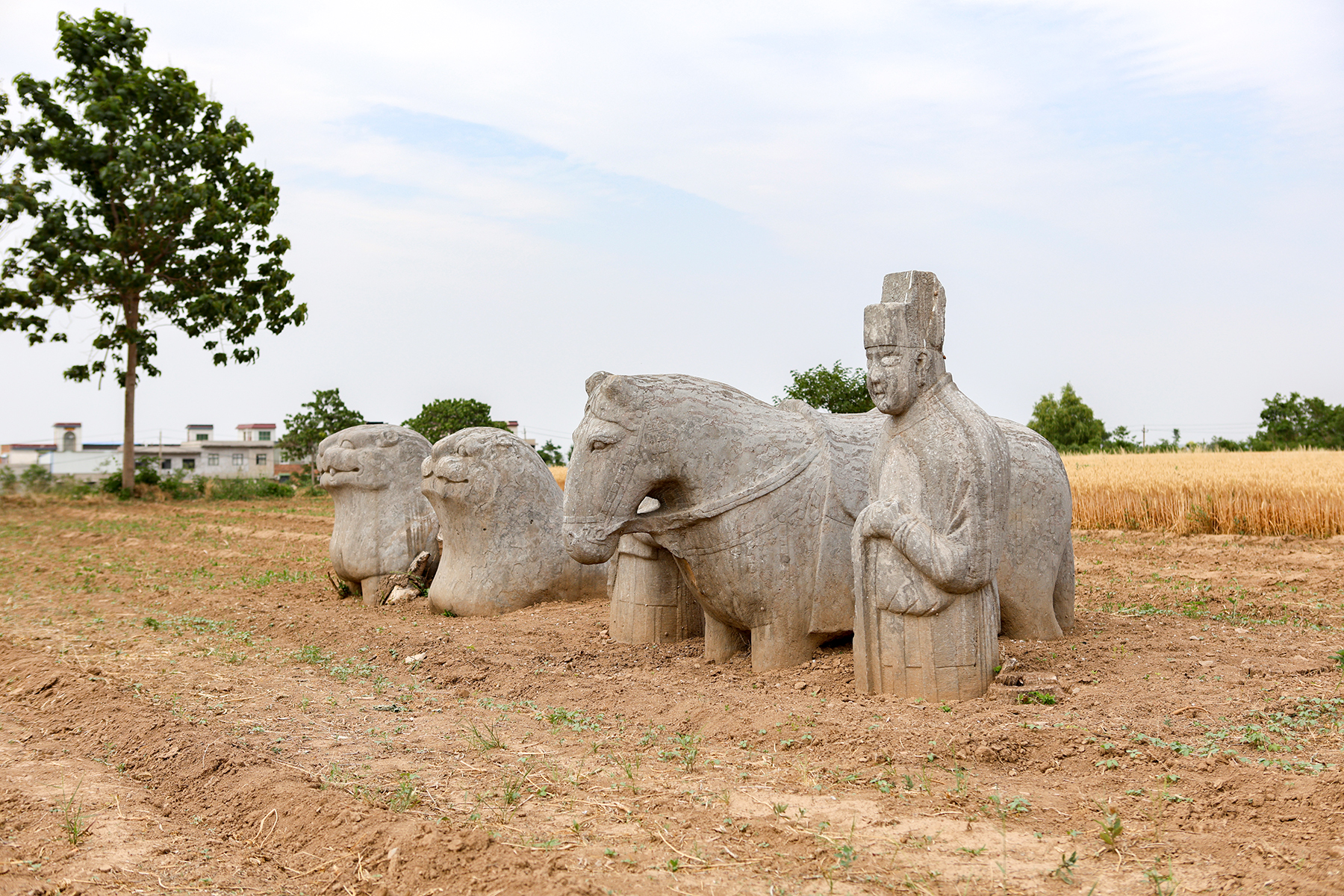
王皇后陵神道东侧石像生

### 陪葬墓
永裕陵下宫的西北侧发现有四处陪葬墓，其中一座为宋徽宗第十女康淑帝姬（商国公主）墓，现存有“宋故商国公主追封记”碑和石像，另外三座现存墓冢，墓主不明。此外，因在此区域还发现了“故赠邓国公主追封记”碑和“宋故蜀国公主追封记”碑，说明宋徽宗女惠淑帝姬（邓国公主）和安淑帝姬（蜀国公主）的墓亦在此处:245-254。